# Schlacht am Little Bighorn

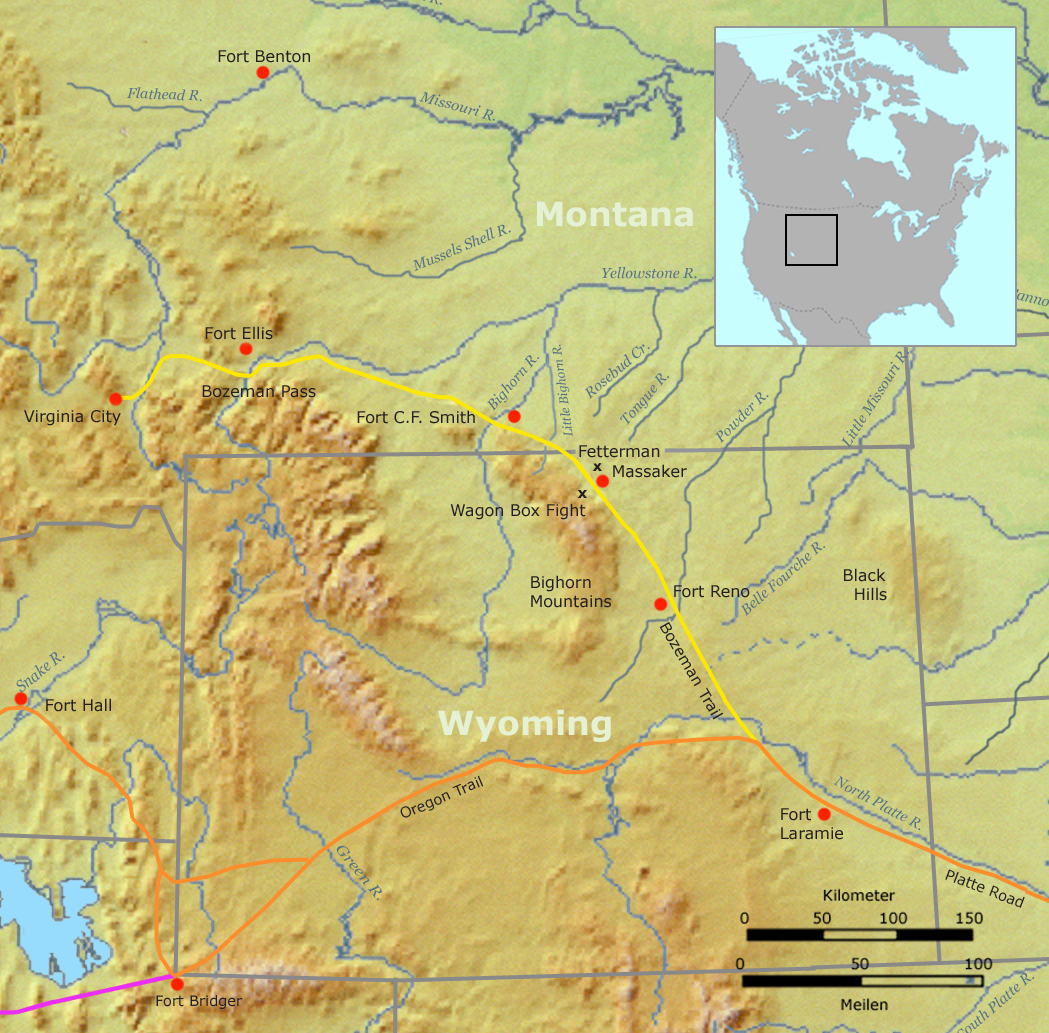
Region um den Little Bighorn und Route des Bozeman Trails

In der Schlacht am Little Bighorn wurden im Sommer des Jahres 1876 fünf Kompanien des 7. US-Kavallerie-Regiments unter dem Kommando von George Armstrong Custer von Indianern der Lakota- und Dakota-Sioux, Arapaho und Cheyenne am Little Bighorn River im heutigen Bundesstaat Montana in den Hügeln östlich des Flusstals eingekesselt und vernichtend geschlagen.
Die Schlacht fand im Rahmen von Auseinandersetzungen um Landnutzungs- und Siedlungsrechte zwischen der weißen Mehrheitsbevölkerung und den letzten frei lebenden Indianervölkern Nordamerikas statt. Ihr Sieg in dieser Auseinandersetzung war einer der wenigen größeren Erfolge der Prärieindianer in ihrem Überlebenskampf gegen die trotz ihrer damaligen Defizite weit überlegenen US-Landstreitkräfte. Die Niederlage Custers ist hauptsächlich seiner unzureichenden Vorfeldaufklärung und falschen Lageeinschätzung zuzuschreiben. Auch die Aufteilung seines Regiments in kleinere, weit auseinandergezogen marschierende Abteilungen kurz vor Aufeinandertreffen mit seinen Gegnern schwächte dessen Kampfkraft. Die Vernichtung dieser fünf Kompanien hatte für den Operationsverlauf im Feldzug von 1876 keine nennenswerten Auswirkungen. Dennoch erregt diese Schlacht bis auf den heutigen Tag eine ihre militärische Bedeutung weit übersteigende Aufmerksamkeit.
Custer wurde durch seinen mythenumwobenen Schlachtentod zu einer der Ikonen der amerikanischen Populärkultur. Besonders seine Witwe arbeitete für den Rest ihres Lebens unermüdlich daran, das umstrittene Vermächtnis ihres Mannes wieder ins Reine zu bringen. In der Zeit danach wurden auch die daran beteiligten Soldaten zu tragischen Helden der jüngeren amerikanischen Geschichte verklärt und die Niederlage zum heroischen Kampf bis zum unvermeidlichen Ende, „Custers letztem Gefecht“ erhöht.
Die Niederlage Custers markiert den Höhepunkt der Indianerkriege und steht als Symbol für die Legende des Wilden Westens. Die Geschehnisse am Little Bighorn waren auch ein Fanal für die sonst weitgehend unbeachtet vor sich gehende Vernichtung einer vielfältigen Nomadenkultur und Lebensart. In weiterer Folge bedeutete sie das Ende der Eigenständigkeit der Ureinwohner Nordamerikas. Auf US-amerikanischer Seite wurde die Niederlage in mehr als 50 Hollywood-Filmen zur unendlichen Märtyrer-Saga und wird bis heute für revisionistische Propaganda missbraucht. Archäologische Untersuchungen des Schlachtfelds und die Auswertung der Aussagen von Augenzeugen rücken die damaligen Ereignisse aber in ein neues Licht. Custer ist heute bei den meisten als Integrationsfigur für ein multiethnisches Amerika ungeeignet, da er zu sehr mit dem Ruch des Indianerschlächters behaftet ist. Das Little Bighorn Battlefield National Monument ehrt heute alle am Kampf Beteiligten.

## Vorgeschichte

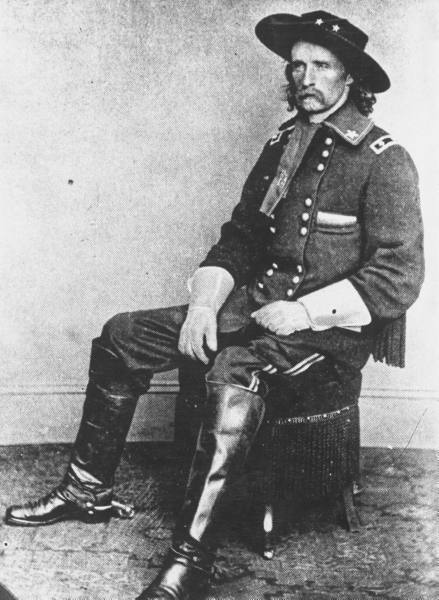
Oberstleutnant George Armstrong Custer, das Foto entstand kurz vor seinem Tod im Jahr 1876

Michael Reiley, F-Kompanie des 7. Kavallerieregiments, einer der einfachen Soldaten, die in der Schlacht starben

Die Schlacht am Little Bighorn fand im Rahmen von Auseinandersetzungen um Landnutzungs- und Siedlungsrechte zwischen der weißen Mehrheitsbevölkerung und den letzten frei lebenden Indianerstämmen Nordamerikas (englisch Native Americans) statt; sie war Teil eines Verdrängungs- und Vernichtungsprozesses der amerikanischen Ureinwohner, der vom 16. Jahrhundert bis ins 20. Jahrhundert andauerte. Anfangs drangen von Osten die Lakotas in die Great Plains ein, ein Nomadenvolk, später bekannt unter dem Namen „Sioux“, den sie von ihren Gegnern bekommen hatten und der grob vereinfacht „Feind“ bedeutet. Die Sioux verdrängten die Crows und Shoshonen aus ihren Jagdgründen im Norden der Plains. Als die weißen Siedler vor dem Sezessionskrieg (1861–1865) begannen, auch den äußersten Westen des Kontinents zu kolonisieren, hatten aufgrund der Trockenheit und der noch relativ großen indigenen Bevölkerung erst wenige von ihnen dort Wurzeln geschlagen. Vorher hatte man hauptsächlich in den niederschlagsreichen und stark bewaldeten Regionen beiderseits des Mississippi neue Agrarflächen erschlossen, die nur gerodet und umgepflügt werden mussten, um üppige Erträge zu liefern. Die Trecks mussten eine stetig nach Westen ansteigende Ebene mit wesentlich rauerem Klima, harten und trockenen Böden und Wüstenregionen sowie als Abschluss die Hochgebirgskette der Rocky Mountains, die sich wie ein gigantischer Riegel von Nord nach Süd erstreckte, mit den schwer beladenen Planwagen überwinden. Erst westlich davon, an der Küste des Pazifiks, fand man wieder günstigere Umweltbedingungen vor, insbesondere eine üppigere Vegetation. Die Regierung in Washington schloss mit den Indianern „ewige Verträge“ („… solange das Wasser fließt, die Büffel weiden und der Himmel blau ist …“), die ihnen zumindest einen Teil ihres Landes garantieren sollten.

### Die Besiedlung der Great Plains
Nach dem Ende des amerikanischen Bürgerkriegs wurde durch den hohen Einwanderungsdruck aus Europa auch das Siedlungsland in den westlich an den Mississippi grenzenden Bundesstaaten zunehmend knapper. Die Regierung in Washington gab daher zehn Prozent der Great Plains zur Besiedlung und Erschließung durch die beiden Eisenbahngesellschaften Union Pacific und Central Pacific frei. Mehr und mehr Siedler (von den Indianern als „Wasichu“ bezeichnet) drangen immer tiefer in die Indianerterritorien vor – oft mit Hilfe des US-Militärs. Die Great Plains waren das letzte Refugium der noch als Nomaden lebenden „freien Indianer“. Eine Konfrontation zwischen den Prärieindianern und den weißen Okkupanten war damit unvermeidlich geworden. Wie vorher die Indianer im Osten, wurden nun auch hier die Ureinwohner aus ihren angestammten Lebensräumen verdrängt und ihrer natürlichen Existenzgrundlagen beraubt. Der Druck auf sie erhöhte sich durch den rasanten Ausbau des Eisenbahnnetzes, dessen Schienenstränge nach Westen mitten durch das Indianerland verlegt wurden. Die neuen Bahnlinien waren im Eigentum kapitalkräftiger Gesellschaften, die sich die dafür nötige Unterstützung in Washington durch Bestechung erkaufen konnten. Mit Hilfe der Eisenbahngesellschaften ließ sich zudem die Doktrin der „Manifest Destiny“ noch einfacher durchsetzen, d. h. die von der „Vorsehung“ geheiligte Eroberung und Erschließung des Kontinents durch die weißen Amerikaner. Die Great Sioux Nation, die Lakota, Cheyenne und die Arapaho, kämpften gegen diese Entwicklung an und versuchten gleichzeitig, ihre eigene Lebensweise zu bewahren. Sie attackierten die Eisenbahnlinien, störten die Erkundung ihres Landes, belagerten die Forts des amerikanischen Militärs und bedrängten die Siedler so weit wie möglich, konnten letztendlich aber das Vordringen der technisch und materiell weit überlegenen Invasoren nicht aufhalten.
Nachdem mit den Zügen der Union Pacific Railroad die Plains für die Siedler noch leichter erreichbar wurden, führte die Expansion des Eisenbahnnetzes durch neue Bahnverbindungen wie die Burlington and Missouri River Railroad zu einer intensiveren landwirtschaftlichen Erschließung der Plains. Kleine Farmen und Viehzuchtbetriebe entstanden zunächst nahe an den Eisenbahnlinien und ließen einen Anschluss an die Märkte der nordamerikanischen Großstädte zu. Neue technische Errungenschaften wie verbesserte Pflüge und der Trockenanbau ermöglichten ab 1865 auch ihre (eingeschränkte) Nutzung als Ackerland. Hinzu kam bald die Nutzviehhaltung im großen Stil. Die Rinderzucht in Texas in der Mitte der 1860er Jahre beruhte auf der Ausnutzung der besonderen Bedingungen dieser Region und des natürlichen Herdenverhaltens der Longhorns. Die einst unübersehbar großen Büffelherden waren zu dieser Zeit wegen systematisch betriebenen Abschusses durch professionelle Jäger oder zum Zeitvertreib schon fast ausgerottet. Die Rancher konnten nun nahezu ungestört auf den Plains ihre riesigen Rinderherden weiden lassen und dabei auch ihren geografischen Verlauf ausnutzen, da sie sich durchgehend vom Süden der Vereinigten Staaten bis hinauf zur kanadischen Grenze erstreckten, wo bald große Schlachtbetriebe (z. B. in Chicago) entstehen sollten. Auch das Einzäunungsproblem in diesem waldarmen Land war mit Einführung des Stacheldrahts im Jahr 1874 gelöst worden. Dies alles führte zu einer noch nie dagewesenen Einwanderungswelle, die nun auch auf dieses ansonsten zur Besiedlung wenig geeignete Gebiet überschwappte.
In den späten 1860er Jahren waren die meisten der amerikanischen Ureinwohner schon in sogenannte Indianerreservate unter Aufsicht des Bureau of Indian Affairs gezwungen worden oder Krankheiten und Kampfhandlungen zum Opfer gefallen. Anlässlich seiner Antrittsrede erinnerte Präsident Ulysses S. Grant an das Schicksal der Indianer als der „ursprünglichen Bewohner“ (englisch original occupants) Amerikas und kündigte einen Kurswechsel in der Indianerpolitik an. Sie sollten in extra für sie eingerichteten Reservaten näher an die Lebensweise der Weißen herangeführt und zur Landwirtschaft ermutigt werden. Grant ernannte außerdem den ehemaligen Brigadegeneral Ely Samuel Parker, einen gebürtigen Seneca-Indianer, zum Leiter des Indianerbüros. Dieser war der erste amerikanische Ureinwohner, der dieses Amt bekleidete. Mit Hilfe des Board of Indian Commissioners (BIC), eines Ausschusses des US-Kongresses, sollte vor allem die weit verbreitete Korruption in diesem Department der Staatsverwaltung bekämpft werden. Als Beauftragte schlug das BIC keine Politiker mehr vor, sondern (mit Zustimmung Grants) Vertreter aus einflussreichen Kirchengemeinden, vor allem Quäker, und Militärangehörige. Diese Maßnahmen wurden der damaligen Dynamik jedoch nicht gerecht, sodass die weißen Siedler mit staatlicher Unterstützung wie z. B. dem Homestead Act und unter dem Schutz der Soldaten die Prärie-Indianer immer weiter verdrängen konnten. Letztere wurden damit in ihren wüsten und abseits gelegenen Reservaten der Verelendung preisgegeben. Insgesamt erreichte Grants Indianerpolitik trotz guter Intentionen kaum Fortschritte. Sie war nicht dazu geeignet, die gänzlich unterschiedlichen Sichtweisen der weißen und der indigenen Bevölkerung bezüglich eines guten Lebens oder auch „Fortschritts“ miteinander in Einklang zu bringen.
Nach dem Bürgerkrieg wurde auch Custer eine neue Aufgabe zugewiesen. Um die Besiedlung der noch unerschlossenen Ebenen in Kansas und am Colorado zu sichern, sollten die noch als Nomaden umherziehenden Cheyenne und Arapaho von dort vertrieben werden. Als er 1866 in Fort Riley, Kansas, seinen Dienst beim 7. US-Kavallerieregiment antrat, waren die Kämpfe mit den Prärieindianern in vollem Gange. Den Lakota-Sioux war es zwischen 1866 und 1868 allerdings gelungen, die Expansion der Weißen Richtung Montana am Bozeman Trail etwas zu bremsen. Im November 1867 überfiel das 7. Kavallerieregiment am Washita River das Winterlager der Southern Cheyennes unter Chief Black Kettle. Über einhundert Indianer, darunter viele Frauen und Kinder, wurden bei der Attacke erschossen, obwohl Custer davor die Order ausgegeben hatte, Nichtkombattanten zu verschonen. Das Massaker blieb sein einziger „Erfolg“ in den Plains, begründete aber seinen Nimbus als „Verteidiger der Frontier gegen die roten Marodeure“. Im Vertrag von Laramie wurde im gleichen Jahr die Einrichtung der „Großen Sioux-Reservation“ festgeschrieben. Daneben wurde den Indianern u. a. zugestanden, auch außerhalb ihres Reservats weiter Bisons zu jagen. Die – schon seit Jahrhunderten – mit den Büffelherden umherstreifenden Prärieindianer im Norden unterschieden sich jedoch eklatant von den Ackerbau betreibenden Puebloindianern im Süden der USA. Überdies waren die meisten ihrer Stämme untereinander tief verfeindet. Die Anführer der Lakota, Sitting Bull, Crazy Horse und Gall, erkannten den Vertrag von Laramie nicht an und hielten sich deswegen meist außerhalb des Reservats in ihren angestammten Jagdgebieten auf.

### Der Kampf um die Black Hills
Die Black Hills (Paha Sapa in der Sprache der Lakota) waren den Lakota-Sioux und Cheyenne heilig. Die Bergregion im Grenzland zwischen den Territorien Wyoming und Montana galt als Mittelpunkt ihrer spirituellen Welt und als einer der Grundpfeiler ihrer vielschichtigen Kultur. Die Black Hills waren Schauplatz ihrer Schöpfungsgeschichte, „… das Herz von allem, was ist“. Viele Indianer glaubten, ihre Vorfahren stammten aus einer dort befindlichen Höhle (Wing Cave), gelegen innerhalb eines mystischen Raumes, wo die Seelen ihrer Ahnen ruhten und die Geister der Lebenden (Totem) umherwanderten. Den Indianern war vor allem ihr Land wichtig, zu dem sie eine tiefe Verbundenheit verspürten. Gold oder andere Edelmetalle hatten für sie keinerlei Bedeutung. Für die Ureinwohner war der Fluss Little Bighorn das „Wasser am Fetten Gras“ – ein Hinweis darauf, dass es dort von Büffeln und anderem jagdbarem Wild nur so gewimmelt hatte. Auch für ihre Ponys fanden die Indianer hier ideale Weidegebiete. In Washington machten immer wieder Spekulationen über dieses geheimnisumwitterte und schwer zugängliche Gebiet die Runde. Man vermutete dort reiche Gold- und Silbervorkommen, deren Ausbeutung die leere Staatskasse wieder auffüllen und Investoren zufriedenstellen würde.
Die Black Hills lagen zwar knapp jenseits der Westgrenze des Reservats, gehörten jedoch noch zum Garantiegebiet, in dem ausschließlich den Lakota Jagdrechte zugebilligt worden waren. Bei einer ersten – vertragswidrigen – Militärexpedition im Jahr 1874 unter dem Kommando von Custer (Black Hills Expedition) begleiteten seine Reiter neben Wissenschaftlern und Reportern auch zwei Prospektoren, die nach Gold suchen sollten. Am 30. Juni 1874 wurden sie fündig. Die Nachricht von den Goldfunden am Oberlauf des French Creek verbreitete sich wie ein Steppenfeuer im Land, was den Ansturm von illegalen Goldsuchern auf die Black Hills zur Folge hatte. Die Zeitungen schrieben enthusiastisch und in maßloser Übertreibung von einem „neuen Goldland“ oder „Eldorado Amerikas“. Die USA befanden sich seit dem Herbst 1873, nach der Insolvenz der Cooke Bank, des landesweit größten Finanzinvestors, in ihrer ersten schweren wirtschaftlichen Rezession. Man beschuldigte daraufhin die Regierung Grants der Inkompetenz und der Kungelei mit privaten Investoren. Daher kam dieses Gold gerade zur rechten Zeit, um dringend benötigte Investitionen und die weitere Erschließung der westlichen Territorien anzukurbeln. Der Millionenerbe James Gordon Bennett junior, Herausgeber des New York Herald, war ein großer Bewunderer des „Boy General“, dementsprechend wurde Custer nach seiner Rückkehr im August 1874 in der Presse frenetisch bejubelt. William Curtis, ein Korrespondent der New York World, warnte: „Wir reizen die Indianer bis zum Wahnsinn, indem wir in ihre heiligen Gebiete eindringen, und treiben sie auf einen Weg, der in einer furchtbaren Rache enden wird!“
Bis zu 15.000 Goldsucher machten sich in der Folgezeit auf den Weg in das Indianergebiet und gründen Camps wie Deadwood und Custer City. Das Oberkommando unternahm zwar einige Versuche, sie wieder zu vertreiben, hatte aber kein großes Interesse daran, das Problem im Sinne der Indianer zu lösen. Der Regierung in Washington kam dies entgegen und man beschloss, den Vertrag von 1868 (aufgrund der Goldfunde) zu brechen. Die etwa 3.000 Sioux und 400 Cheyenne, die noch zu den „freien“ Stämmen zählten, nahmen den Vertragsbruch nicht hin und setzten sich gegen die „Straße der Diebe“ zur Wehr. Ihr geistiger Führer war der Prophet und Medizinmann Tȟatȟáŋka Íyotake, besser bekannt als Sitting Bull. Den Kampf gegen die Weißen führten Kriegshäuptlinge an, wie Tȟašúŋke Witkó (Crazy Horse), Rain in the Face und Gall. Sie begannen, Jagd auf die weißen Eindringlinge zu machen und töteten jeden, der ihnen in die Hände fiel.
Die im Westen stationierten Soldaten wurden 1875 aufgrund eines Berichts des Indianeragenten E.C. Watkins vom 9. November gleichen Jahres in Alarmbereitschaft versetzt, dem zufolge die Lakota und Cheyenne unter der Führung von Sitting Bull, Crazy Horse und Big Foot den Weißen zunehmend feindlich gesinnt seien. Präsident Ulysses S. Grant sah sich dem Druck diverser Interessensgruppen ausgesetzt, die ihn aufforderten, in dieser Sache energisch durchzugreifen. Im Dezember 1875 ließ Grant den Lakota ein Ultimatum übermitteln: Sie sollten die Black Hills freiwillig räumen und sich bis spätestens 1. Februar 1876 entweder in die ihnen zugewiesenen Reservate begeben oder sich bei einer der Indianeragenturen melden. Widrigenfalls würden sie als feindliche Kombattanten angesehen. Gleichzeitig plante das Oberkommando, die am Powder River lebenden Indianer in einer dreigliedrigen Zangenoperation zu überrumpeln und gefangen zu nehmen. Abgesehen davon, dass viele der hiervon betroffenen Lakota und Cheyenne gar nicht aus einer Reservation stammten, in die sie hätten zurückkehren können, wäre es ihnen auch unmöglich gewesen, dieser Aufforderung mitten in der kalten Jahreszeit nachzukommen, ohne dass die meisten von ihnen in den meterhohen Schneemassen verhungert wären. Die Regierung übte so immer mehr Druck auf die Indianer aus, um einen Krieg im Namen des amerikanischen Wirtschaftsimperialismus vom Zaun brechen zu können. General Philip Sheridan bezeichnete das Ultimatum daher später als „beinahe guten Witz“.
Im Jubiläumsjahr 1876 feierten die Vereinigten Staaten von Amerika ihr 100-jähriges Bestehen, ein Sieg über die Indianer wäre höchst willkommen gewesen, und so ordnete man eine Strafexpedition gegen die rebellischen Stämme an (Centennial Campaign). Sie hatte das Ziel, alle von ihnen einzufangen und in die Reservate zu zwingen oder zu töten. Custer wurde beauftragt, alle davon betroffenen Ureinwohner bis zum 31. Januar 1877 umzusiedeln. In Anspielung auf James Fenimore Coopers Roman Lederstrumpf notierte er einmal, dass „[…] die Indianer […] ihren Anspruch auf die Bezeichnung des ›edlen roten Mannes‹ […] verwirken. Wir sehen ihn wie er ist […], ein Wilder in jedem Sinne des Wortes […], jemand, dessen grausames Wesen das jeder Bestie in der Wildnis weit übertrifft.“
In seinen Mußestunden betätigte sich Custer (unter dem Pseudonym „Nomad“) als Kolumnist für ein Sportmagazin und berichtete über seine Jagdausflüge in die Plains. In einem Artikel schrieb er: „Wenn ich ein Indianer wäre, würde ich mich denjenigen Männern anschließen, die heute gegen mich kämpfen. Ich würde ein freies, offenes Wanderleben wählen, als mich den engen Grenzen eines Reservates zu unterwerfen und ein Empfänger der gepriesenen Wohltaten der Zivilisation zu sein, mit der Dreingabe all ihrer unzähligen Laster und Unarten.“ Custer bringt hier die zwiespältige Haltung der weißen Amerikaner gegenüber den Indianern zum Ausdruck. Er war u. a. stolz auf seine Kenntnisse über ihre Rituale und Lebensweise, bewunderte und imitierte sie sogar in gewisser Weise, schätzte ihre Fähigkeiten als gewandte Reiter und Jäger und zeigte ein lebhaftes Interesse an ihrer Kultur. Er war wohl nicht der indianerhassende Extremist, als der er später gerne dargestellt wurde. Allerdings war er auch ein Kind seiner Zeit und sah in den Ureinwohnern nur Primitive, deren Schicksal es sei, einer ihnen überlegenen Zivilisation zu weichen, in ihr auf- oder unterzugehen.
Neben den militärischen Vorbereitungen versuchte die US-Regierung, die ansässigen Stämme zum Verkauf der Black Hills zu bewegen, und bot ihnen eine Entschädigung von sechs Millionen US-Dollar an. Man leitete hierzu Verhandlungen mit den Oglala-Lakota im Reservat ein; deren Häuptling Red Cloud lehnte jedoch einen Verkauf kategorisch ab. Die neuen Landforderungen der Weißen waren zudem ein klarer Bruch des Vertrages von 1868. Krieger aus Sitting Bulls Gefolgschaft drohten, jeden Häuptling zu töten, der es wagte, seine Unterschrift unter einen derartigen Vertrag zu setzen.
Das doppelte Spiel von Grants Regierung kam Sitting Bull und seiner Absicht, sich in dieser Sache mit den Weißen nicht auf Verhandlungen einzulassen, sehr gelegen. So gelang es ihm leichter, die meisten Präriestämme in einem fragilen Bündnis (die sieben Ratsfeuer) zu vereinen. Im Frühling von 1875 flohen nach einem Aufruf Sitting Bulls weitere tausend Indianer aus den Reservaten, um sich ihren Stammesgenossen aus dem Gebiet der Black Hills und vom Powder River anzuschließen. Es gelang ihm sogar, sehr eigensinnigen Häuptlingen wie Rain in the Face ein Mindestmaß an Disziplin und Kooperation abzuringen. Die mittlerweile auf mehrere tausend Indianer angewachsene Rebellenkoalition schlug im Sommer 1876 an den Ufern des Little Bighorn ihr Sommerlager auf. Es war die größte Zusammenkunft der nordamerikanischen Prärieindianer in ihrer bisherigen Geschichte. Der letzte Kampf der Indigenen um ihre Freiheit und Heimat stand kurz bevor.

## Die Grenzsoldaten

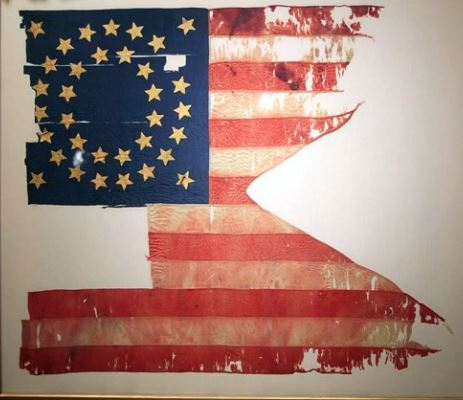
Regimentsflagge (Guidon) des 7. Kavallerieregiments im Feldzug von 1876

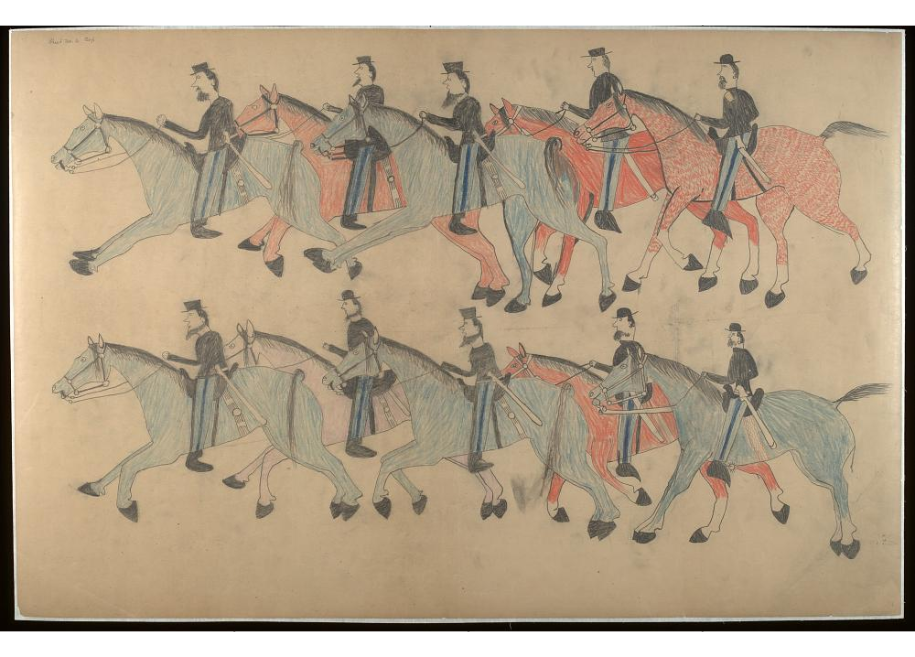
Indianische Zeichnung von Kavalleriesoldaten am Little Bighorn, Red Horse pictographic account of the Battle of the Little Bighorn, 1881

US-Kavalleristen im Feldlager, 1877

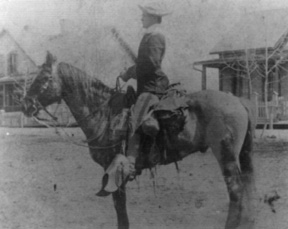
Ein Offizier des 2. Kavallerieregiments zu Pferde, Fort Wingate, New Mexico Territorium um 1895

Obwohl die USA seit ihrer Gründung fast ununterbrochen gegen die Urbevölkerung Krieg führten, stellte sie sich merkwürdigerweise nie auf den besonderen Charakter dieser Kämpfe ein. Solche Auseinandersetzungen sah man nur als notwendiges Übel an, die man vorwiegend mit Improvisationstalent meisterte. Da im Zuge der Kämpfe gegen die Indianer auch keine offiziellen Kriegserklärungen ausgetauscht wurden, galten sie als eine Art „Polizeiaktion“, die den Offizieren und Soldaten noch dazu nur wenig Vergünstigungen und Auszeichnungen einbrachten. Die schlecht bezahlten und wenig angesehenen Grenzsoldaten lagen zudem in den von den urbanen Zentren weit entfernten und unwirtlichen Außenposten (Frontier) und waren oft noch von ihren traumatischen Erfahrungen aus den blutigen Gemetzeln des Bürgerkriegs geprägt, was einige Gewaltexzesse gegenüber den Indianern erklären könnte, die aber in puncto Verübung von Grausamkeiten ebenfalls nicht zimperlich waren. Meist als kleine Detachements in Kompaniegröße verstreut über das Land eingesetzt, spielte die US-Kavallerie bei der Landnahme im Westen dennoch eine Schlüsselrolle und wurde so ein Teil des Gründungsmythos der Vereinigten Staaten. Zu ihren Aufgaben zählten Eskorten zu stellen, die Erkundung und Kartierung des Landes, Unterstützung von Landvermessern und Eisenbahnarbeitern, und der Schutz von Farmern, Jägern, Goldsuchern und Siedlertrecks.
Der gemeine Kavallerist, drangsaliert von Stärkereduzierung und Soldkürzungen, fristete ein hartes und entbehrungsreiches Leben, im Gegensatz zu den Darstellungen in den populären Western-Filmen der 1950er und 1960er Jahre. Eine angemessene Gesundheitsversorgung war praktisch nicht vorhanden. Offiziere und Soldaten litten unter schlechten Zähnen, Arthritis, Rheuma und Wirbelsäulenleiden, auch Alkoholismus war ein weitverbreitetes Problem. Archäologische Befunde deuten darauf hin, dass viele der Soldaten des 7. Kavallerieregiments unterernährt und von schlechter Konstitution waren, obwohl sie zum am besten ausgerüsteten und versorgten Regiment der US-Kavallerie zählten. Generell sollten die Männer um die 90 kg wiegen, da sie ansonsten für die Pferde auf dem Marsch eine zu große Belastung gewesen wären. Die Rekruten mussten bei ihrer Musterung (offiziell) schon 18 Jahre alt und mindestens 160 cm groß sein. Ihre körperliche Verfassung waren dabei meist nicht so wichtig. Der Historiker James Donovan meinte hierzu: „...dass die Rekrutierungsoffiziere mentale und physische Schwächen zum großen Teil ignorierten. Wenn ein Mann ein Pferd besteigen und ein Gewehr tragen konnte, galt er als gut genug für die Kavallerie.“
Desertationen („french leave“) waren deshalb an der Tagesordnung; man schätzt, dass zwischen 1867 und 1891 mehr als ein Drittel der angeworbenen Rekruten fahnenflüchtig wurde. Ein Teil von Custers Soldaten hatte noch dazu noch nicht einmal richtig reiten gelernt. Ihr täglicher Dienst nahm die Soldaten derart in Anspruch, dass nur wenig Zeit für eine gründliche Ausbildung blieb. Nicht einmal genug Munition für Schießübungen wurde bereitgestellt. Es war daher wenig verwunderlich, dass sie ihren Gegnern in vielerlei Hinsicht unterlegen waren. Mitte der 1870er Jahre standen dem Oberkommando insgesamt nur 19.000 einsatzbereite Soldaten zur Verfügung. Nach Ablauf der Dienstzeit verließ man meist seine Einheit wieder, sodass viel zu wenig kampferfahrene Soldaten für die Ausbildung der neuen Rekruten bereitstanden. Für Strafaktionen gegen die Indianer musste man eine lange Kolonne aus Tragtieren und Transportwagen für Verpflegung und Ausrüstung mit sich führen, der das Vorwärtskommen erheblich verlangsamte, sodass an eine Verfolgung des Gegners meist nicht zu denken war. Ein Offizier verglich einmal die Effizienz des Heeres mit einem Kettenhund: „Innerhalb der Kettenreichweite unwiderstehlich, außerhalb machtlos.“
Custer führte 1876 ein Regiment der Dakota-Kolonne, bestehend aus den zwölf Kompanien des 7. Kavallerieregiments, das etwa 650 Mann stark war. Wegen der drastischen Sparmaßnahmen im Haushalt umfasste sein Stab nur 15 Offiziere anstatt der 43, die für ein Kavallerieregiment eigentlich vorgesehen waren. Untersuchungen dieses Regiments lassen diese Truppe exemplarisch für die amerikanischen Landstreitkräfte während der Indianerkriege erscheinen. Ungefähr 57 Prozent seiner Soldaten wurden in den Vereinigten Staaten geboren, 43 Prozent waren gebürtige Europäer, vor allem aus Irland und Deutschland mit jeweils rund 15 Prozent. 1876 dienten in dieser Einheit 131 Deutsche Migranten („Dutchies“ = Holländer). Sie stammten aus Bayern, Hannover, Preußen, Württemberg, Baden, Berlin und Frankfurt am Main. Sieben Soldaten kamen aus der deutschsprachigen Schweiz. Ein anderer, John Rauter, stammte wohl aus Tirol in Österreich. Auch die Vorfahren ihres Kommandeurs, George Armstrong Custer, waren Deutsche, deren ursprünglicher Familienname wohl Küster oder Kuester lautete. Diese Männer waren größtenteils nicht älter als 30 Jahre alt, in großer Armut aufgewachsen und waren harte Arbeit gewohnt. Sie galten auch als streng und hartgesotten. Trotzdem schlug ihnen im Alltag oft Verachtung entgegen, dies hatte viel mit der Abneigung zu tun, die die angestammten Amerikaner ihren Streitkräften und Einwanderern für gewöhnlich entgegenbrachten. Besonders hoch war der Migrationsanteil in den Unteroffiziersrängen, da sie teilweise schon in ihrer alten Heimat gedient hatten.
Das Offizierskorps wurde größtenteils von Veteranen des Sezessionskrieges gestellt und war beträchtlich überaltert. Viele von ihnen hatten in den Freiwilligenverbänden des Bürgerkrieges schon höhere Ränge bekleidet und waren dann nach Endes des Krieges im regulären Heer wieder auf ihre alten Ränge zurückgestuft worden. Dort konnten Beförderungen bis in höhere Dienstränge bis zu 26 Jahre dauern. Custer beispielsweise war während des Bürgerkrieges im Unionsheer bis zum Divisionskommandeur und Generalmajor der Freiwilligen aufgestiegen, versah nun aber seinen Dienst als Oberstleutnant. Da man ihm bei Kriegsende aber den Titular- oder Brevet-Rang eines Generalmajors verliehen hatte, sprachen ihn seine Untergebenen weiterhin als General an.

## Die Indianer

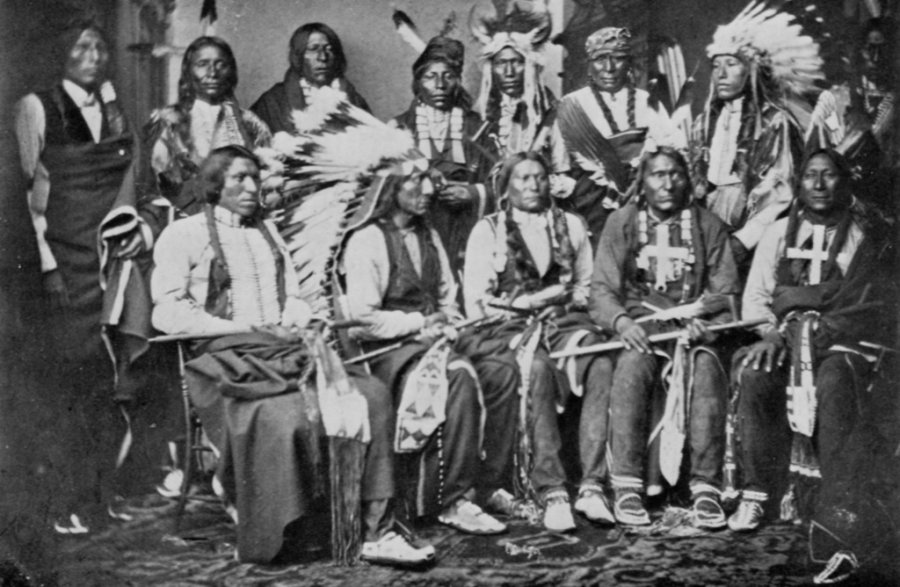
Häuptlinge der Sioux, um 1877

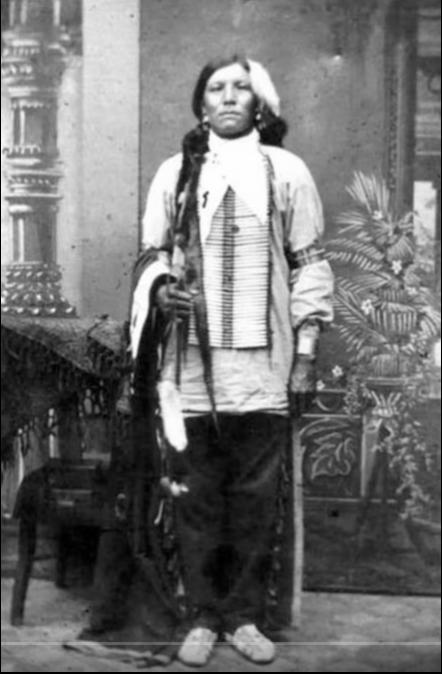
Angebliche Fotografie von Crazy Horse, um 1877

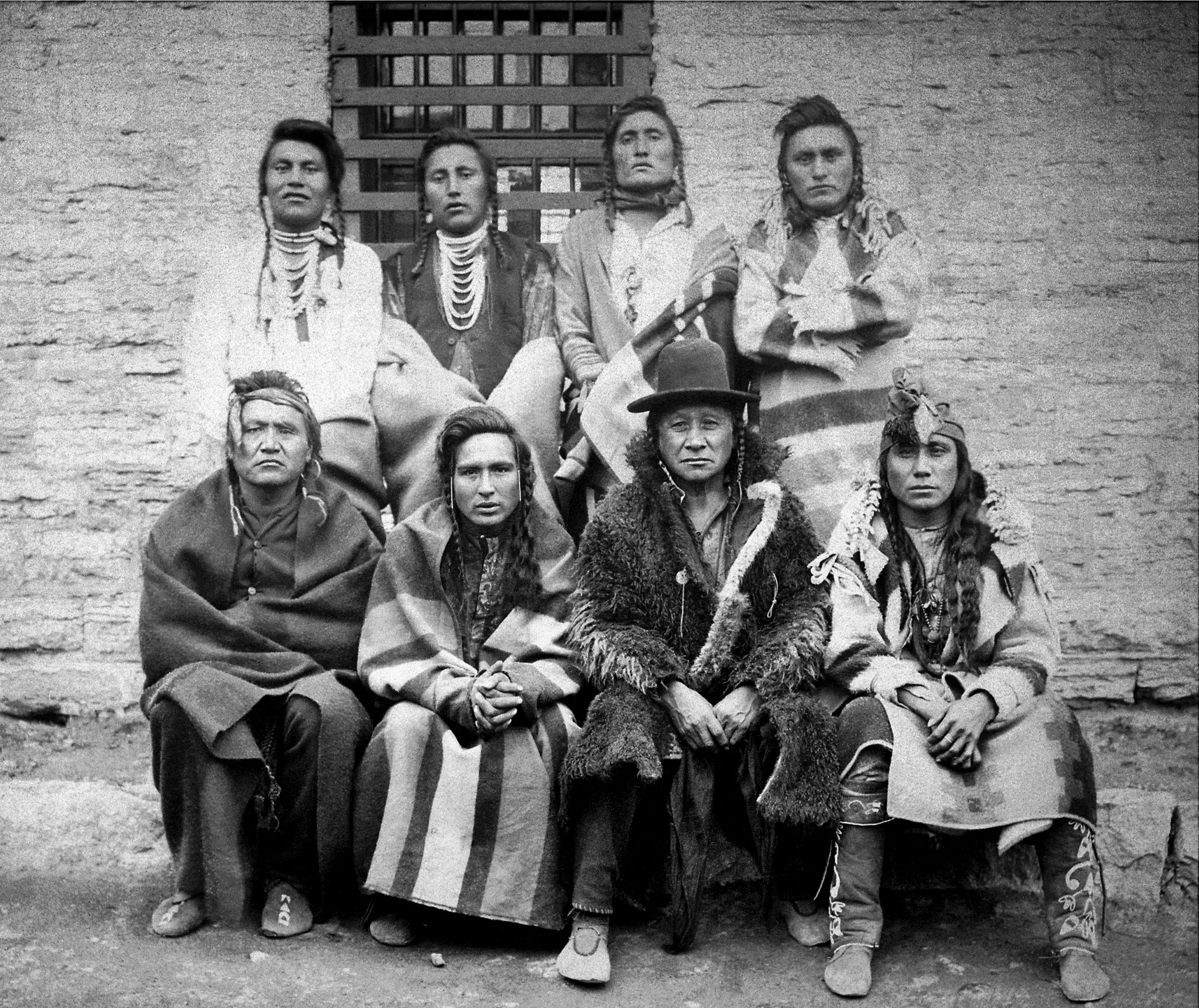
Gefangene Crow Indianer, um 1881

Cheyenne Häuptling Two Moons, 1878

Die Kampfweise der Ureinwohner orientierte sich stark an ihren seit Jahrtausenden bewährten Jagdpraktiken, bei denen vor allem Schnelligkeit und Beweglichkeit den Ausschlag gaben. Man versuchte mit Hinterhalten, Überfällen und Kleinkriegstaktik den Feind zu besiegen oder wenigstens in die Flucht zu schlagen. Von Vorteil war auch ihre gute Ortskenntnis und Ungebundenheit. Die nomadische Lebensweise ermöglichte es, bei Gefahr sehr rasch in die Weiten der Prärie zu verschwinden, weswegen sie für die in dieser Hinsicht viel schwerfälliger operierende US-Verbände nur schwer zu bekämpfen waren, insbesondere wenn sie in kleineren Gruppen unterwegs waren. Auf größere Auseinandersetzungen ließen sich die Stammeskrieger nur ein, wenn sie alle Vorteile auf ihrer Seite wussten oder es keinen anderen Ausweg mehr gab. Die Art, wie die Indigenen ihre Kriege führten, entsprach jedoch nicht mehr der Höhe der Zeit. Es dauerte jedoch lange, bis sie einsehen mussten, dass sie mit ihrer Art zu kämpfen gegen die überlegene Disziplin und Bewaffnung der US-Soldaten nichts ausrichten konnten.
Allgemein war man in Militärkreisen der Meinung, dass die Indianer keine ebenbürtigen Kontrahenten waren. Sie schossen ein paarmal aus dem Hinterhalt, hielten die Soldaten so einige Zeit hin, um dann bald wieder in alle Richtungen zu verschwinden. Schreiend und waffenschwingend mit Todesverachtung auf eine Schützenlinie zuzugaloppieren, um sich dann widerstandslos vom Pferd schießen zu lassen, ist jedoch eine pure Erfindung der Filmindustrie. Als Einzelkämpfer war ein Indianer zwar ein höchst gefährlicher Gegner, aber meist auch ein eigensinniger Individualist, der nur zu den Waffen griff, wenn es ihm beliebte oder er seinen Stamm bzw. Frau und Kinder verteidigen musste. Eine besonders sportliche Einstellung zum Kampf war den Prärieindianern eigen. In ihren unzähligen Stammesfehden ging es nicht darum, so viele Gegner wie möglich aus der Distanz zu töten (das hielt man für ehrlos und feige), sondern dem Feind im ehrenvollen Zweikampf möglichst viele Blessuren, sogenannte Coups, beizubringen. Je mehr davon man platzieren konnte, desto höher stieg man im Ansehen.
Wie die meisten seiner Zeitgenossen betrachtete auch Custer die Kriegsbräuche der Indianer mit Abscheu und Unverständnis. Bei Einsätzen in Kansas hatte er wiederholt die verstümmelten Leichen von ermordeten Siedlern gesehen. Dennoch musste auch er bald feststellen, dass der Kampf gegen die indigenen Völker etwas ganz anderes war als der gegen die konföderierten Soldaten. Bei seinen Strafaktionen gegen Indianerbanden, die Eisenbahnarbeiter oder Siedler überfallen hatten, lagerte er mit seinen Männern nachts immer auf oder um Hügel herum und ließ dort große Feuer anzünden. Damit wollte er seinen Gegnern zeigen, dass er hier war und auf sie wartete, um sie zum Kampf zu stellen, da er sie nie zu fassen bekam, geschweige denn ihre Unterschlüpfe ausfindig machen konnte. Die Indianer suchten jedoch keine direkte Konfrontation, stattdessen verschwanden sie jedes Mal spurlos in der Weite des riesigen Landes, wenn er ihnen nachsetzte. Eine Tatsache, die ihn zutiefst frustrierte und alle seine Erfahrungen aus dem Bürgerkrieg nahezu wertlos machte. Der Oberbefehlshaber im Westen, General Philip Sheridan, ordnete daher an, bevorzugt die Winterlager der Indianer anzugreifen, wo sie sich sicher fühlten und sie in der kalten Jahreszeit, aufgrund des Schnees und des knappen Nahrungsangebotes, in ihrer Mobilität stark eingeschränkt waren.

## Bewaffnung

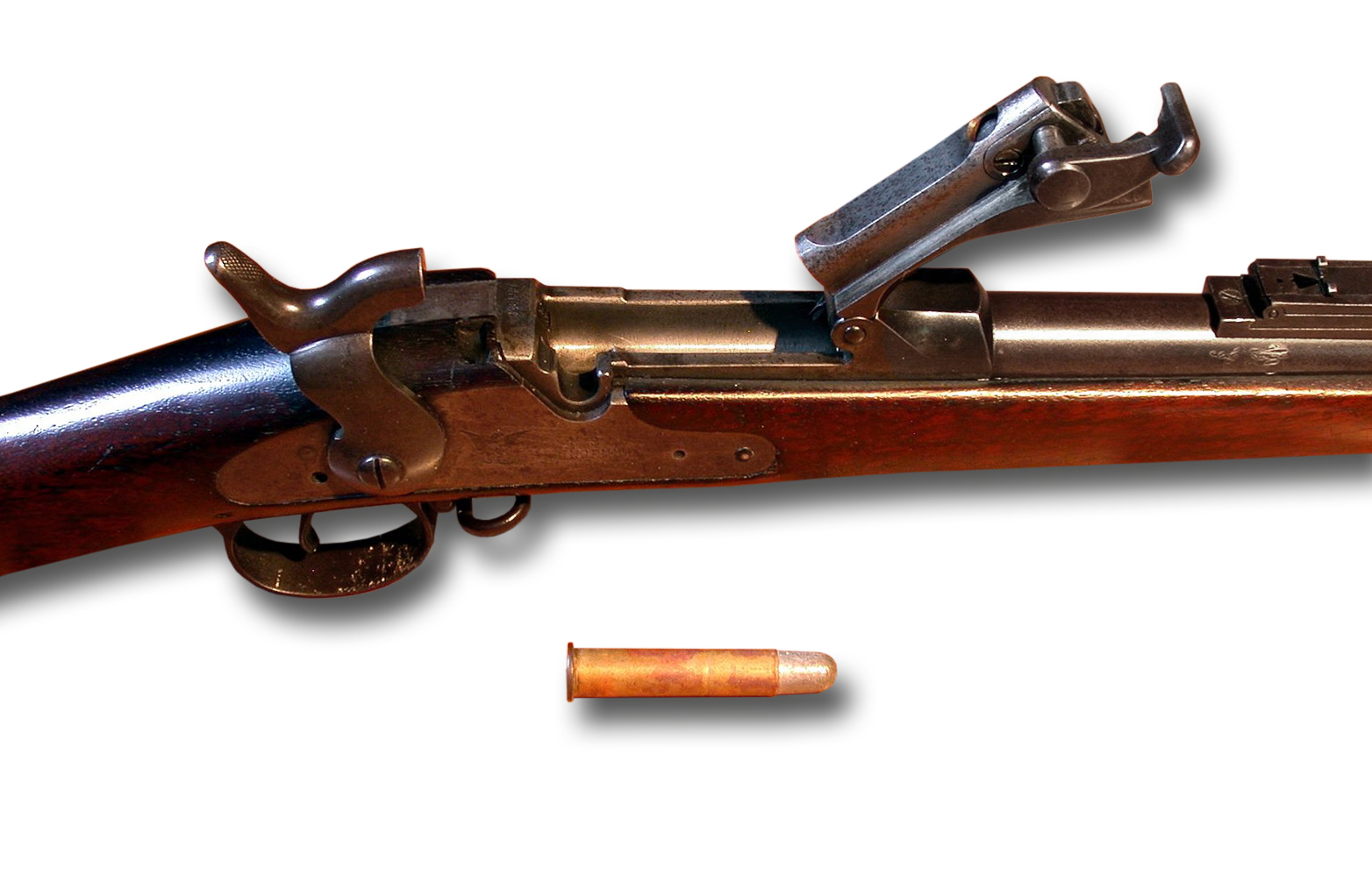
Einschüssiger Springfieldkarabiner mit geöffnetem Verschluss, Modell 1873

### Soldaten
Die Kavalleristen verwendeten am Little Bighorn einschüssige Karabiner vom Typ Springfield Modell 1873 Trapdoor Kaliber .45-70 Government, die bei intensivem Gebrauch häufig Ladehemmung hatten, ausgelöst durch Schwarzpulverrückstände, die den Verschluss verschmutzen. Die Patronenhülsen neigten noch dazu zum Verklemmen, sodass man sie mit einem Messer heraushebeln musste, was im Kampf viel wertvolle Zeit kostete. Auch der Ladevorgang war zeitaufwändig, da die Waffe nach jedem Schuss abgesetzt werden musste. Um die Waffe neu zu laden, musste zuerst die Verschlussklappe am Gewehr geöffnet, die leere Hülse entfernt, eine Patrone aus der Patronentasche entnommen und in das Patronenlager eingeführt werden. Danach musste das Patronenlager wieder verriegelt und der Abzug in die schussbereite Stellung gespannt werden. Letzterer wirkte als Sicherung und verhinderte so einen unbeabsichtigten Abschuss. Vorteile dieser Karabiner waren ihre hohe Reichweite und Durchschlagskraft der von ihnen abgefeuerten Kugeln. Dies war aber in der Schlacht ohne entscheidende Bedeutung, da die Indianer, die in der Mehrzahl beritten waren, die Distanz zu ihren Gegnern schnell überwinden konnten. Zudem trafen die hastig, unter Stress und auf große Entfernung abgegebenen Schüsse selten, auch wegen der einfachen Visiereinrichtungen. Als Zweitwaffen führte die US-Kavallerie sechsschüssige Colt-Revolver mit sich, Waffen mit großer Kadenz auf geringe Distanz. Auf Säbel wurde verzichtet. Custer befürchtete, dass ihr metallisches Klappern beim Reiten die feindlichen Späher warnen könnte. Er und seine Offiziere verwendeten auch noch andere Gewehre und Faustfeuerwaffenmodelle. Jedem Soldaten wurden 100 Schuss Karabinermunition und 24 Schuss für den Revolver zugeteilt und er trug einen Gürtel, der 36 Patronen fasste. Der Rest befand sich in den Satteltaschen. Zusätzliche 50 Schuss waren in Munitionskisten gelagert, die von Tragtieren transportiert wurden.

### Indianer

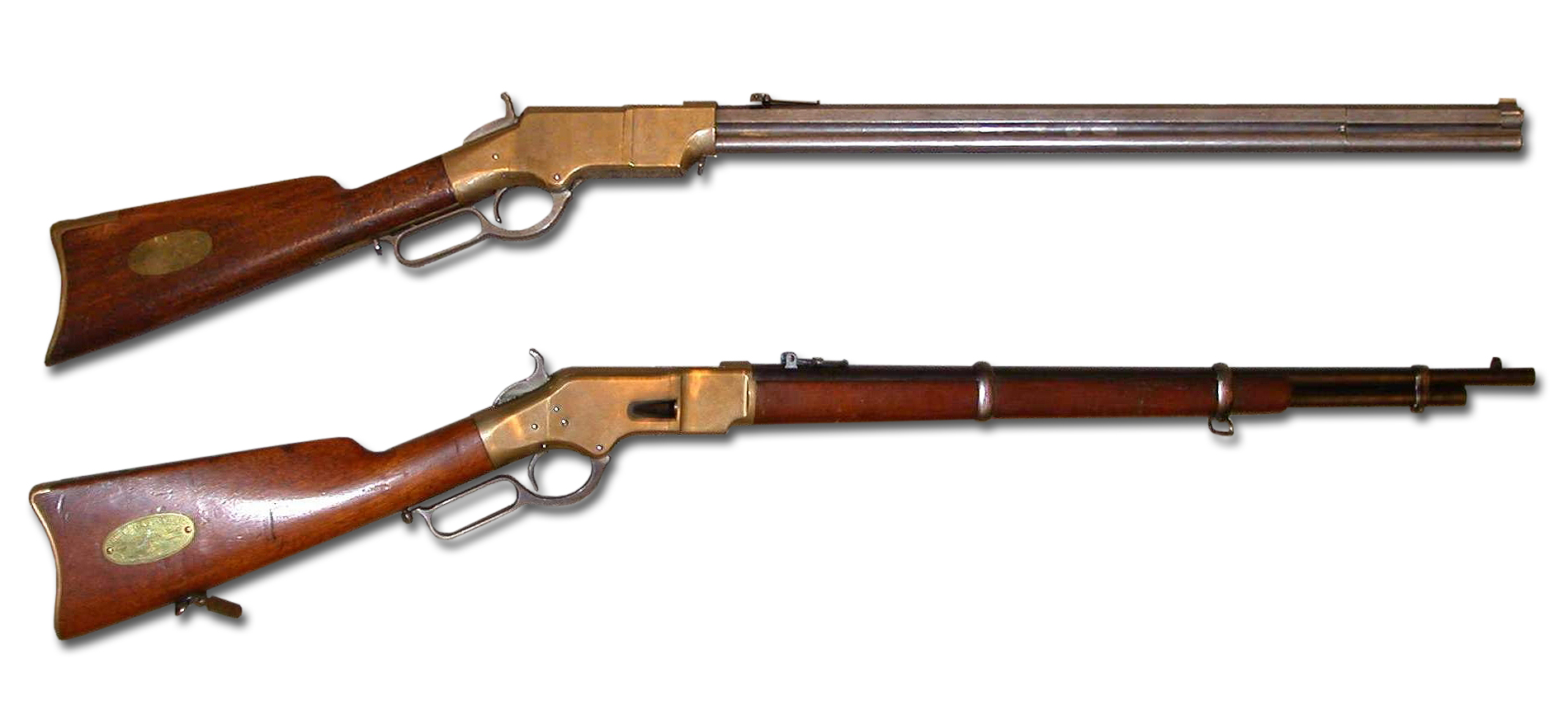
Henry und Winchester Repetiergewehre, Modell 1866

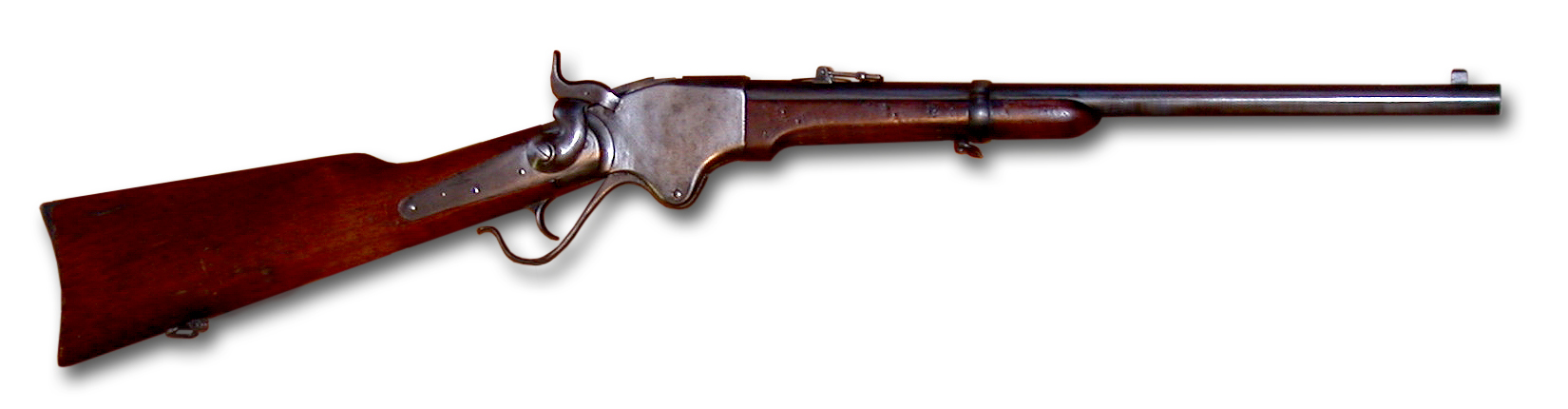
Spencer-Repetierkarabiner, Modell 1865

Durch Tauschhandel mit den Siedlern entlang der großen Trails erwarben die Indianer nicht nur Waffen, sondern auch Zubehör wie Schießpulver, Blei, Zündhütchen und Werkzeug zum Laden von leergeschossenen Hülsen. Laut Augenzeugenberichten sammelten sie nach Schießübungen sogar die deformierten Bleiprojektile zum neuerlichen Einschmelzen wieder ein. Dennoch waren die Ureinwohner waffentechnisch unterlegen. Viele kämpften noch mit Lanze, Messer, Steinbeil, Tomahawk oder Pfeil und Bogen. Allerdings verfügten sie auch über Gewehre und Revolver, die sie entweder erbeutet oder von Händlern oder Siedlern erworben hatten. Zwar waren viele dieser Waffen veraltet oder hatten unter der wenig sachkundigen Behandlung durch ihre neuen Besitzer stark gelitten, zugleich waren darunter aber auch moderne Repetiergewehre, die den Standardwaffen der amerikanischen Truppen an Feuerkraft (insbesondere was die Schussfolge betraf) überlegen waren. Am Little Bighorn war ein Teil der Krieger, man nimmt etwa 200 an, mit mehrschüssigen Repetiergewehren der Hersteller Spencer, Henry und Winchester (für Pistolenmunition geeignet) ausgerüstet. Diese Waffen ermöglichten eine schnellere Schussfolge als die Karabiner der Kavallerie; sie luden ihre Patronen aus nicht wechselbaren (über eine Seitenöffnung ladbaren) Magazinen im Gewehrkolben und waren nach jedem Schuss sofort wieder feuerbereit. Zwar von geringerer Reichweite, war dies im Kampf dennoch kein gravierender Nachteil, da die Indianer auf ihren Pferden rasch an ihre Gegner herankamen. Diese Waffen mussten zum Laden auch nicht abgesetzt werden, man konnte daher Schüsse in rascher Abfolge abgeben. Im Gefecht verschaffte dies dem Kämpfer einen überlebenswichtigen Vorteil gegenüber den herkömmlichen Einzelladern. Nach Analyse der vor Ort gefundenen Projektile wurde von ihnen am Custer Hill ein sehr breites Spektrum von Schusswaffen (wahrscheinlich bis zu 47 verschiedene Modelle) eingesetzt, darunter verschiedene einschüssige Hinterladermodelle, Vorderladermusketen und einige Perkussionsrevolver. Etwa die Hälfte der Krieger waren nur mit Pfeil und Bogen und Speeren bewaffnet, aber auch diese erlaubten den Reitern bis auf mittlere Distanz eine hohe Treffsicherheit und Schussfolge. Dazu kamen ihre traditionellen Nahkampfwaffen wie Messer, Streitkeulen und -äxte, denen viele von Custers Soldaten zum Opfer fielen. Nach der Schlacht nahmen die Indianer alles mit, was für sie von Wert sein konnte, auch die leeren Patronenhülsen. Bei der Belagerung des Reno Hill hatten die Indianer vor allem Munition erbeutet, auf dem Custer Field hauptsächlich Gewehre.

## Der Sommerfeldzug von 1876

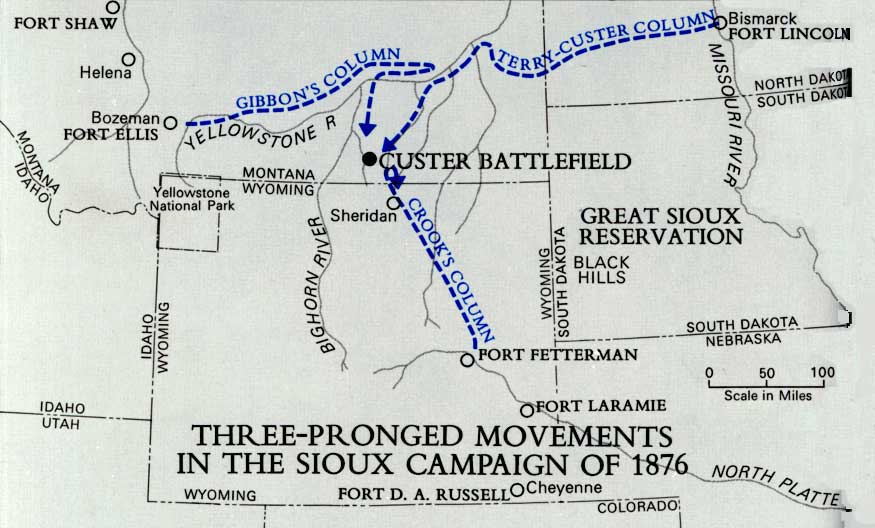
Anmarsch der Expeditionstruppen ins Indianergebiet: Terry mit Custer von Osten, Crook von Süden und Gibbon von Westen

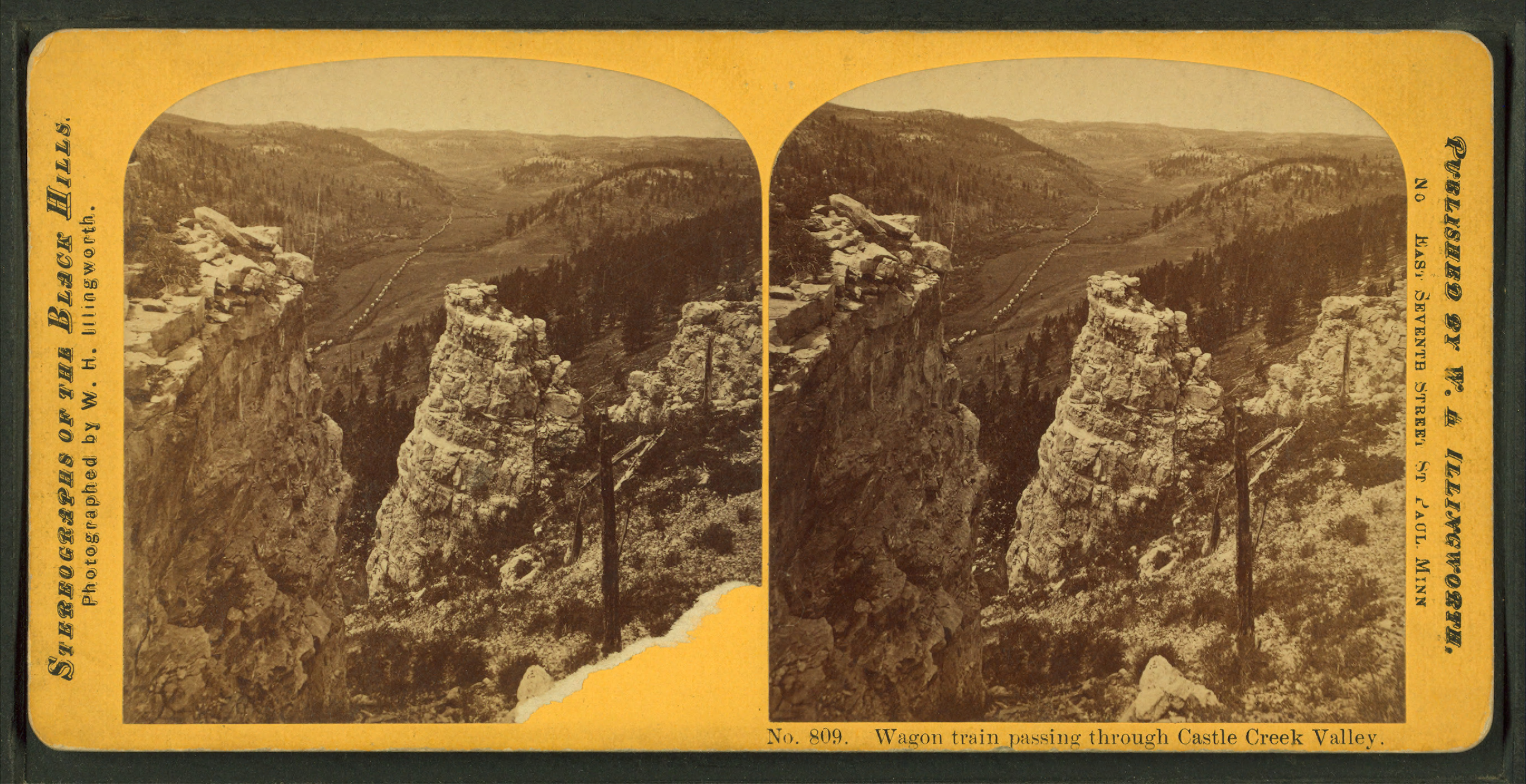
Wagenzug im Castle Creek Valley, 1874

Eigentlich war Custer für die Führung des Feldzuges vorgesehen gewesen, aber er hatte sich kurz vorher aus Ungeschicklichkeit den Unmut von Präsident Grant zugezogen, da er vor einem Kongressausschuss den ehemaligen Kriegsminister William Belknap und Grants Bruder Orville unlauterer Machenschaften bei der Vertragsvergabe zwischen der Regierung und den Indianeragenturen bezichtigt hatte. Außerdem hatte er sich in der Presse kritisch über die Grant-Administration geäußert. Der Präsident entzog ihm daher das Kommando über sein Regiment. Custer, ein lausiger Geschäftsmann und noch dazu leidenschaftlicher Glücksspieler, war aufgrund von privaten Fehlinvestitionen fast mittellos, das Kommando über einen ruhmreichen Feldzug gegen die Indianer hätte ihm wahrscheinlich die lang ersehnte Beförderung zum Brigadegeneral eingebracht. Mit 36 Jahren war er außerdem kein ganz junger Mann mehr, ein höherer Rang inklusive Besoldung wäre also genau zur rechten Zeit gekommen. In einem Bettelbrief versuchte er den Präsidenten wieder zu besänftigen:
„Ich bitte sie, als Soldat, mir die Demütigung zu ersparen, mein Regiment gegen den Feind marschieren zu sehen und seine Gefahren nicht teilen zu dürfen.“
Grant ließ sich jedoch nicht erweichen und weigerte sich, ihn in Washington zu empfangen. Aber der mittlerweile zum Oberbefehlshaber für diesen Feldzug bestimmte Brigadegeneral Alfred Terry wollte Custer bei diesem Unternehmen an seiner Seite haben. Terry (im Zivilberuf Anwalt) war eher ein Stratege als mitreißender Anführer bzw. Kämpfer und außerdem schon im fortgeschrittenen Alter. Seine bisher einzige Erfahrung mit den Verhältnissen im Westen war seine Mitwirkung bei der Ausarbeitung des Vertrags von Laramie im Jahr 1868. Er hielt den kampfeslustigen Custer für den am besten geeignetsten Truppenführer, um für ihn die Schmutzarbeit im Feld zu erledigen und die der Expeditionstruppe gesteckten Ziele zu erreichen. Besonders die Interventionen der Generäle William T. Sherman und Philip Sheridan sowie der Druck der Presse bewogen letztlich den Präsidenten, Custer wieder mit dem Kommando über das 7. Kavallerieregiment zu betrauen, unter der Bedingung, dass er General Terry unterstellt blieb. Inzwischen war auch das Ultimatum abgelaufen, aber Sitting Bull und seine Gefolgschaft streiften immer noch ungehindert durch ihr Land.

### Anmarsch in die Bereitstellungsräume
Ziel der drei Marschsäulen war das Gebiet am oberen Yellowstone River mit seinen vier Zuflüssen
- Powder River,
- Tongue River,
- Rosebud Creek und
- Bighorn River,

denn dort wurden die Lager der Ureinwohner vermutet. Die Kampfgruppen sollten in deren Territorium eindringen, aber nicht gemeinsam operieren. Man hoffte, dass eine von ihnen die Indianer stellen und sie dann auf eine andere zutreiben würde. Man wollte diesmal auch unter allen Umständen verhindern, dass die Indianer wieder entkommen konnten. Nachteilig wirkte sich dabei die große Entfernung der drei Truppenzüge zueinander aus. Die Kommunikation über so große Distanzen war schwierig und man hatte nur eine ungefähre Vorstellung davon wann man seine Kräfte wieder vereinigen konnte. Die Kampagne musste aber, aufgrund von Schneestürmen und Versorgungsschwierigkeiten, zunächst auf das Frühjahr verschoben werden und begann unter schlechten Vorzeichen.
Terrys Soldaten rückten am 17. Mai 1876 zunächst bis zum Yellowstone vor, wo sie auf den Versorgungsdampfer Far West trafen, der zusätzlich 200 Tonnen an Nachschub aus ihrer Basis, Fort Abraham Lincoln, herangeschafft hatte. Am 10. Juni beorderte General Terry Custers Stellvertreter, Major Marcus Reno, mit sechs Kompanien in das Gebiet südlich des Yellowstone, um dort eventuelle Feindbewegungen auszukundschaften. Er sollte zunächst dem Powder River flussaufwärts folgen, dann weiter bis zum westlich liegenden Tongue River vorstoßen und diesem in nördlicher Richtung bis zum Yellowstone River folgen. Ein Offizier des 7. Kavallerieregiments schrieb hierzu in sein Tagebuch:
„Es wird gerätselt, warum nicht General Custer das Kommando darüber erhalten hat. Bis jetzt hat aber niemand eine Erklärung dafür gefunden.“
Möglicherweise wollte Terry ihn damit disziplinieren, da er sich seiner Meinung nach viel zu oft von der Truppe entfernte, um seiner Jagdleidenschaft nachzugehen. Dieser sollte stattdessen mit der anderen Hälfte des Regiments zu einem vereinbarten Treffpunkt reiten. Dabei stießen sie auf das riesige, verlassene Winterlager der Lakota und die verkohlte Leiche eines Soldaten, der dort anscheinend zu Tode gefoltert worden war. Dies ließ Custer nach Rache sinnen, er verwüstete zusammen mit seinen beiden Brüdern die nahegelegenen Begräbnisstätten der Indianer. Diese Entweihung verärgerte wiederum einige seiner Männer. Renos Einheit hatte in der Zwischenzeit einen breiten Indianertrail entdeckt und folgten diesen bis zum Rosebud Creek. Da seine Vorräte zur Neige gingen, kehrte er aber nach zehn Tagen wieder um. Custer warf Reno deswegen Feigheit vor dem Feind vor, da er die Indianer nicht verfolgt und angegriffen hatte.
Nachteilig wirkte sich bei diesem Truppenaufmarsch die mangelnde Koordination untereinander sowie die Marschgeschwindigkeit aus. Die Abteilung unter Colonel Gibbon vereinigte sich nach mühsamen Anmarsch Mitte Juni an der Einmündung des Rosebud in den Yellowstone mit Terrys Truppen, die nun an die 2400 Mann zählten. Brigadegeneral George Crook wollte mit 1000 Mann ab dem 29. Mai 1876 von Fort Fetterman aus bis zum Powder River vorstoßen, wurde aber am 17. Juni 1876 am Rosebud Creek von einem etwa gleichstarken Verband aus freien Sioux- und Cheyennekriegern unter Häuptling Crazy Horse überrascht, in ein erbittertes, stundenlanges Gefecht verwickelt und entkam dabei nur knapp einer Katastrophe, denn Crooks Scouts, bestehend aus Shoshone- und Crow-Indianern, konnten Schlimmeres verhindern. Nie zuvor hatten die Indianer in so großer Zahl angegriffen und den Druck auf ihre Gegner so lange aufrechterhalten. Obwohl die Verluste auf beiden Seiten verhältnismäßig gering waren und Crook vermutlich dabei weniger Männer verlor als die Angreifer, beschloss er – wegen der unerwarteten Stärke und Entschlossenheit des Gegners – nicht noch weiter vorzustoßen und konnte dadurch in die noch folgenden Auseinandersetzungen nicht mehr eingreifen. Crook zog sich stattdessen wieder bis zum Goose Creek (Wyoming) zurück, um dort auf Verstärkung zu warten. Ein folgenschwerer Entschluss, da sich nun am Yellowstone nur eine einzige kampfstarke Truppe befand. Crook informierte zwar General Sheridan über die ungewöhnliche Kampfbereitschaft der Cheyenne und Lakotas, versäumte es aber auch General Terry darüber eine Nachricht zukommen zulassen.

### Vorstoß zum Little Bighorn
Terry, Gibbon und Custer hatten deswegen von den Vorgängen am Rosebud keine Ahnung und konnten die neue Lage bei ihrem weiteren Vormarsch nicht berücksichtigen. Man fand weder eine Spur von Crooks Wyoming Kolonne noch eine von den Indianern. Die Einkesselungskampagne drohte damit in einem Misserfolg zu enden. Einer der Spähtrupps fand schließlich unweit des Greenleaf Creek Reste eines Lagers und die Spuren eines großen Indianerzuges in Richtung Little Bighorn Valley. Am Abend des 21. Juni trafen sich alle kommandierenden Offiziere (mit Ausnahme von Reno) auf der Far West und berieten ihre weitere Vorgangsweise. Beschlossen wurde weiter entlang des Yellowstone bis zur Einmündung des Bighorn River vorzurücken, Custer sollte sein Regiment den Rosebud River flussaufwärts führen und dort frühestens am 26. Juni haltmachen, damit Gibbons 20. Infanterieregiment, das von seinen Gatling-Repetiergeschützen gebremst wurde, genug Zeit hatte, ihre Ausgangsposition für den Angriff auf die Indianer einzunehmen. Custer sollte zunächst dem von Reno schon aufgeklärten Indianertrail nach Westen folgen, dann weiter nach Süden in das obere Tal des Little Bighorn ausholen, um gemeinsam mit Gibbons und Terrys Verbänden die (am Little Bighorn vermuteten) Indianer um den 26. oder 27. Juni zu stellen. Custer sollte aber erst angreifen, wenn Gibbons Infanterie in der Lage war, ihnen den Rückzug in die Berge abzuschneiden. Die ihm von Terry als Verstärkung angebotenen Gatlings lehnte Custer dankend ab. Da er als extravagant und nahezu furchtlos bekannt war, unterstellte man ihm später, dass er den Ruhm nicht mit dieser Einheit teilen wollte. Heute neigt man zu der Ansicht, dass er befürchtete, dass die sperrigen, vierspännig auf Protzen gezogenen Maschinengeschütze mit ihrer Begleitmannschaft von mehr als dreißig Mann – noch dazu die meisten nicht beritten – seine Reiter im unwegsamen Gelände nur unnötig aufhalten würden.
Dennoch sollte Custer den Feind nur im Rücken umgehen, um so seine vorzeitige Flucht zu verhindern, und dann seine Stellung halten, bis die übrigen Expeditionstruppen eintrafen. Ihm wurde jedoch auch die größtmögliche Handlungsfreiheit zugestanden. Custer hat die Anweisungen seines Vorgesetzten sicherlich nicht exakt befolgt, aber es kann deswegen nicht behauptet werden, dass er ungehorsam war. Terry riet ihm beim Abschied:
„Seien sie nicht zu gierig, warten sie auf uns.“
Laut den schriftlichen Aufzeichnungen wurden die Anweisungen jedoch als „Wünsche“ ausgedrückt, im Text wurde zudem oft die schwammige Formulierung „sollte“ verwendet, weiters wurden darin Custers „Eifer, Energie und Fähigkeiten“ gelobt. Terry rechnete wohl auch nicht ernsthaft damit, dass der ungestüme General tatsächlich auf ihn und Gibbon warten würde. Er befand sich dabei, im Gegensatz zu Custer, jedoch in der sichereren Position. Indem Terry ihn von der Kette ließ, ermöglichte er es dem Volkshelden einen großen Sieg zu erringen, im Gegenzug konnte er sich aber auch auf eine Befehlsverweigerung herausreden, sollte das Ganze wider Erwarten doch noch schiefgehen.
Nach seinem Abmarsch am 22. Juni 1876 wollte Custer sein Operationsgebiet binnen vier Tagen erreichen. Er machte deswegen auch nicht am Rosebud halt, sondern rückte nach kurzer Rast weiter Richtung Little Bighorn Valley vor, anstatt auf Terry und Gibbons Truppen zu warten. Markus Henry Kellogg, ein Reporter der »Bismarck Tribune«, hatte auf seinem Maultier mit den Soldaten die öden Badlands im westlichen Dakota durchquert. Auch die damit verbundenen Strapazen dieses Marsches konnten seine Zuversicht nicht trüben. In der letzten an seine Zeitung abgesetzten Depesche gab er sich betont kämpferisch:
»Wir verlassen morgen das Tal des Rosebud. Bis diese Meldung euch erreicht, werden wir gewiss auf die roten Teufel gestoßen sein und mit ihnen gekämpft haben. Mit welchem Erfolg, das bleibt abzuwarten. Ich reite mit Custer und bleibe bei ihm, bis in den Tod.«
Auch er sollte nur wenig später zusammen mit Amerikas „berühmtestem General“ sterben. Custer ließ seine Leute bis spät in die Nacht durchreiten und brach meist nach nur kurzen Ruhepausen schon vor Tagesanbruch wieder auf. Am 24. Juni nahm man die Spur der Indianer am Oberlauf des Little Big Horn River auf (die erneut auf eine große Zahl von ihnen deutete) und nicht am Unterlauf – wie von Terry erwartet – noch dazu fast einen Tagesmarsch weiter westwärts. Dies zwang Custer von seinen Anweisungen abzuweichen, da er so nah wie möglich an das Indianerlager herankommen wollte, ohne dabei von feindlichen Spähern entdeckt zu werden. Sein Regiment erreichte nach einem weiteren nächtlichen Parforceritt die Wolf Mountains, auf der anderen Seite des Gebirgszuges befand sich das Sommerlager der Indianer. Mit seinen übermüdeten Soldaten und erschöpften Pferden (Oberstleutnant Elwood Nye, ein Offizier des Veterinärkorps nannte die Überbeanspruchung der Pferde auf dem Marsch „Missbrauch“), erreichte Custer am frühen Nachmittag des 25. Juni (einen Tag früher als beabsichtigt) das Tal des Little Bighorn und ließ unverzüglich den aktuellen Aufenthaltsort der Indianer auskundschaften.

## US-Kräfte

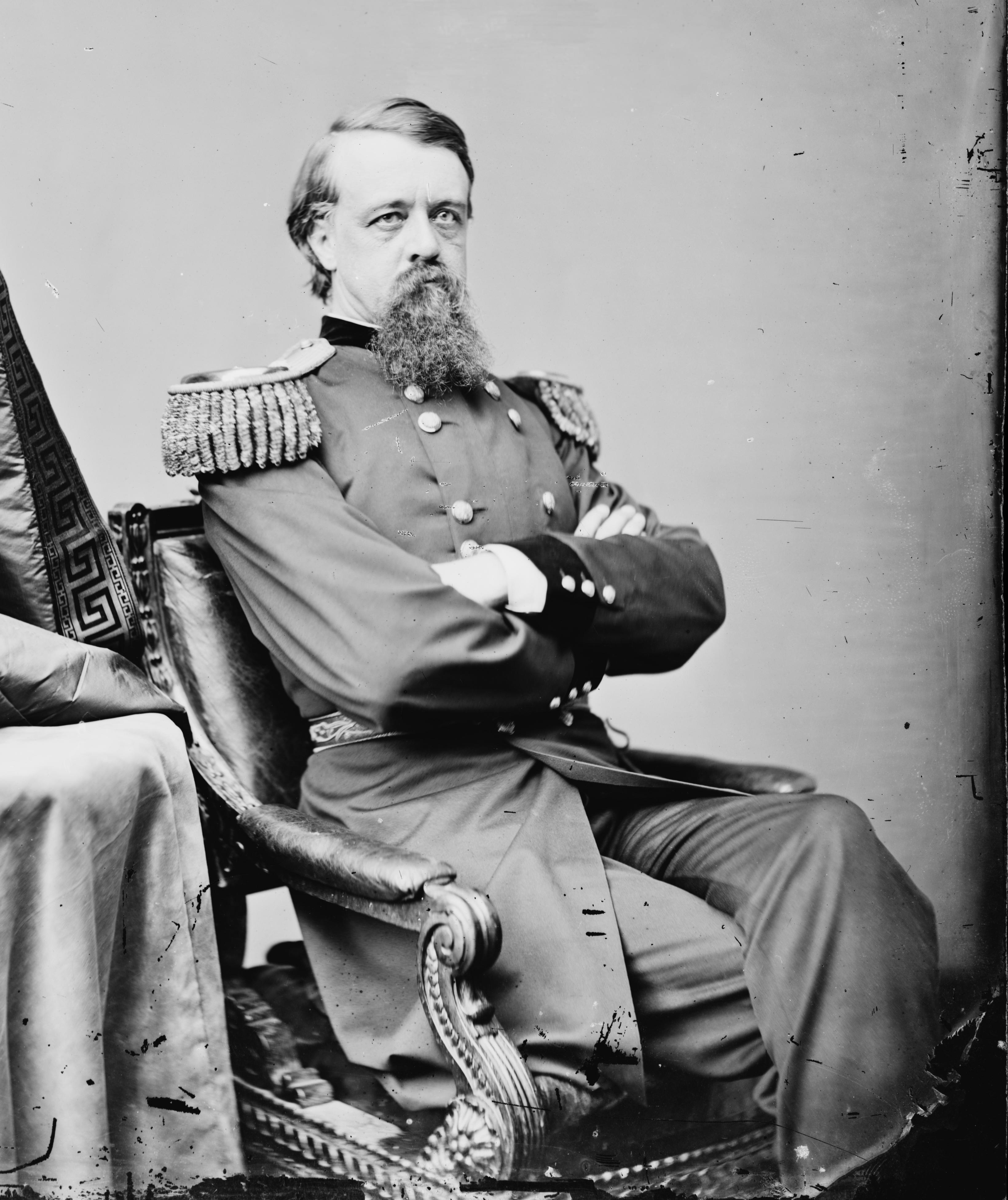
General Alfred Howe Terry

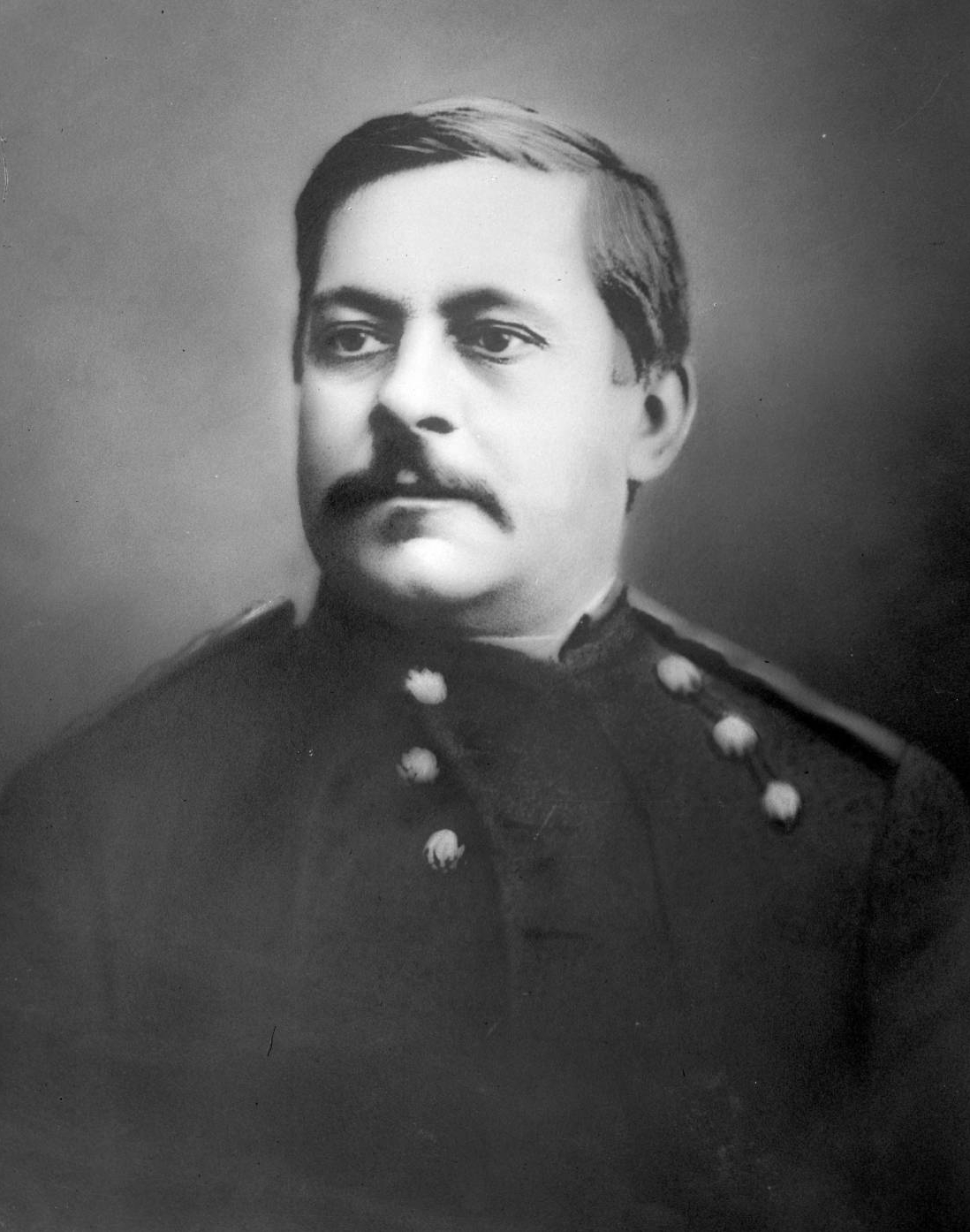
Major Marcus A. Reno, um 1876

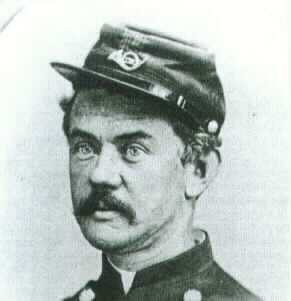
Hauptmann Frederick W. Benteen, um 1865

Folgende US-Truppenkontingente waren an diesem Feldzug beteiligt:
- Montana Kolonne: Oberst John Gibbons 440 Mann starker Verband, bestehend aus sechs Kompanien (A, B, E, H, I und K) des 7. Infanterie- und vier Kompanien (F, G, H und L) des 2. Kavallerieregiments brach am 30. März von Fort Ellis nach Montana bzw. den Yellowstone River auf.

- Wyoming Kolonne: Brigadegeneral George Crook kommandierte zehn Kompanien (A, B, C, D, E, F, G, I, L und M) des 3. Kavallerie-, fünf Kompanien (A, B, D, E und I) des 2. Kavallerie-, zwei Kompanien (D und F) des 4. Infanterie- und drei Kompanien (C, G und H) des 9. Infanterieregiments, insgesamt an die 1100 Mann. Diese Truppenteile zogen am 29. Mai von Fort Fetterman Richtung Norden in das Wyoming-Territorium und dann in das Gebiet des Powder River.

- Dakota Kolonne: Dieser 1200 Mann starke Verband unter Brigadegeneral Alfred Terry, zwölf Kompanien (A, B, C, D, E, F, G, H, I, K, L und M) des 7. Kavallerie- unter Oberstleutnant George Armstrong Custer, die Kompanien C und G des 17. Infanterie- und eine Gatling-Batterie des 20. Infanterieregiments brachen am 17. Mai 1876 von Fort Abraham Lincoln im Dakota-Territorium nach Westen auf. Darunter Scouts der Crow und Arikaree, die Todfeinde der Lakota.[22] Sie wurden von einem Tross aus 150 Wagen und Packtieren, die vorrangig Custers Truppen versorgen sollten, begleitet.[21]

- Die Kompanien C, D und I des 6. Infanterieregiments marschierten von Fort Buford den Missouri entlang zum Yellowstone River, richteten dort ein Versorgungsdepot ein, und schlossen sich am 29. Mai Terrys Truppen am Powder River an.

Das 7. Kavallerieregiment setzte sich zum Zeitpunkt der Schlacht wie folgt zusammen:
| 7th United States Cavalry Regiment             | Bataillone                                                         | Kompanien |
| ---------------------------------------------- | ------------------------------------------------------------------ | --- |
| Ltn. Col. George Armstrong Custer, Kommandant. | Bataillon Custer (211 Mann) Ltn. Col. George A. Custer †           | - Kompanie C: Cpt. Thomas Custer † - Kompanie E: 1st Ltn. Algernon Smith † - Kompanie F: Cpt. George Yates † - Kompanie I: Cpt. Myles Keogh † - Kompanie L: 1st Ltn. James Calhoun † |
| Ltn. Col. George Armstrong Custer, Kommandant. | Bataillon Reno (141 Mann) Maj. Marcus Reno                         | - Kompanie A: Cpt. Myles Moylan - Kompanie G: 1st Ltn. Donald McIntosh † - Kompanie M: Cpt. Thomas French                                                                            |
| Ltn. Col. George Armstrong Custer, Kommandant. | Bataillon Benteen (115 Mann) Cpt. Frederick Benteen                | - Kompanie D: Cpt. Thomas Weir - Kompanie H: Cpt. Frederick Benteen - Kompanie K: 1st Ltn. Edward Settle Godfrey                                                                     |
| Ltn. Col. George Armstrong Custer, Kommandant. | Nachschubeinheit bzw. Tross (128 Mann) Cpt. Thomas Mower McDougall | - Kompanie B: 1st Ltn. Edward Gustave Mathey |

Die jüngeren Offiziere des Regiments standen bedingungslos hinter Custer, sie kleideten sich sogar in die gleichen Hirschlederjacken. Sein Stab bestand aus seinem Adjutanten, Leutnant William Cooke, Custers Bruder Hauptmann Thomas Custer als persönlichem Sekretär, seinem zweiten Bruder Boston Custer als Führer/Logistiker und seinem Neffen Harry Armstrong Reed, der nur über dem Sommer zu Besuch war und sich trotzdem seinem Onkel angeschlossen hatte. Custers Schwager, Oberleutnant James Calhoun, befehligte die L-Kompanie. Sein Stellvertreter, Major Marcus Albert Reno und der dienstälteste Offizier des Regiments, Hauptmann Frederick William Benteen, zählten jedoch nicht zu seinem engeren Kreis, was Spannungen in der Führung des Regiments verursachte. Reno hatte sich zudem im Sezessionskrieg nicht besonders hervorgetan und noch dazu ein Alkoholproblem. Trotzdem machte er sich Hoffnungen, eines Tages die 7th Cavalry zu übernehmen. Die Arikaree Scouts nannten ihn: „Den Mann mit dem düsteren Gesicht“.

## Indigene Kräfte
Die Rebellenkoalition der Sioux, Cheyenne und Arapaho wird heute auf 10.000 Menschen geschätzt. Das Oberkommando hatte mit einer wesentlich höheren Anzahl an Kriegern gerechnet, aber man machte sich deswegen keine großen Sorgen. Das 7. Kavallerieregiment mit seinen rund 600 Mann war den Indianern zahlenmäßig zwar weit unterlegen, aber man vertraute auf die Ausbildung und langjährige Kampferfahrung seiner Soldaten und Offiziere. Es galt die damalige Doktrin, dass disziplinierte und besser bewaffnete Soldaten auch einer zahlenmäßig stärkeren indigenen Streitmacht trotzdem standhalten, und dass sie es zur Not sogar mit einer zwei- bis dreifachen Übermacht aufnehmen könnten. Custer vermutete zu diesem Zeitpunkt noch, dass Sitting Bull nur über etwa 800 Krieger verfügte, die sich irgendwo entlang des Little Bighorn, im Südosten des heutigen US-Bundesstaates Montana, nahe der Grenze zu Wyoming und South Dakota, aufhalten mussten. Er wusste nicht, dass sich ihnen mittlerweile weitere 1000 Krieger der Hunkpapa, Oglala, Minneconjou, Yanktonai, Sans Arc, Blackfoot Sioux, Two Kettles, Arapaho, der nördlichen Cheyenne, Brulé und Santees aus den Reservationen angeschlossen hatten. Wie groß die vereinigte indianische Streitmacht tatsächlich war, wird sich wohl nie mehr genau feststellen lassen. Die damaligen Schätzungen von bis zu 7000 Kriegern waren jedenfalls viel zu hoch angesetzt. Die Zeltstadt am Little Bighorn erstreckte sich über eine Länge von 4 km, eine Schätzung nach archäologischen Ausgrabungen und anhand der durchschnittlichen Größen von Tipis ergab eine Bewohnerzahl von maximal 10.000 Menschen. Aber die meisten von ihnen dürften Frauen, Kinder und Alte gewesen sein, davon waren vielleicht 1.800 – 2.500 Krieger (d. h. pro Tipi ca. 2 Krieger.) Von diesen nahmen wohl nicht mehr als 1.200 am Kampf teil. Neuere Schätzungen gehen von 6.000 bis 8.000 Menschen aus, davon 1.500 – 2.000 Krieger.

## Schlachtverlauf

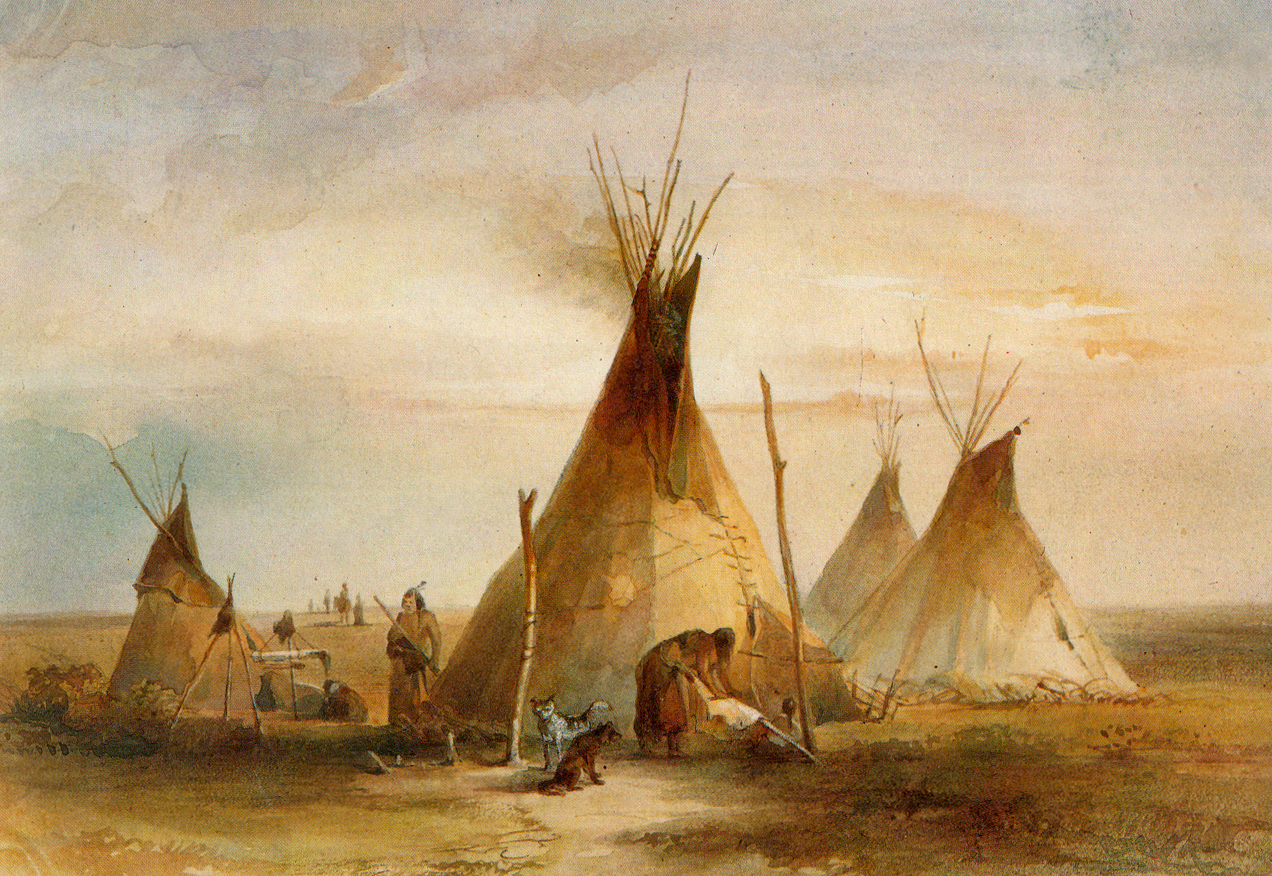
Sioux-Tipis, Gemälde von Karl Bodmer, 1833

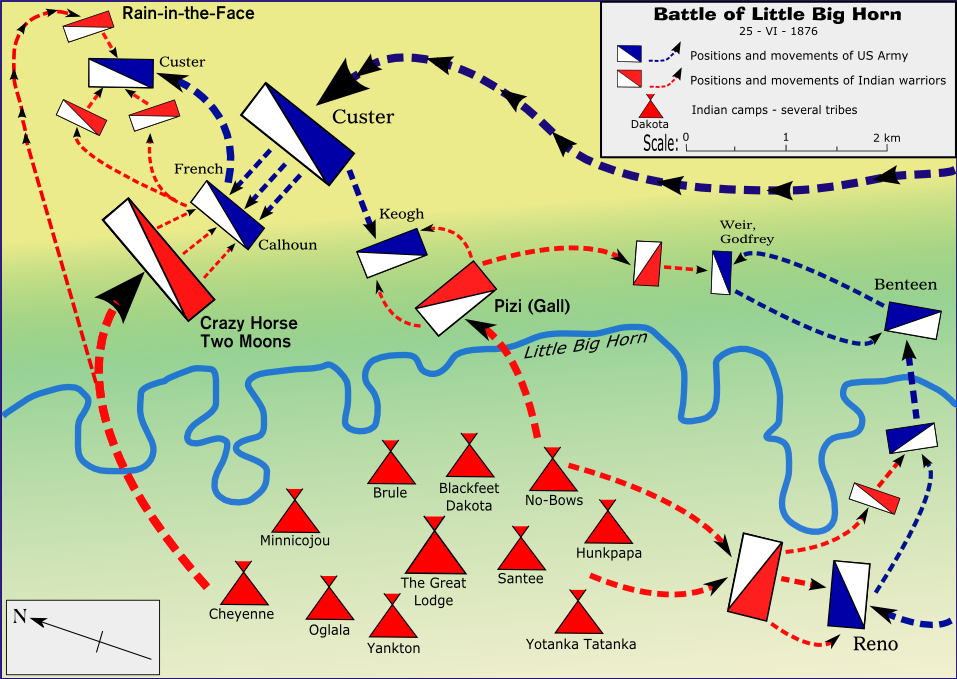
Truppenbewegungen am Little Bighorn River, 25. Juni 1876

Marschrouten von Major Renos Kompanien (Animation), 25. und 26. Juni 1876

### Lageeinschätzung vor Ort
Am Morgen des 25. Juni bestieg Custer eine Anhöhe, die das „Krähennest“ genannt wurde. Von dort aus konnte man das Lager zwar nicht sehen, aber dafür die zahlreichen Rauchwolken der Lagerfeuer, die aus dem Flusstal aufstiegen. Daher hatte er weder eine genaue Vorstellung von der genauen Lage noch von seiner Größe, seine Scouts mutmaßten, dass sich dort unten mehr Indianer aufhalten müssten, als „...die Armee Patronen hat“. Kurz darauf meldete Hauptmann McDougalls Maultierkolonne, dass sie von Sioux-Kriegern beschattet werde. Die Indianer, die Custer während seines Marsches gesichtet hatte, schlugen keinen Alarm. Es handelte sich um eine Gruppe, die das Sommerlager erreichen wollten; diese kam aber erst dort an, als die Schlacht bereits im vollen Gange war. Einige Soldaten hatten kurz zuvor – auf der Suche nach unterwegs verloren gegangenen Essensrationen – zwei Indianerjungen überrascht, die gerade am Boden verstreuten Zwieback aufsammelten, einer wurde getötet, dem anderen gelang die Flucht. Aus Angst, dass er vorzeitig seinen Stamm warnen würde, beschloss Custer, viel früher anzugreifen als ursprünglich von ihm beabsichtigt (ironischerweise erreichte die Gruppe, zu der dieser Junge gehörte, erst das Lager, als Custer bereits tot war).
Am Nachmittag meldeten die Späher, dass sie am Westufer des Little Bighorn ein riesiges Zeltlager gesichtet hätten. Custer ordnete den Angriff für den darauffolgenden Tag, den 26. Juni, an, aber schon kurze Zeit später änderte er seine Pläne wieder und beschloss, noch am selben Tag loszuschlagen, obwohl er weder die wahre Stärke des Gegners, die nähere Umgebung noch eine geeignete Anmarschroute ausgekundschaftet hatte. Das Areal, auf dem wenig später die Schlacht stattfinden sollte, war mit langgestreckten Hügeln und schmalen, tief eingeschnittenen Schluchten und Erosionsrinnen durchzogen, hatte einen Durchmesser von ca. 10 km und war daher für einen klassischen, breitgefächerten Kavallerieangriff ungeeignet. Seine bisherigen Erfahrungen im Kampf gegen die Indianer hatten ihm aber gezeigt, dass es schwieriger sei, den Feind überhaupt zu finden, als ihn zu bekämpfen. Um Custers Beweggründe besser zu verstehen, muss man einen Umstand beachten, der allen Indianerkriegen im Westen gemeinsam war: Die dort als Nomaden lebenden Ureinwohner lebten nicht in festen Siedlungen, die sie verteidigen mussten, und konnten daher mit ihrem gesamten Hab und Gut rasch fliehen, wenn akute Gefahr bestand. Es konnte dann sehr lange dauern, bis man sie wieder aufspüren konnte.
Eine zentrale Rolle bei Custers Sinneswandel spielte wohl die Befürchtung, dass seine Anwesenheit den Gegnern längst bekannt und damit auch das für die geplante Attacke sehr wichtige Überraschungsmoment längst dahin war. Auch die Sorge, dass die Indianer vielleicht zu früh die Flucht ergreifen könnten – womit der ganze Feldzug gescheitert wäre –, was er laut Terrys Instruktionen unbedingt verhindern sollte, könnte für seine folgenschwere Entscheidung Custers ausschlaggebend gewesen sein. Der immer wieder geäußerte Vorwurf, er habe die Befehle seines Generals vorsätzlich und aus übertriebenem Ehrgeiz und Ruhmsucht missachtet, ist wohl so nicht haltbar.

### Der Operationsplan

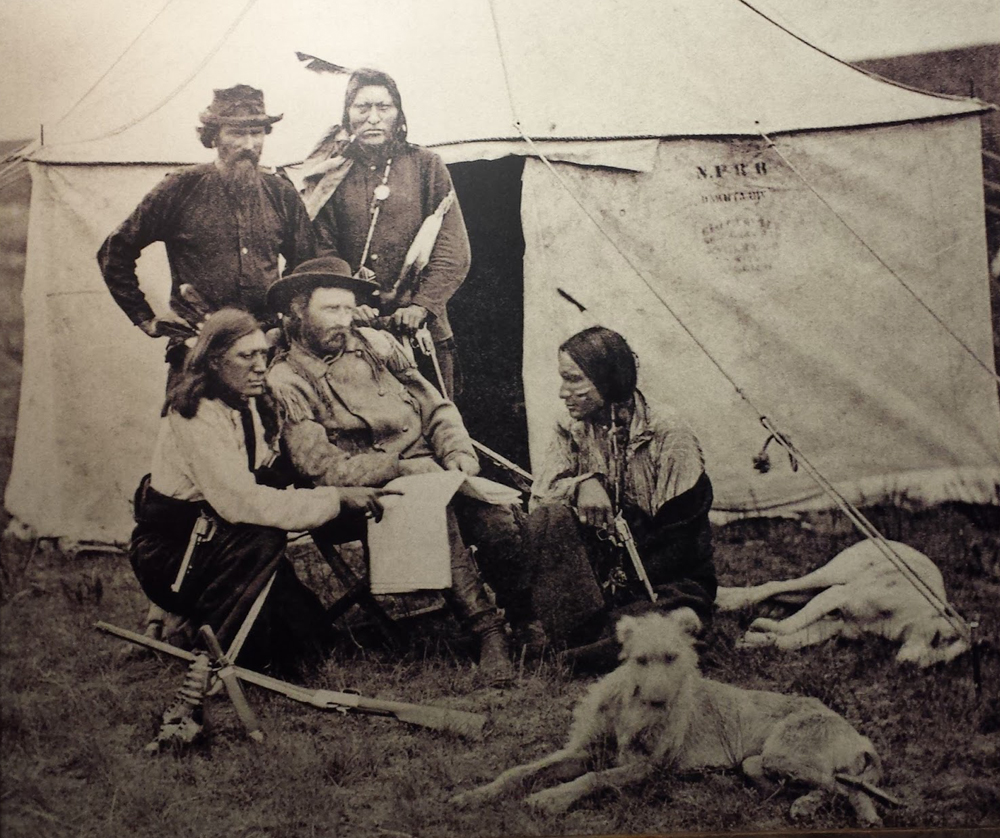
Custer und sein, von ihm sehr geschätzter, Scout Bloody Knife (kniend links)

Da Custer noch immer keine genaue Kenntnis über den Standort der Hauptmasse seiner Gegner hatte, teilte er am frühen Nachmittag die zwölf Kompanien seines Regiments in drei Bataillone auf. Diese sollten das Operationsgebiet aufklären, dabei getrennt vorgehen, die Nachhut sichern und dann von beiden Enden aus das Indianerlager in die Zange nehmen:
- Major Renos A, G und M-Kompanie wurde angewiesen, entlang des Ash Creeks zunächst flussabwärts zu reiten, dann den Fluss zu überqueren und am Südende des Lagers, d. h. westlich des Little Bighorn, anzugreifen.
- Hauptmann Benteen sollte mit der H, D und K-Kompanie die linke Flanke absichern und die am Westufer des Flusses gelegenen Badlands bestreifen, um zu verhindern, dass die Indianer dorthin entkommen konnten. Nach Beginn des Angriffs der übrigen Bataillone sollte er die Satellitendörfer, die auf seinem Weg lagen, überfallen.
- Hauptmann McDougall sollte mit der B-Kompanie die wesentlich langsamere Tragtierkolonne schützen und mit ihr Custers Abteilung folgen.[23]
- Custer selbst beabsichtigte, mit den restlichen Kompanien (C, E, F und I) auf den Hügeln am Ostufer vorzurücken, um so das Lager zu umgehen, und spätestens, wenn Reno im Süden mit seinem Angriff begonnen hätte, am nördlichen Ende des Lagers zuzuschlagen.

Ein detaillierterer Gefechtsplan wurde nicht ausgearbeitet, Custer verließ sich einmal mehr auf sein Improvisationstalent und auf die Kampferfahrung seiner Soldaten. Dies war, alles in allem, eine durchaus übliche und schon unzählige Male praktizierte Vorgehensweise in der Armee, die freilich jedes seiner Bataillone auch dem Risiko aussetzte, plötzlich alleine der geballten Masse des Gegners gegenüberzustehen; wegen der meist im Kampf sehr spontan und chaotisch agierenden Stammeskrieger machte Custer sich darüber wohl keine weiteren Gedanken. Die eindringliche Warnung des Arikaree-Scouts Bloody Knife, die Streitkräfte im Angesicht so vieler Feinde nicht aufzuteilen, ignorierte Custer, da er ihn in Strategiefragen als nicht kompetent genug einschätzte. Er ging in dieser Sache ohnehin „streng nach Lehrbuch“ vor. Dies sah vor, ein Indianerlager von mehreren Seiten aus anzugreifen. Da sie keine Befehlsstruktur kannten, würden sie, so nahm Custer an, auch keinen koordinierten Widerstand leisten. Sie konnten also nur fliehen oder sich ergeben. Als Kadett der Militärakademie West Point war ihm seinerzeit beigebracht worden, dass Indianer der direkten Konfrontation mit größeren Einheiten immer auswichen, da sie in erster Linie darauf bedacht waren, ihre Familien in Sicherheit zu bringen, um damit größere Opferzahlen zu vermeiden. Somit konnte (theoretisch) auch eine kleine Streitmacht eine sehr viel größere Zahl an Indianern schlagen.
Custer handelte also keineswegs besonders leichtsinnig oder unverantwortlich, aber auch nicht sehr kreativ oder besonders klug. Aufgrund der ihm vorliegenden Informationen und seiner bisherigen Erfahrungen im Kampf gegen die Indianer dachte er wohl, für sein Vorhaben keine besseren Optionen und vor allem keine Zeit mehr zu haben.

### Renos Angriff

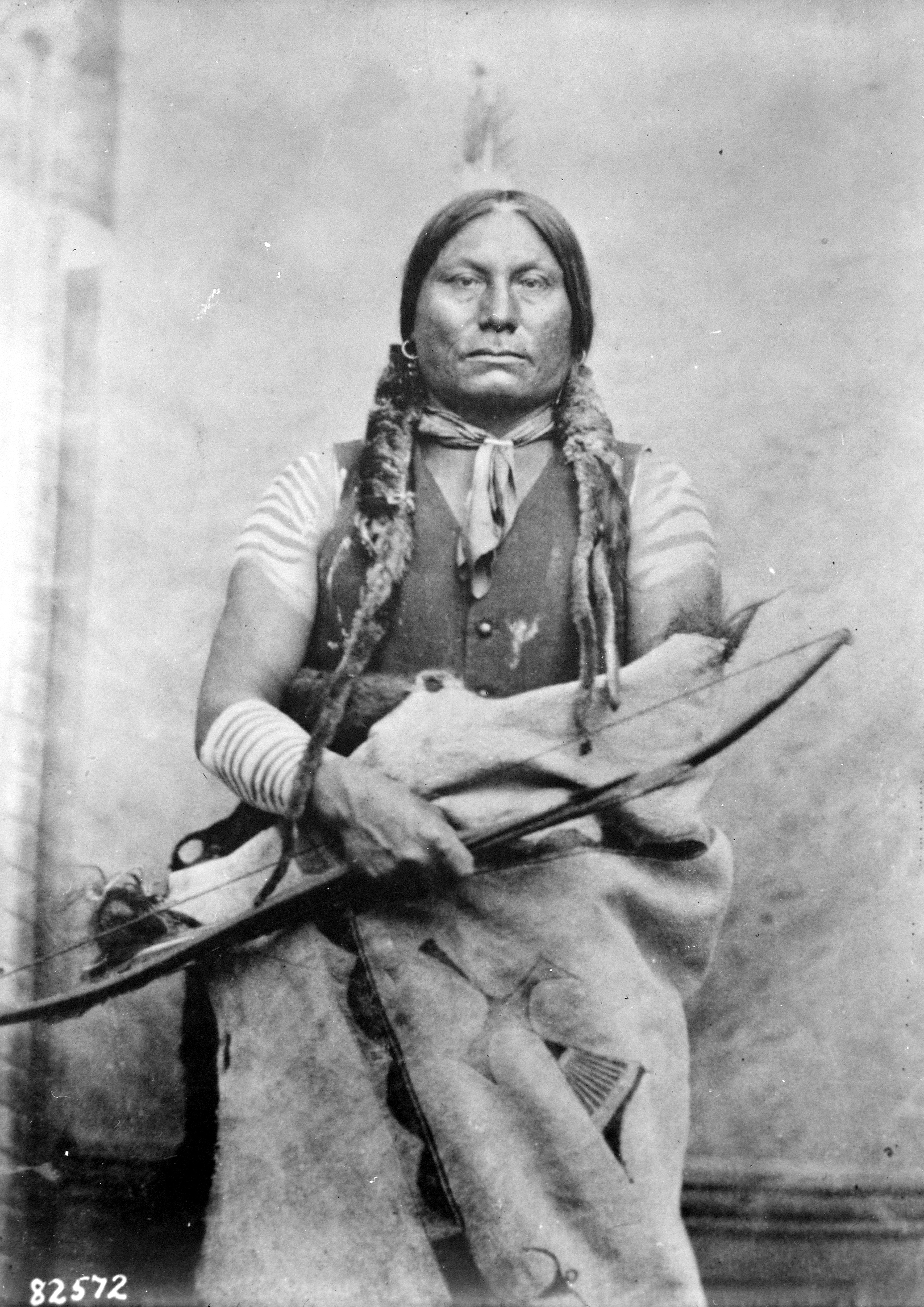
Sioux-Häuptling Gall, um 1881

Limpy, ein Cheyenne, der im Alter von 19 Jahren an der Schlacht teilnahm, handcoloriertes Foto von 1927

Gegen 15:10 Uhr hatte Major Reno seine Angriffsposition erreicht und ließ zur Attacke auf das Zeltlager blasen. Der Hunkpapa-Sioux Little Soldier schilderte im Jahr 1936 die erste Phase der Schlacht mit folgenden Worten:
„Wir schauten alle nach Osten auf die Hügel und sahen drei Soldatentrupps. Der südliche bewegte sich zuerst und ging nach Süden. Der mittlere Trupp teilte sich auf. Alle rannten los, um ihre Pferde zu holen. Ich sah Renos Männer den Fluss überqueren, zwei Abteilungen, jede mit einer Flagge. Die Soldaten, die nach Norden gingen, verschwanden hinter den Bergrücken. Sie ritten braune und graue Pferde. Ich stieg auf mein Pferd und so auch andere Krieger, und Renos Männer schossen in das Hunkpapa-Lager. Die Frauen nahmen die Kinder. Die älteren Krieger waren gerade auf der Büffeljagd, und aus diesem Grund kämpften nur Jungen im Alter von 13 bis 18 Jahren. Alte Männer sangen Todeslieder für die Krieger. Die Mütter und Kinder jammerten und weinten. Die Kugeln flogen wie ein Hagelschauer durch die Tipis und Baumwipfel, als das Feuer begann. Ich konnte sehen, wie sie in die Erde einschlugen. Ich war nur mit Pfeil und Bogen bewaffnet. Die Ponys wurden von Kriegern und Squaws herbeigebracht und bestiegen. Alte Männer und Frauen eilten den Squaws und Kindern voraus, die hinter ihnen ritten, um sie zu beschützen.“
Obwohl die Überraschung gelang, dabei etwa zehn Frauen und Kinder erschossen wurden und viele Dorfbewohner die Flucht ergriffen, schlugen Galls Hunkpapa binnen kürzester Zeit mit voller Härte zurück und konnten den Angriff der Blauröcke zum Stehen bringen. Erst eröffneten sie auf der ganzen Linie ein dichtes Gewehrfeuer, dann begannen sie, die linke Flanke von Renos Einheiten – dort stand die M-Kompanie unter Hauptmann Thomas H. French – zu umgehen. Reno ließ anhalten, absitzen und seine Männer in Gefechtslinie antreten, aber diese wurden trotzdem immer heftiger bedrängt. Little Soldier:
„Zuerst ritten die Indianer auf ihren Pferden zu den Soldaten und trieben sie in Deckung. Dann griffen die Krieger sie zu Fuß an. Die Soldaten legten sich hin, andere gingen auf die Knie und wieder andere standen auf. Die Krieger ritten mitten in sie hinein.“
Die von dieser massiven und entschlossenen Gegenwehr konsternierten Soldaten zogen sich ungeordnet in ein nahe an einer Flussbiegung liegendes Gehölz zurück. Noch während Renos Truppen versuchten, sich dort neu aufzustellen, soll Häuptling Kicking Bear den Scout Bloody Knife durch einen Schuss in den Hinterkopf getötet haben. Blut und Gewebeteile seines Gehirns spritzten dabei auch auf Renos Gesicht, der, davon zutiefst schockiert, mehrmals auf- und wieder abzusitzen befahl und dann den Rückzug anordnete. Reno reckte schließlich seinen Revolver in die Luft, rief: „Jeder, der leben will, mir nach“, und sprengte davon, woraufhin das Manöver vollends in eine kopflose und verlustreiche Flucht ausartete.
Am anderen Ufer stauten sich die Soldaten in einem steilen Hohlweg an der Uferböschung. Einige am Kampf beteiligte Indianer sagten später aus, dass es dabei wie bei der Büffeljagd zugegangen sei. Außerdem waren die Kavalleriepferde noch vom vorherigen Nachtmarsch ermüdet, die ihrer Gegner aber ausgeruht. Little Soldier:
„Während die Krieger weiterritten, rannten die Soldaten los, bestiegen ihre Pferde und hörten auf zu kämpfen. Hawk Man rief „Angriff“ und ritt allein auf die Soldaten zu, aber niemand folgte beim ersten Mal. Beim zweiten Mal folgten sie ihm. An den Steilhängen stürzten überall Soldaten in den Fluss. Dann stürmte vom Ostufer aus eine Gruppe Soldaten [aus Custers Bataillon] auf uns herab. Die Krieger folgten Renos Männern zum Fluss, überquerten ihn und jagten sie bis in die Hügel. Bevor die Indianer dort oben ankamen, hörten wir weiter flussabwärts einen Tumult, also gaben wir die Verfolgung von Reno auf, kehrten um und ritten flussabwärts.“
Nur Hauptmann Thomas H. Frenchs M-Kompanie kämpfte noch hinhaltend. Fast die Hälfte von Renos Leuten kamen alleine bei der Überquerung des Flusses ums Leben, der Rest von ihnen erreichte einen hinter dem östlichen Flussufer aufragenden Hügel, wo sie sich wieder sammeln konnten.
Hauptmann Benteen hingegen war in den Badlands bislang auf keine Gegner gestoßen, bewegte sich mit seinen drei Kompanien aus Richtung Westen daher wieder auf das Tal des Little Bighorn zu und überquerte ungehindert den Fluss. Dort traf er um 16:20 Uhr auf Renos übel zugerichtete Abteilung und verschanzte sich mit ihr auf dem später so genannten „Reno-Hill“ (“Reno-Benteen Battlefield“). Kurz danach stieß auch McDougals Nachschubkolonne zu ihnen. Im Norden, dort, wo Custer vermutet wurde, war inzwischen heftiges Gewehrfeuer und eine riesige Staubwolke auszumachen. Noch kurz zuvor hatte Benteen durch einen Meldereiter den schriftlichen Befehl erhalten, so schnell wie möglich zu Custers Truppe aufzuschließen (Wortlaut: „Benteen. Come on, Big Village, Be quick, Bring packs. P.S. Bring packs.”), um ihn zu unterstützen und vor allem dringend benötigte Munition heranzuschaffen. Der Befehl wurde von einem italienischstämmigen Trompeter, Giovanni Martini (oder John Martin), dem einzigen Überlebenden von Custers Bataillon, überbracht, der aber nur sehr schlecht Englisch sprach und die Fragen Benteens nach Custers Verbleib nicht verstand. Benteen kam Custers Order nicht nach, da er vom ranghöheren Reno angewiesen wurde, stattdessen seiner schwer angeschlagenen Truppe gegen den bevorstehenden Großangriff der Indianer beizustehen. Reno war nach den zu dieser Zeit geltenden Regularien berechtigt, den Befehl eines Vorgesetzten aufgrund der für ihn prekären Lage außer Kraft zu setzen. Auch die Sioux hatten mittlerweile den Gefechtslärm am Custer Hill bemerkt, einige saßen wieder auf und sprengten in Richtung Norden davon. Später wurden Reno und Benteen scharf dafür kritisiert, dass sie nicht versucht hatten, Custer zu entsetzen. Das drei Jahre später abgehaltene Kriegsgerichtsverfahren gegen Major Reno wurde laut Jack Pennington vom Oberkommando genutzt, um die für die Armee peinliche Angelegenheit größtmöglich zu vertuschen und stattdessen Custer die ganze Schuld zuzuschieben. Reno und Benteen hatten jedoch viel weniger kampffähige Männer als Custer zur Verfügung und in den darauffolgenden 36 Stunden große Mühe, ihre eigene Stellung zu halten, die, bis Terrys und Gibbons Verstärkungen eintrafen, fast ununterbrochen von den Indianern belagert wurde. Zudem waren sie beide davon überzeugt, dass Custer sich ohnehin längst abgesetzt und sie ihrem Schicksal überlassen habe.

### Custers Angriff

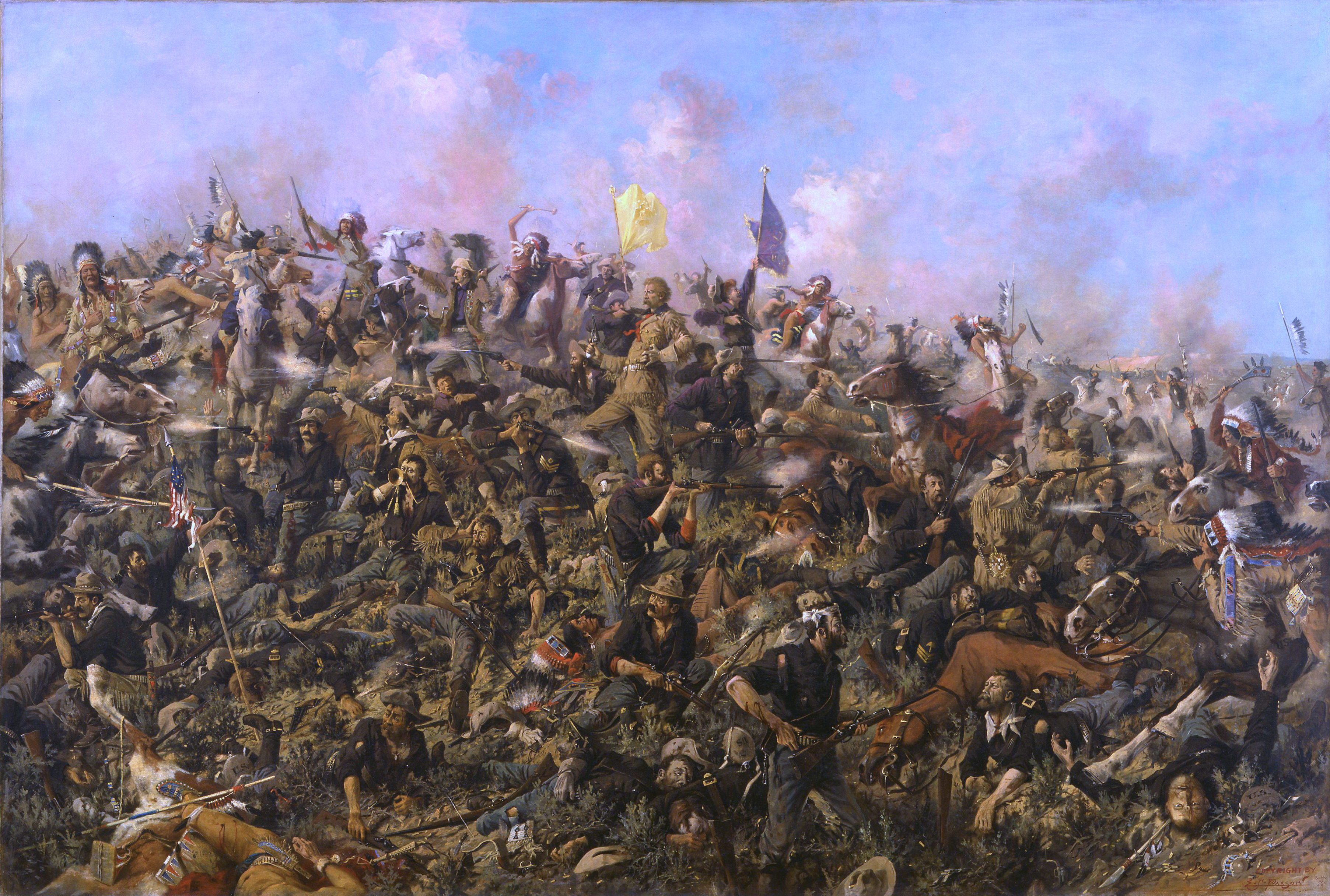
Custers Last Stand, Gemälde von Edgar Samuel Paxson, das den dortigen Geschehnissen wohl ziemlich nahekommt, 1899

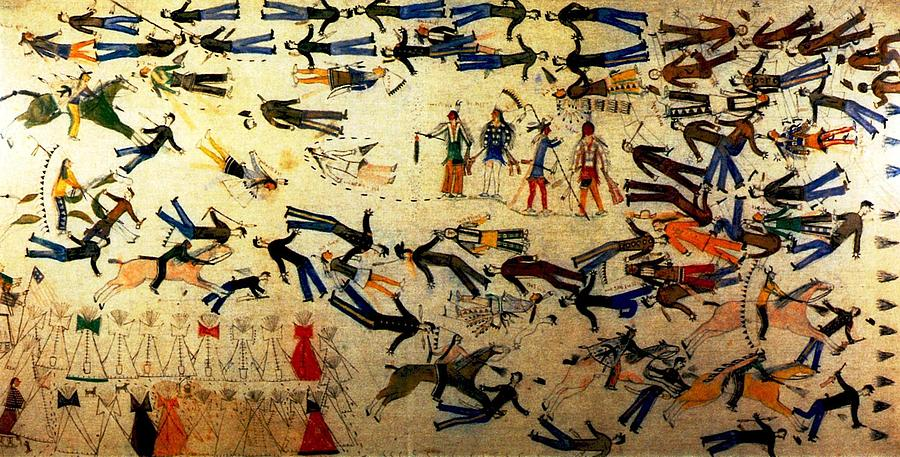
Die Schlacht aus Sicht des Oglala Häuptlings Kicking Bear, im Zentrum sind die Häuptlinge Sitting Bull, Rain in the Face, Crazy Horse und Kicking Bear zu sehen, die rot gekleidete Figur rechts stellt den toten Custer dar, um 1898

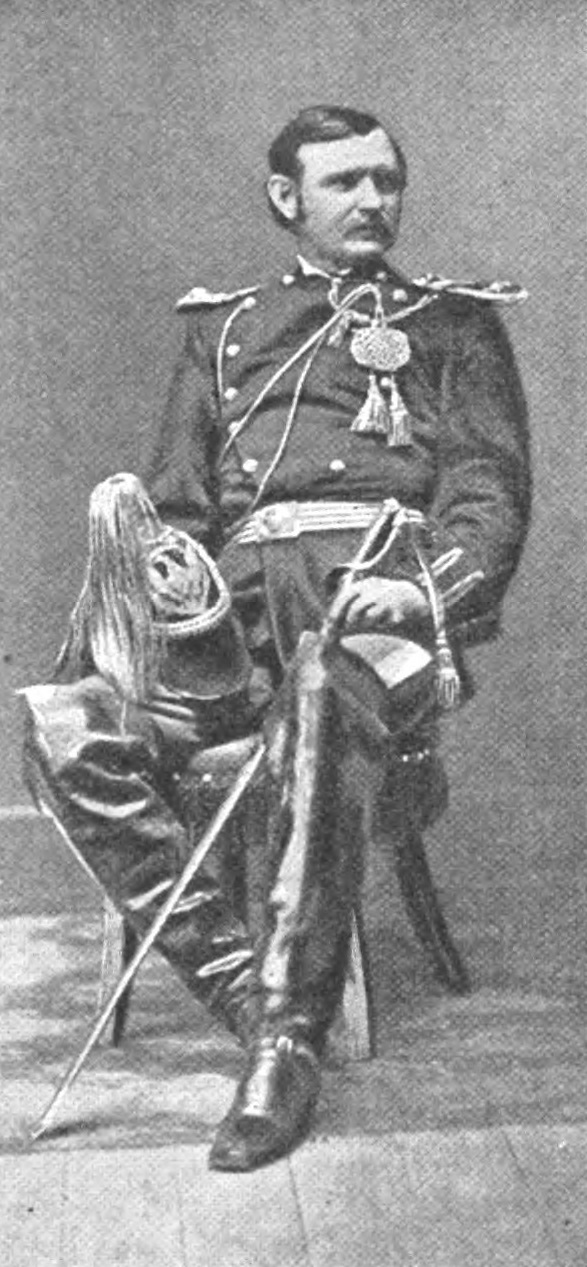
Captain Thomas Benton Weir

Der kommandierende Offizier der L-Kompanie, Oberleutnant James Calhoun, um 1874

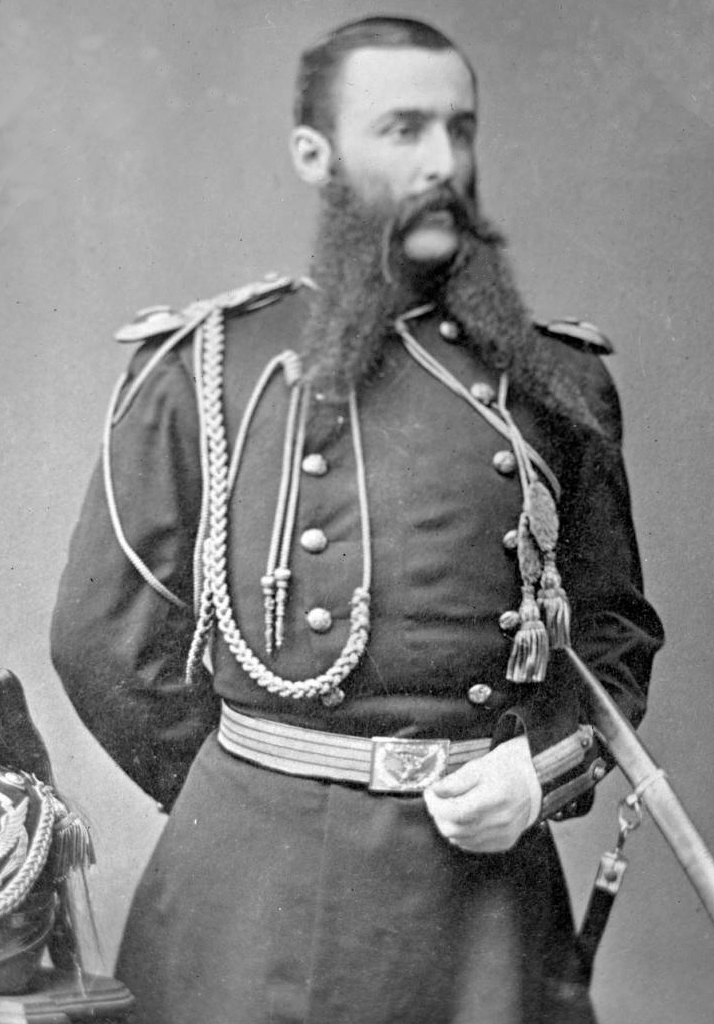
Regimentsadjudant Lieutenant William Cooke

Was unterdessen mit Custers Männern geschah, ist bis heute das Objekt zahlloser Spekulationen und Teil des »Custer-Mythos«. Einigkeit herrscht in Fachkreisen nur darüber, dass sich die Indianer nach ihrem Abwehrerfolg im Süden bald gegen Custers Abteilung wandten und diese östlich des Flusses massiv bedrängte. Sein Regiment war vorher zuerst an einem kleinen Bach, dem Sundance Creek, entlanggeritten, hatte sich dann mit fünf Kompanien – C, E, F, I und L – von Renos und Benteens Abteilungen getrennt und war anschließend auf einer Hügelkette weiter nach Norden vorgerückt. Auf einem Felsen oberhalb des Little Bighorn beobachtete Custer den Angriff von Renos Bataillon und meinte daraufhin ebenfalls losschlagen zu können. Die Späher meldeten Custer, dass die Indianer offensichtlich im Begriff waren, ihr Lager aufzulösen, womit sich seine größte Befürchtung bewahrheitet hätte. Als Major Renos Angriff auf das Indianerlager noch im Gange war, erhielt Custer weiters die Nachricht, dass dessen Bewohner zum anderen Ende des Tals flohen, und ließ sein Bataillon dorthin vorrücken, um sie abzufangen. Dort angekommen, sprengten die Soldaten der F- und I-Kompanie durch einen Hohlweg hinunter zum Flussufer, um Panik zu verbreiten und so etwas den Druck von Renos Soldaten zu nehmen, wurden dort aber – zu ihrem Erstaunen – schon von zahlreichen Siouxkriegern mit Gewehrsalven empfangen und bald auch von allen Seiten attackiert. Dabei muss Custer endlich die wahren Ausmaße des Lagers erkannt haben und ersuchte Benteen deswegen zweimal um Hilfe. Die Vorhut zog sich daher rasch zurück und stieß wieder zu Custers Hauptmacht. Custer teilte sein Bataillon erneut auf, inszenierte ein Täuschungsmanöver (das die Bewegung des Gros seiner Truppen verschleiern sollte) und brachte so einen Teil der Sioux dazu, die Belagerung des Reno Hill abzubrechen.
Im Vertrauen darauf, dass Benteen ihm bald zur Hilfe kommen würde und in Unkenntnis der Niederlage, die Reno mittlerweile erlitten hatte, befahl Custer dem Rest seines Bataillons, am nördlichen Ende des Lagers erneut anzugreifen, doch wegen des unwegsamen und steil abfallenden und von Erosionsrinnen durchzogenen Flussufers konnte es sich nicht zu einer weit auseinandergezogenen Kavallerieattacke entfalten. Anstatt an ihrem Ende stand er aber immer noch vor dem Mittelteil der Zeltstadt, die noch dazu durch den Fluss geschützt war. Custers ursprünglicher Plan, sie zu umgehen, um die Verteidiger in die Zange zu nehmen, war damit fehlgeschlagen. Die meisten seiner Reiter fanden zudem keine festen Wege durch den stark versumpften Uferstreifen. Ob es einigen von ihnen überhaupt gelang, bis zu den äußeren Tipis vorzudringen, ist unklar. Laut Aussage von Little Soldier schaffte es keiner der Soldaten bis ans Westufer des Flusses. Auch der Plan, sich zuerst der Frauen und Kinder zu bemächtigen, war damit gescheitert.
Indessen stürmten auch immer mehr Krieger der Cheyenne heran. Im Gegensatz zu Custers Leuten waren sie mit dem umliegenden Terrain hervorragend vertraut und kannten alle Furten durch den Fluss. Custer erkannte, dass sie diesem massiven Druck nicht lange standhalten konnten, ordnete den Rückzug an und befahl der F- und I-Kompanie unter den Hauptleuten Miles W. Keogh (rechte Flanke) und George W. Yates (linke Flanke), die Absetzbewegung des Bataillons vom Feind zu decken. Hierzu ließen sie ihre Einheiten absitzen, um eine Schützenlinie zu bilden, aber sie wurden schon nach kurzer Gegenwehr von nun auch aus dem Süden auftauchenden Indianern (wahrscheinlich Galls aus dem Gefecht am Reno Hill herausgezogenen Hunkpapa-Sioux) bedrängt und mussten sich rasch absetzen. Eine vernichtende Gewehrsalve nach der anderen schlug dabei in die sich an der steilen Uferböschung stauenden Menschen- und Pferdeleiber ein, und die Indianer schienen plötzlich überall zu sein. Damit artete auch dieses Manöver zu einer chaotischen Flucht aus. Pennington führt diese auf eine Verwundung Custers zurück (angeblich ein Schuss in die Brust), die er erlitt, als er eine Furt durchwatete. Laut seinen Verteidigern im späteren Untersuchungsverfahren könnte dies – zum Teil – die Verwirrung seiner Soldaten bei ihrer Flucht auf die nahe gelegenen Hügel erklären.
Hauptmann Keoghs F-Kompanie bildete am rechten Flügel (Calhoun Hill) eine neue Gefechtslinie, wurde aber schon nach kurzer Gegenwehr überrannt und bis auf den letzten Mann niedergemacht. Keogh selbst scheint dabei aus dem Sattel geschossen worden sein, wie die Verletzungen seines Pferdes Comanche annehmen lassen. Aufgrund seiner früheren Erfahrungen im Kampf mit den Indianern hatte Custer nicht mit so heftigem Widerstand gerechnet und die Attacke trotzdem unverdrossen fortgeführt, wodurch die fünf Kompanien über ein zu großes Gebiet verteilt wurden, das noch dazu die gegenseitige Deckung erschwerte. Als die Soldaten in die Hügel getrieben wurden, sammelten sie sich in mehreren, voneinander isolierten Widerstandsnestern, die nach und nach überwältigt wurden. Etwa zwanzig Überlebenden gelang es, sich zu Custers Stellungen durchzuschlagen. Die Oglala- und Cheyennekrieger unter Crazy Horse und Two Moons umgingen indessen im Norden bzw. Süden den linken Flügel (Custer Hill) der Kavalleristen und suchten dann Deckung hinter Beifußsträuchern und Geländeeinschnitten. Sie griffen jedoch nicht frontal an, sondern feuerten von dort aus unaufhörlich auf die völlig freistehenden oder noch auf ihren Pferden sitzenden Soldaten, die so ein leichtes Ziel boten. Zudem griffen jetzt auch einige Squaws in den Kampf ein, sie schwenkten schreiend große Tücher über ihren Köpfen, um die Kavalleriepferde zu verscheuchen. Little Soldier berichtete hierzu:
„Custers Männer stiegen ab und waren überall verstreut. Einige Soldaten stellten sich auf einem Hügel auf; dann sangen sie. Die Indianer erschreckten die Pferde oder sie wurden von den Soldaten getötet (um hinter ihren Kadavern notdürftig Deckung zu nehmen). Viele Pferde entkamen jedoch und rannten zum Fluss. Die Indianer befanden sich auf der Ostseite der Soldaten und überall um sie herum.“ Damit saßen nun auch Custer und der letzte Rest seiner Männer in der Falle, ein Ausbruch aus dem „Custer Battlefield“ war – ohne Hilfe von außen – unmöglich geworden.

### Die letzte Schlacht

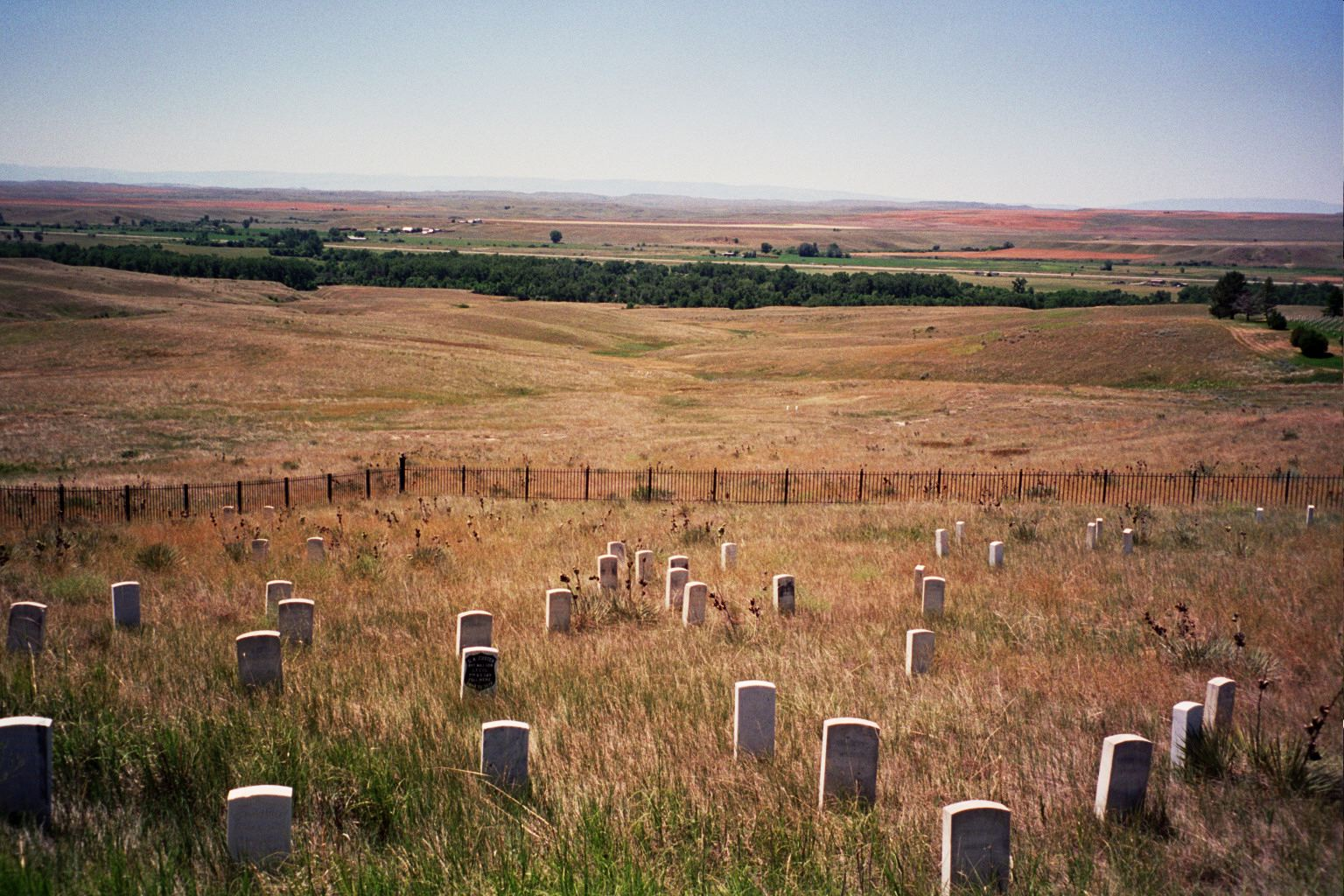
Blick von Custers letzter Verteidigungsstellung („Last Stand Hill“) ins Tal des Little Bighorn River (nummerierte Gedenksteine markieren die Fundorte der Toten)

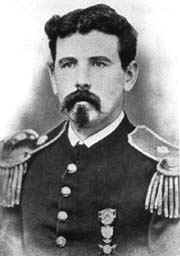
Hauptmann Myles Walter Keogh, um 1876
Der Mustang Comanche, das Pferd, das Keogh bis zu seinem Tod in der Schlacht ritt (um 1880)

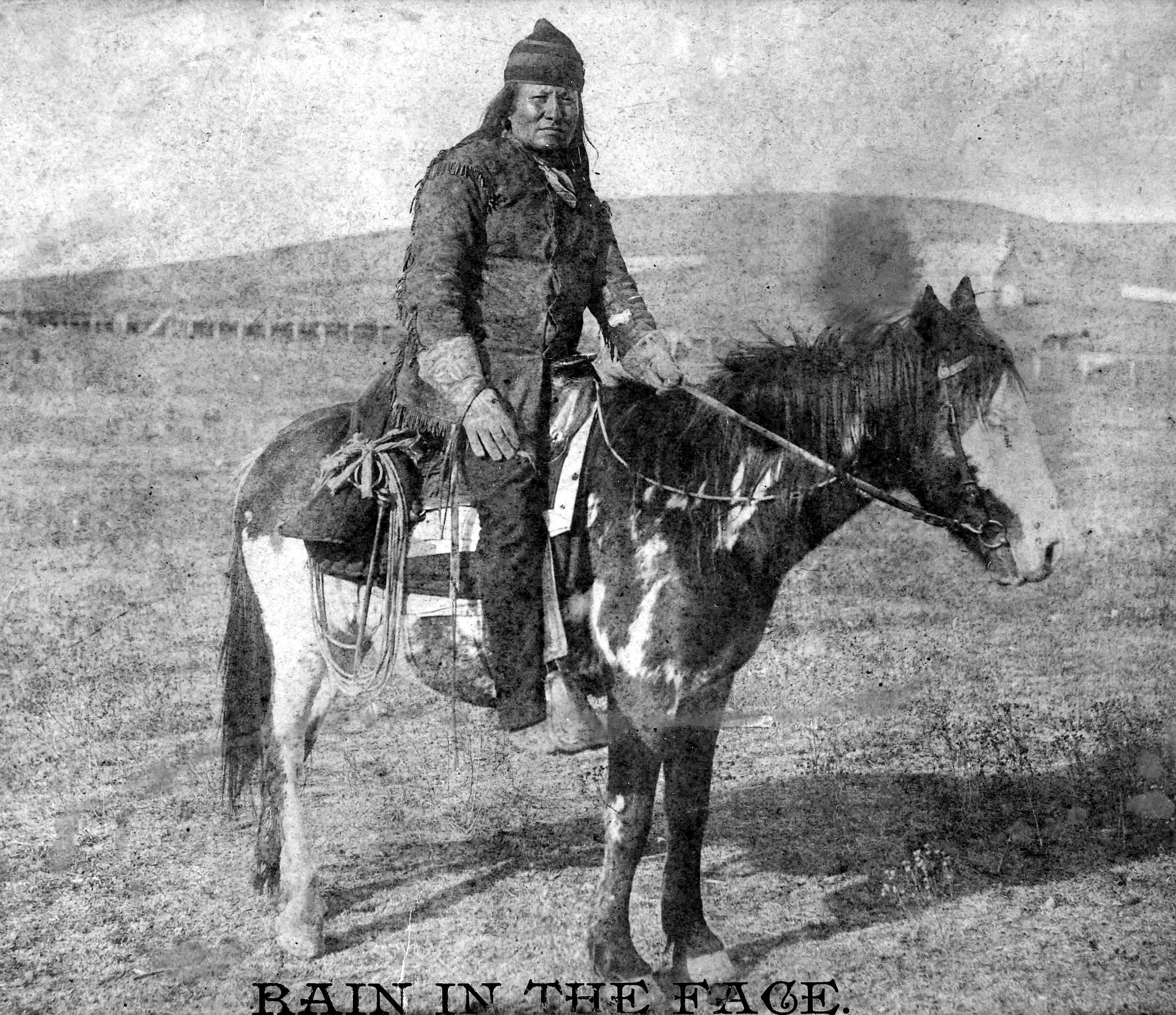
Häuptling Rain in the Face, 1880–1890

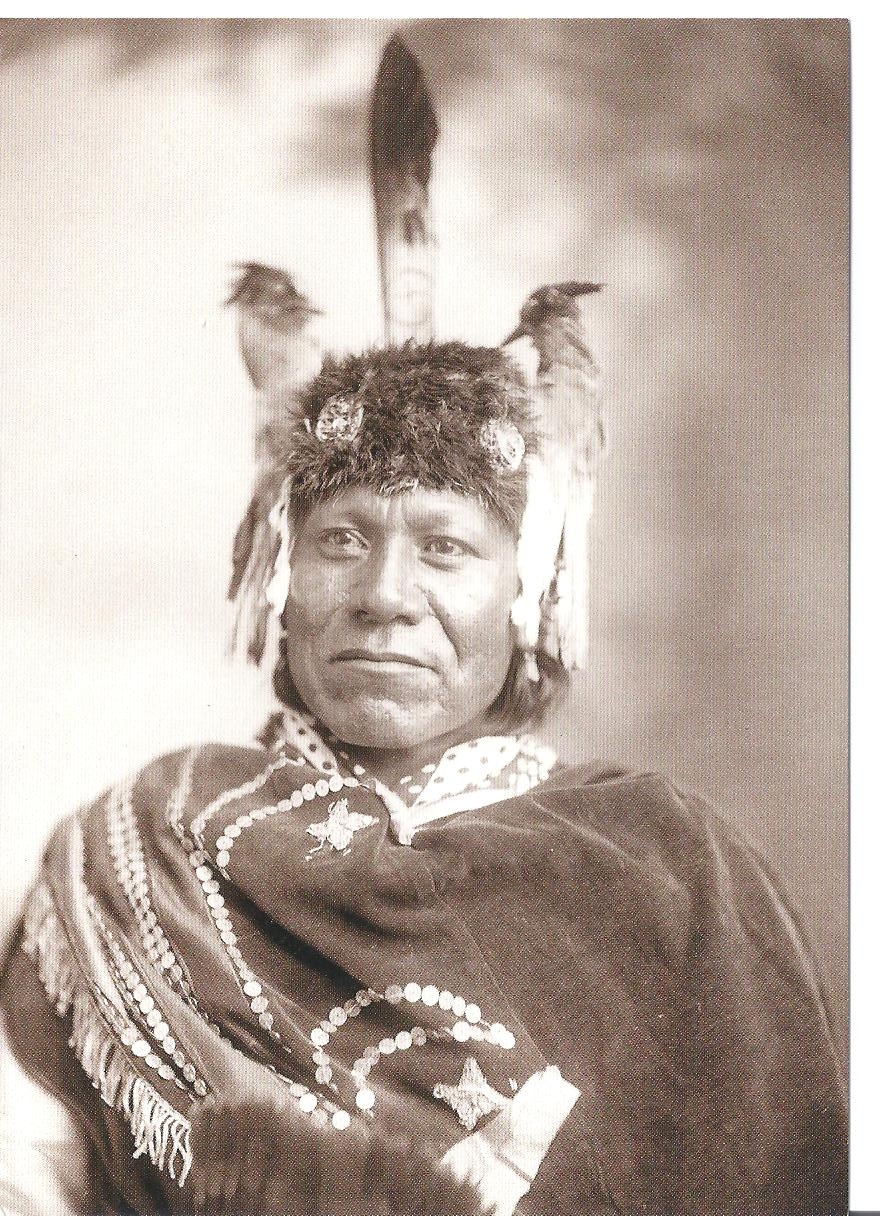
Mitch Bouyer, Scout des 7. Kavallerieregiments, um 1876

Laut Reglement sollten die Männer für das Gefecht absitzen und eine Schützenlinie bilden, jeder fünfte Soldat stand dahinter und hielt währenddessen die Pferde seiner Kameraden. Custers Männer standen aber auf den Hügeln hunderten, sich rasch nähernden Kriegern gegenüber, die sie quasi im Minutentakt einen nach dem anderen niedermachten. Die Verteilung der Patronenhülsen lässt annehmen, dass schon von Anfang an kein organisierter Widerstand mehr möglich war. Der Kampflärm erschreckte die Pferde, sodass sie sich viele von ihren Haltern losrissen und mit dem Großteil der Munitionsvorräte davonliefen. Laut dem Sioux-Häuptling Kill Eagle stürzten die Krieger sich »...wie ein Bienenschwarm...« auf Custers Männer. Das von Schluchten und Hohlwegen durchschnittene Schlachtfeld deckte zudem das rasche Vorrücken der Kriegertrupps und verhinderte zugleich die Bildung einer geordneten Verteidigungsformation. Nach den Befunden der Archäologen und Augenzeugenberichten der Indianer versuchten offenbar einige Soldaten, im allgemeinen Chaos durch die Linien der Indianer zu schlüpfen, um dem Gemetzel doch noch zu entkommen, oder wenigstens eine besser gedeckte Stellung zu erreichen. Dies lassen auch einige ausgegrabene Patronen annehmen, die sowohl am Calhoun-, als auch am Custer-Hill gefunden und eindeutig aus ein und derselben Waffe (i. d. F. Springfield-Karabiner) abgefeuert wurden. Der Pulverrauch hüllte nach Aussage von Little Soldier das gesamte Schlachtfeld in eine dichte graue Wolke. Es sei so dunkel gewesen, dass man die Mündungsblitze der Gewehre sehen konnte.
»Einige von Custers Männern sprangen in Mulden und Rinnen und kämpften dort weiter. Von Zeit zu Zeit bewegte Custer seine Flagge von Hügel zu Hügel. Die Cheyennes und Sioux wurden bald alle in den Kampf verwickelt. Einige Indianer verfolgten einen Mann, der weglief. Viele Pferde wurden verwundet.«
Der Cheyenne Soldier Wolf berichtete, dass sich die Soldaten »...närrisch verhielten und wie betrunken wirkten...«, der Sioux Crow King wiederum, dass sie »...wie tapfere Krieger bis zum letzten Mann kämpften.«
Anfangs bildeten die Soldaten wohl noch lockere Schützenlinien, doch schon bald lösten sich diese in immer kleinere, voneinander isoliert kämpfende Widerstandsnester auf, die aus allen Richtungen von der erdrückenden Übermacht der Indianer ausgeschaltet wurden. Auch die höhere Schussfolge der Pfeilbögen trug zur relativ raschen Dezimierung von Custers Einheiten bei. Diese konnten den Indianern vorher dennoch schwere Verluste zufügen. Die verzweifelt um ihr Leben kämpfenden Männer erschossen zuletzt auch die letzten
bei ihnen verbliebenen Pferde, um hinter ihren Kadavern etwas besseren Schutz vor dem feindlichen Pfeil- und Kugelhagel zu finden. Vierzehn von dreißig Augenzeugenberichten, darunter auch Little Soldier, behaupten, dass einige Soldaten Suizid begingen, um nicht lebend in die Hände des Gegners zu fallen, getreu der Grenzerdevise im Kampf gegen Indianer, »...die letzte Kugel für sich selbst zu behalten...«. Beispiele hartnäckiger Gegenwehr standen neben Panik und lähmender Todesangst. Little Soldier:
»Die Indianer plünderten die Soldaten. Wir sahen Dutzende Whiskyflaschen auf dem Hügel über dem Fluss. Einige konnten von weitem Soldaten sehen, wie sie die (Whisky-)Becher reichten. Die Indianer nahmen sich die Gewehre der Soldaten, sobald sie einen von ihnen töteten.«
In einem bald auf kürzeste Distanz geführten Gefecht erwiesen sich die Indianer als überlegene Nahkämpfer. Etwa 28 Männern (unter ihnen der Scout Mitch Bouyer, siehe auch weiter unten) gelang es, in eine nahe am Fluss gelegene Schlucht („Deep Ravine“) zu entkommen, sie wurden dort aber bald von den Indianern eingeholt und ebenfalls gnadenlos niedergemacht. So waren binnen kurzer Zeit alle fünf Kompanien bis auf den letzten Mann aufgerieben worden.
Nach allem, was man weiß, wurde Custer am Ende mit ungefähr vierzig bis sechzig seiner Getreuen in einem Karree auf einer kleinen Anhöhe (heute bekannt als „Custer's Last Stand“) zusammengedrängt. Unzählige dort von den Archäologen aufgefundene Patronenhülsen zeugten davon, dass die Soldaten zuletzt in wilder Panik um sich geschossen haben müssen. Nach den Schilderungen überlebender Indianer feuerten viele jedoch ihre Gewehre zu hoch ab – ein Umstand, der bei Soldaten unter großen Stress oft beobachtet wurde. Wie genau Custer ums Leben kam, ist nach so langer Zeit nicht mehr zu klären, auch weil niemand aus seiner unmittelbaren Umgebung überlebt hat, konstatiert der Historiker Miloslav Stingl. Alle Erzählungen über seine Todesumstände stammen von an der Schlacht beteiligten Indianern, die beträchtlich voneinander abweichen, noch dazu herrschte auf dem Schlachtfeld das blanke Chaos.
- Einige behaupteten, dass Custer vom Häuptling White Bull getötet worden sei. Letzterer zog ihn vom Pferd, und als sich Custer, schon verwundet, mit seinem Revolver zur Wehr setzen wollte, habe ihm der Häuptling die Waffe entrissen und damit erschossen.[34]
- Ein Arapahokrieger schilderte hingegen, dass eine Kugel Custer an der Seite getroffen habe. Er sei zuerst auf seine Hände und Knie gefallen, habe sich dann zwischen vier, ebenfalls schwer verwundeten Soldaten, auf den Boden gesetzt und teilnahmslos die Tragödie beobachtet, die sich um ihn herum abspielte, während ein Blutfaden aus seinem Mund rann. Am Ende hätten sich mehrere Krieger auf ihn gestürzt, angeblich wurde er und sein Bruder, Hauptmann Thomas Custer, eigenhändig vom Sioux-Häuptling Rain in the Face (laut dessen Aussage) getötet.[24][35]

Es ist auch unklar, ob seine Kopfwunde tödlich war, oder ob sie ihm vor oder erst nach seinem Tod zugefügt wurde. Welcher der Krieger auch immer Custer umgebracht hat, in der Hitze des Gefechts ist es unwahrscheinlich, dass ihm bewusst war, gerade den populärsten Kommandeur der „Bleichgesichter“ getötet zu haben.
Direkt neben Custers Leiche lag sein Bruder Thomas, nicht weit davon sein jüngerer Bruder Boston, sein Neffe Harry Armstrong Reed und sein Adjutant William Cooke. Viele der Leichen wurden von den Indianern mit Beilen und Messern, teils bis zur Unkenntlichkeit, verstümmelt und skalpiert. Hauptmann Thomas Custers Schädel wurde zertrümmert und sein Leichnam noch nachträglich mit Pfeilen gespickt. Gerüchten zufolge soll Häuptling Rain in the Face Thomas Custer das Herz aus dem Leib geschnitten und es gegessen haben. Belege dafür, dass Custers Leiche das Herz entnommen wurde, gibt es jedoch nicht und Rain in the Face stritt später ab, dies getan zu haben. Lieutenant William Cooke wurde sein imposanter Backenbart samt Haut vom Gesicht abgetrennt. Die Indianer glaubten, die Seelen entstellter Körper seien dazu verdammt, bis in alle Ewigkeit auf der Erde zu wandeln. Custers Leiche wies bei seiner Bergung drei Schusswunden auf, eine an der linken Schläfe, in der Brust und am rechten Unterarm. Nachträglich waren ihm auch die Trommelfelle durchstochen und ein Glied des linken kleinen Fingers abgetrennt worden. Um 17:30 Uhr war die heiße Phase des Kampfes beendet und die Plünderung des Schlachtfeldes begann. Laut Little Soldier hatte dieser Kampf nicht länger als eine Stunde gedauert.

### Die Belagerung des Reno Hill

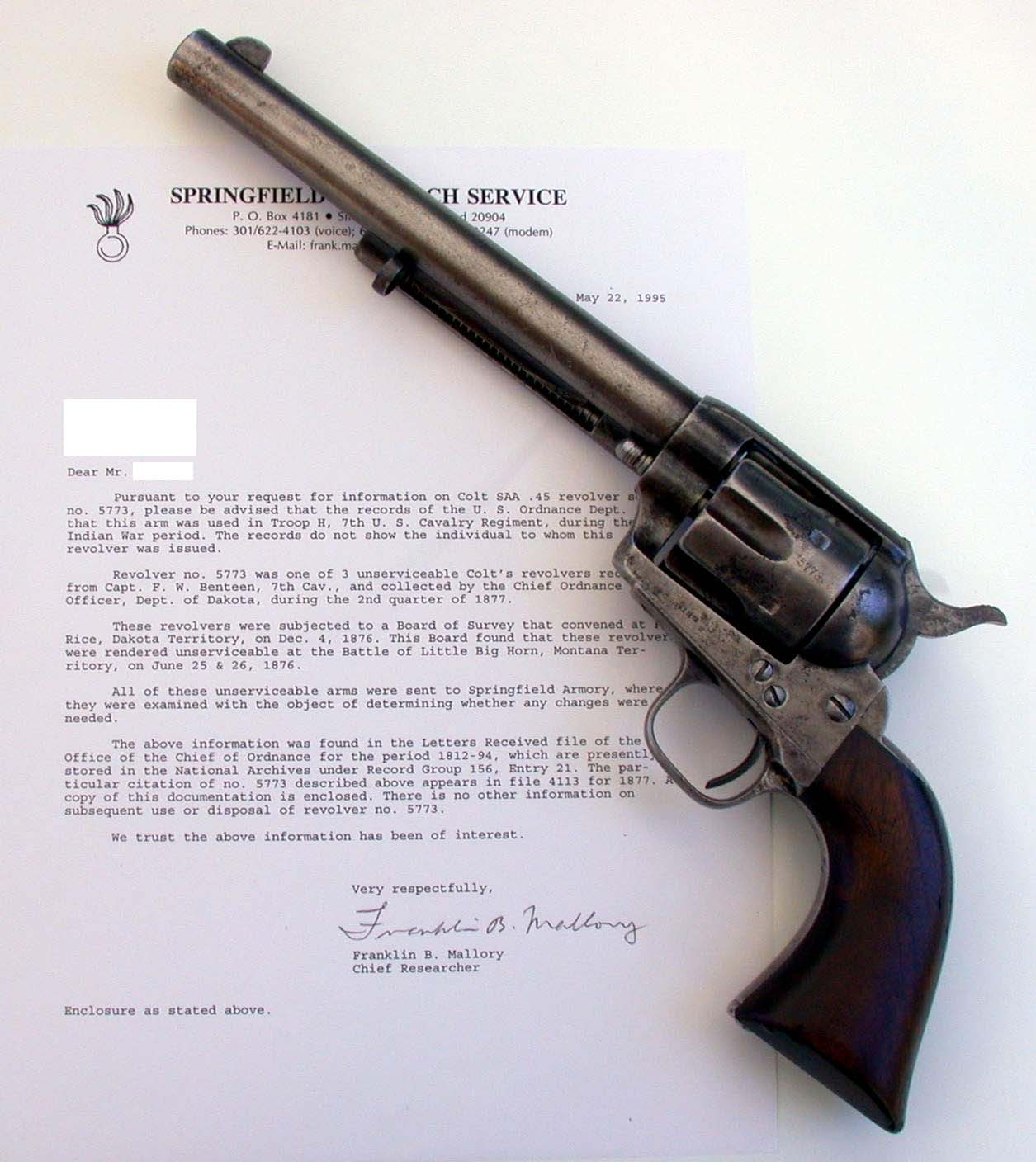
In der Schlacht von der U.S Cavalry verwendeter Colt Single Action Army Modell 1873

Die Schlacht am Little Big Horn endete jedoch nicht mit dem Massaker an Custers Männern. Die Ureinwohner gruppierten sich danach rasch um und konzentrierten sich auf die Belagerung von Reno und Benteens Bataillonen. Obwohl sie von ihrer Position aus den Gefechtslärm deutlich hören konnten, hatten die beiden Offiziere vom tragischen Schicksal Custers und seines Bataillons auch weiterhin keine Kenntnis. Nachdem auch noch Hauptmann Thomas M. McDougall mit der B-Kompanie und der Maultierkolonne des Versorgungszuges dazugestoßen war, versuchten zwei andere Kompanieführer, Hauptmann Thomas Benton Weir und Hauptmann Edward S. Godfreye, mit der D-Kompanie die Lage aufzuklären und zu Custer durchzubrechen. Sie zogen, von Reno und Benteen nur widerwillig toleriert, zur Verstärkung ihres Stoßtrupps noch zusätzlich ein paar Männer aus der Verteidigungslinie ab. Der Stoßtrupp gelangte jedoch nur bis zum sogenannten „Weir Point“ (auch Weir Ridge), etwa 4 km südlich von Custer Hill. Dort wurde er von aus dem Norden heranstürmenden Indianern nach 2 Stunden vertrieben und musste sich wieder bis an seinen Ausgangspunkt zurückziehen. Dies hatte zur Folge, dass bald immer mehr Indianer ihre völlig offene und deshalb nur schwer zu verteidigende Stellung am Reno Hill belagerten, sich während des Tages immer näher an den Verteidigungsring heranarbeiteten und die Soldaten auch mit Steinen bewarfen. Sie töteten oder verwundeten dabei elf der insgesamt 350 Verteidiger. Im Zentrum des Reno Hill wurde in weiterer Folge ein Verwundetennest eingerichtet, das rundum notdürftig mit Trossmaterial, Maultier- und Pferdekadavern geschützt wurde. Mit aufgespaltenen Feldflaschen und Messern versuchten einige der Soldaten Gruben in den Boden zu graben, um sich so etwas besser vor dem Kugelhagel der Indianer zu schützen.
Nachdem sie den ersten Tag der Belagerung ohne weitere Verluste überstanden hatten, beobachteten die Soldaten im von hunderten Lagerfeuern erleuchteten Tal die nächtlichen, von Freudenschüssen begleiteten Kriegstänze der Indianer. Freiwilligen der in der Nähe des Flusses (etwa 300 Meter) liegenden H- und M-Kompanien gelang es in der Nacht vom 25. auf den 26. Juni, ihre Kameraden mit Frischwasser zu versorgen. Dies war nur möglich, da sie durch einen Geländeeinschnitt, die „Water Carrier Ravine“, einigermaßen gedeckt zum Ufer kriechen konnten. Dabei tat sich vor allem der Kavallerist Charles Windolph hervor. Am Morgen des 26. Juni setzten die Indianer den Beschuss des Hügels fort, doch ab dem späten Nachmittag zogen sie sich plötzlich wieder zurück, brachen ihr Lager ab und teilten sich in kleine Gruppen auf, die Richtung Süden in der Weite der Prärie verschwanden. In der Nacht auf den 27. Juni dehnten Reno und Benteen ihre Schützenlinie nach und nach bis zum Flussufer aus, begruben ihre Toten und bereiteten sich auf einen neuen Angriff der Indianer vor.
Am darauffolgenden Tag trafen die Entsatzeinheiten unter Terry und Gibbon am Little Bighorn ein und begannen unverzüglich mit der Suche nach Custer und seinen Soldaten. Ihnen blieb jedoch nur noch die Bergung und Bestattung ihrer Leichen übrig. Später fand man ca. 6 Meilen (ca. 9 Kilometer) vom Schlachtfeld entfernt neun weitere, unmarkierte, Soldatengräber. Es wird angenommen, dass es sich dabei um die Gräber einer von Captain Frederick K. Giddleren und Lieutenant Charles Larin geführten Patrouille handelte. Der Legende nach wurde nur mehr Hauptmann Keoghs Mustang, „Comanche“, lebend auf dem Schlachtfeld vorgefunden; er wurde nach Ausheilung seiner schweren Verletzungen offiziell in den „Ruhestand“ versetzt, gelangte danach zu großer Berühmtheit und wurde noch viele Jahre später voll aufgezäumt als Maskottchen bei Regimentsdefilles mitgeführt.

### Verluste
Das 7. US-Kavallerie-Regiment verlor während der Kämpfe zwischen dem 25./26. Juni 1876 am Little Bighorn insgesamt 14 Offiziere, einen Assistenzarzt, 247 Soldaten, fünf Zivilisten und drei Arikare-Scouts, 52 Soldaten wurden verwundet. Fünf Indianerscouts galten als vermisst.
- Oberstleutnant Custers Bataillon: 204 Tote, Offiziere, Soldaten, zwei Kundschafter und der Journalist Mark Kellog.
- Major Renos Bataillon: 44 Tote, Offiziere, Soldaten und Kundschafter.
- Hauptmann Benteens Bataillon: 11 tote Soldaten und 22 Verwundete.
- Hauptmann McDougalls Kompanie: 5 tote Soldaten und 7 Verwundete.

Die Toten wurden rasch vor Ort beerdigt, die Schwerverwundeten wurden auf von Maultieren getragenen improvisierten Tragbahren zu dem in der Nähe ankernden Versorgungsschiff Far West gebracht, das am Zusammenfluss von Little Bighorn mit dem Bighorn River vor Anker lag und dann ins Lazarett nach Fort Abraham Lincoln abtransportiert.
Als gesichert gilt, dass auf dem Schlachtfeld erheblich weniger Indianer gefallen waren als US-Soldaten; wie viele von ihnen später noch ihren Verwundungen erlagen und über ihre tatsächlichen Verluste herrscht bis heute kein tragfähiger Konsens. Die Angaben über getötete Krieger reichen von lediglich 36 bis zu 200 Kriegern. Vielfach werden die niedrigsten indianischen Verlustangaben aufgegriffen und etwa 40 tote und 80 verwundete Krieger angenommen. Hinzu kommen die etwa zehn wehrlosen Frauen und Kinder, die Renos Angriff zum Opfer fielen. Obwohl die Verluste der Prärie-Indianer im Vergleich zu denen der Weißen somit relativ niedrig erscheinen, stellten diese, deren Völker meist nur wenige Tausend Menschen zählten, durchaus enorme Verluste dar, die sie im Gegensatz zu den Streitkräften der USA nicht mehr ersetzen konnten.

## Nachbetrachtungen
Zusammengefasst handelte es sich bei diesem Gefecht lediglich um ein Vorhutgeplänkel, ausgetragen von allenfalls 2500 Kombattanten, das auf den weiteren Verlauf der Strafexpedition keine nennenswerten militärischen Auswirkungen hatte. In vermutlich weniger als einer Stunde hatten die Indigenen diesen Kampf in den Hügeln für sich entschieden, aber dabei wohl selbst empfindliche Verluste erlitten. Die Verantwortung für das Desaster vom 25. Juni 1876 ist – laut dem Bericht General Terrys – ausschließlich Custer zuzuschreiben. Er hatte ohne vorherige sorgfältige Aufklärung seine Streitmacht aufgesplittert und zu weit auseinandergezogen, sodass eine Flankendeckung und rasche gegenseitige Unterstützung der Bataillone nicht mehr gegeben war. Seine Risikofreude und Neigung zu Spontanentscheidungen, die im Sezessionskrieg seine große Stärke als Reiterführer gewesen war, kosteten ihn am Little Bighorn das Leben. Auch Archäologen konnten den Ablauf der Schlacht rekonstruieren und bestätigten Custers schwere strategische Fehler. Selbst seine Förderer Sherman und Sheridan kritisierten später Custers überhastete und unbedachte Vorgangsweise.

### Schuldfragenanalyse
Von dem Moment an, als er beschloss, von Terrys Plan abzuweichen, übernahm Custer die Hauptverantwortung für den fatalen Ausgang der Schlacht. Nathaniel Philbrick führt hingegen an, dass Custers Entscheidung, seine Truppen aufzuteilen, keineswegs ungewöhnlich, wenn auch (in diesem Fall) sicherlich riskant war, und dass er darüber hinaus den Befehlen von General Terry folgte, der ihm dabei einen beträchtlichen Handlungsspielraum ließ. Philbrick macht deutlich, dass ein Großteil der Kritik an Custer retrospektiv ist: „Im Nachhinein mag Custer wie ein egoistischer Idiot aussehen. Aber wie Sitting Bull, Two Kettle, und noch einige andere Lakota und Cheyenne an diesem Tag erkannten, war er dem spektakulärsten Sieg seiner Karriere schon erschreckend nahe gekommen.“
Der Erfolg seiner Attacke hing davon ab, dass die restlichen Kompanien seines Regiments unter Reno und Benteen rasch zu seiner Unterstützung heranrückten. Im Allgemeinen galt im Kampf gegen den Feind: „Vereint ist besser“ und von der Aufteilung der vor Ort verfügbaren Streitkräfte wurde abgeraten. Aber auch hier waren Verstöße gegen die Regel keine Seltenheit. Ein Beispiel für einen taktisch erfolgreichen Plan, der gegen das Regelwerk verstößt, war die Aufteilung der Truppen durch den konföderierten General Robert E. Lee am 2. Mai 1863 bei Chancellorsville, als er Einheiten seiner Nord-Virginia-Armee unter Thomas (Stonewall) Jackson auf einen nächtlichen Gewaltmarsch um US-General Joseph Hookers linke Flanke herum beorderte, was in einer spektakulären Niederlage für die Unionstruppen endete.
Daher ist es vielleicht etwas zu einfach, ganz allein Custer für diese Schlappe verantwortlich zu machen. Wie Philbrick außerdem feststellt und seine Schlussfolgerung dabei teilweise auf die Aussage eines Adjutanten General Terrys stützt, hatte dieser „...Custer mit seinen listigen, legalistischen Befehlen in die Enge getrieben...“, und damit die ganze Verantwortung auf ihn abgewälzt. Obwohl sein Schlachtplan in die berüchtigtste Militärkatastrophe in der Geschichte der USA mündete, ist letzterer wieder in den Schatten der Geschichte zurückgekehrt und hat alleine Custer in den Mittelpunkt dieser Tragödie gerückt, an dessen Zustandekommen Terry vielleicht mehr als jeder andere der daran beteiligten Protagonisten seinen Anteil hatte.
Reno und Benteen wurde später ebenfalls vorgeworfen, ihre Pflicht nicht erfüllt zu haben. Reno, dem noch dazu Feigheit vor dem Feind vorgeworfen wurde, forderte eine offizielle Untersuchung, um seinen Namen wieder reinzuwaschen. In der Tat lässt sich darüber spekulieren, dass Custer ihn möglicherweise unterstützt hätte, indem er das Dorf an der rechten Flanke angegriffen hätte, wenn Reno seine Attacke fortgesetzt, den Kampf bis ins Lager ausgeweitet und noch eine weitere halbe Stunde durchgehalten hätte. Rückblickend ist es jedoch angesichts der großen Anzahl der Indianer (derer sich weder Reno noch Custer bewusst waren) unrealistisch zu glauben, dass Reno so lange hätte widerstehen können, wenn man bedenkt, dass Custers Bataillon mit doppelt so vielen Männern in weniger als einer Stunde aufgerieben wurde. Andere stellten Renos Entscheidung in Frage, das Gehölz zu verlassen, wo er dem Gegenangriff der Hunkpapa besser hätte standhalten können, um Custer damit Zeit zu verschaffen, das Lager erneut anzugreifen. Das Untersuchungsgericht entlastete Reno zwar, wies jedoch darauf hin, dass jüngere Offiziere bessere Leistungen erbracht hätten als er. Als Reno sich auf dem Hügel verschanzte, weigerte er sich, von dort weiter vorzurücken, bis Terrys Truppen zwei Tage später eintrafen. Aber es wäre an Custer gewesen, Reno zu unterstützen und nicht umgekehrt.

### Das Ende des freien Volkes
Trotzdem bewiesen all diese Ereignisse einmal mehr, dass die Ureinwohner der modernen Kriegsmaschinerie der Weißen auf Dauer nicht gewachsen und sie vor allem nicht in der Lage oder willens waren, auch über den Tag hinaus strategisch zu denken. Nach der Vernichtung von Custers Bataillon noch hochmotiviert und vereint, hätten sie (theoretisch) die Gunst der Stunde nutzen können und neben dem Rest des 7. Kavallerieregiments am Reno Hill, auch noch Terrys und Gibbons Truppen zernieren oder zumindest zum Rückzug zwingen können, womit der Feldzug vorerst gescheitert gewesen wäre. Aber stattdessen setzten sie sich relativ schnell vom Schlachtfeld ab und zerstreuten sich wieder in alle Winde. Als erster und einzig nennenswerter Erfolg der Native Americans in offener Feldschlacht gegen US-Truppen hat dieser epische Kampf dennoch auch für deren Nachfahren bis zum heutigen Tag eine hohe Bedeutung und Symbolkraft.
Dieser „Sieg“ sollte ihnen jedoch bald zum Verhängnis werden. Der Tod Custers und seiner Soldaten wurde in der Öffentlichkeit mit großer Bestürzung aufgenommen. Diese Niederlage war ebenso bitter und kam denkbar ungelegen, noch dazu war er von „primitiven Wilden“ besiegt worden, was vielen als unvorstellbar erschien, da die Bevölkerung der Vereinigten Staaten sich zu diesem Zeitpunkt an der Spitze der industriellen Entwicklung und des Fortschrittes wähnte. Eine Schmach, auf die auch der am Ende seiner Amtszeit stehende Grant vor den kommenden Präsidentschaftswahlen gerne verzichtet hätte. Einige Zeitungen behaupteten später, dass Sitting Bull gar kein echter Ureinwohner war; es durfte nicht sein, dass ein Indianer Weiße in einen Hinterhalt locken konnte. Man schrieb, er müsse zumindest Napoleon Bonaparte studiert haben, um Custer zu schlagen. Er sei in Wahrheit ein Spion, der die Militärakademie in West Point absolviert habe und dann zu seinem Volk zurückgekehrt sei. Nur so ließe sich sein militärisches Geschick erklären.
Nach der Schlacht machte man noch gnadenloser Jagd auf die letzten freien Indianer, deren Koalition rasch zerfiel. Aufgebracht über den Tod des beliebten Bürgerkriegshelden, noch dazu am Vorabend der Hundertjahrfeier der USA, forderte die empörte Nation harte Vergeltungsmaßnahmen. Die Black Hills wurden für weiße Siedler ohne Einschränkungen geöffnet und innerhalb eines Jahres war die Sioux-Nation geschlagen, „Custer's Last Stand“ war auch ihr letztes Gefecht. Noch im Spätsommer 1876 wurden 3.000 Sioux am Tongue River von den Truppen unter General Terry umzingelt und gefangen genommen. Die letzten von ihnen kapitulierten am 31. Oktober 1877 und mussten wieder in ihre Reservation zurückkehren oder flohen nach Kanada. Die Stammesgruppen unter Sitting Bull, Crazy Horse und Gall weigerten sich jedoch, wieder dorthin abgeschoben zu werden. Crazy Horse wurde durch Häuptling Spotted Tail von General Crook zugesichert, dass seinen Leuten ein eigenes Reservat am Powder River zugewiesen würde. Am 5. Mai 1877 erschien sein abgekämpftes und hungerndes Volk vor Fort Robinson, Nebraska, und ergab sich. Crazy Horse wurde schon kurz danach bei einem Fluchtversuch von einem Wachsoldaten getötet. Sitting Bull ging mit 5000 seiner Lakota vorerst ebenfalls nach Kanada, kehrte erst Jahre später in die USA zurück und ergab sich 1881 auf Gnade und Ungnade der Garnison in Fort Randall. 1890 fiel auch er einem Mordanschlag zum Opfer.

### Der Mythos der Nation
Dass die Niederlage und Tod Custers schließlich doch zu einem nationalen Mythos mutierte, war vor allem das Verdienst seiner kämpferischen Witwe Elizabeth Bacon Custer. Präsident Grant und General Samuel Sturgis, dessen Sohn am Little Bighorn gefallen war, hatten zuvor noch scharfe Kritik an Custers Führungsstil geübt und sein rücksichtsloses Vorwärtsdrängen als Hauptursache für das Desaster ausgemacht. Elizabeth arbeitete deswegen unermüdlich daran, das schwer erschütterte Andenken ihres Gatten wieder reinzuwaschen. Einer ihrer wichtigsten Verbündeten hierfür waren, neben der Bennett-Presse, Frederick Whittaker, ein erfolgreicher Autor von – zu dieser Zeit sehr beliebten – Groschenromanen, mit deren Hilfe eine großangelegte Imagekampagne gestartet wurde. Whittaker verfasste aufgrund von persönlichen Briefen, die sie ihm zur Verfügung stellte, und aus Zeitungsberichten eine in den hellsten Farben strahlende Biografie des toten Custer, die die Grundlagen für die spätere Custer-Legende legte. In diesem Werk, das schon im November 1876 erschien, deutete er kurzerhand eine blamable Niederlage zu nichts Geringerem als der amerikanischen Version der Nibelungenschlacht um:
»Da fielen sie […] jeder Mann an seinem Platz, ohne zu schwanken, ohne zurückzuweichen […] bis die letzte Patrone verschossen war.«
Bei einem Heldenepos dieser Kategorie durfte natürlich auch der ruchlose Schurke nicht fehlen, den Whittaker im – ohnehin unbeliebten – Major Reno erkannt haben wollte. Er allein habe, nach der Lesart Whittakers, durch sein feiges Zurückweichen zu Beginn der Schlacht die Katastrophe erst möglich gemacht. Auf Druck der Öffentlichkeit wurde daher 1878 eine Untersuchung durch ein Militärgericht eingeleitet, im Zuge dessen dem Major jedoch keine gröberen Verfehlungen nachgewiesen werden konnten. Aber trotz des Freispruches galt er bei der Mehrheit der US-Bürger weiterhin als ehrloser Feigling. Reno war danach für den Rest seines Lebens (vergeblich) damit beschäftigt, seine Reputation wiederherzustellen. Er verfiel dabei vollends dem Alkohol, wurde unehrenhaft aus dem Militärdienst entlassen und starb 1889 an Kehlkopfkrebs. Hauptmann Frederick Benteen verfasste noch Jahre später Schmähschriften über Custer und musste nach überzogener Kritik an seinen Vorgesetzten ebenfalls seinen Abschied nehmen.

## Forschungstätigkeit
Die Schlacht und insbesondere die Handlungsweise Custers wurden von Historikern ausgiebig untersucht und analysiert. Insbesondere durch archäologische Untersuchungen vor Ort und Studium aller verfügbaren Quellen untersucht, den historisch genauen Ablauf der Ereignisse zu rekonstruieren. Größeren Bekanntheitsgrad haben vor allem die entsprechenden Forschungen auf dem Schlachtfeld seit den frühen 1980er Jahren erlangt. Zunehmend erweisen sich dabei die Überlieferungen der Nachfahren der beteiligten Stämme als größtenteils zutreffend. Seit auch die Behandlung der Ureinwohner bei der Eroberung Amerikas mittlerweile in der breiten Bevölkerung als großes Unrecht begriffen wird, hat sich seit dem Ende des 20. Jahrhunderts die, in großen Teilen überkommene, Interpretation dieser Schlacht am Little Bighorn und das Image des „Boy-General“ fundamental gewandelt.

### Schlachtfeldforensik

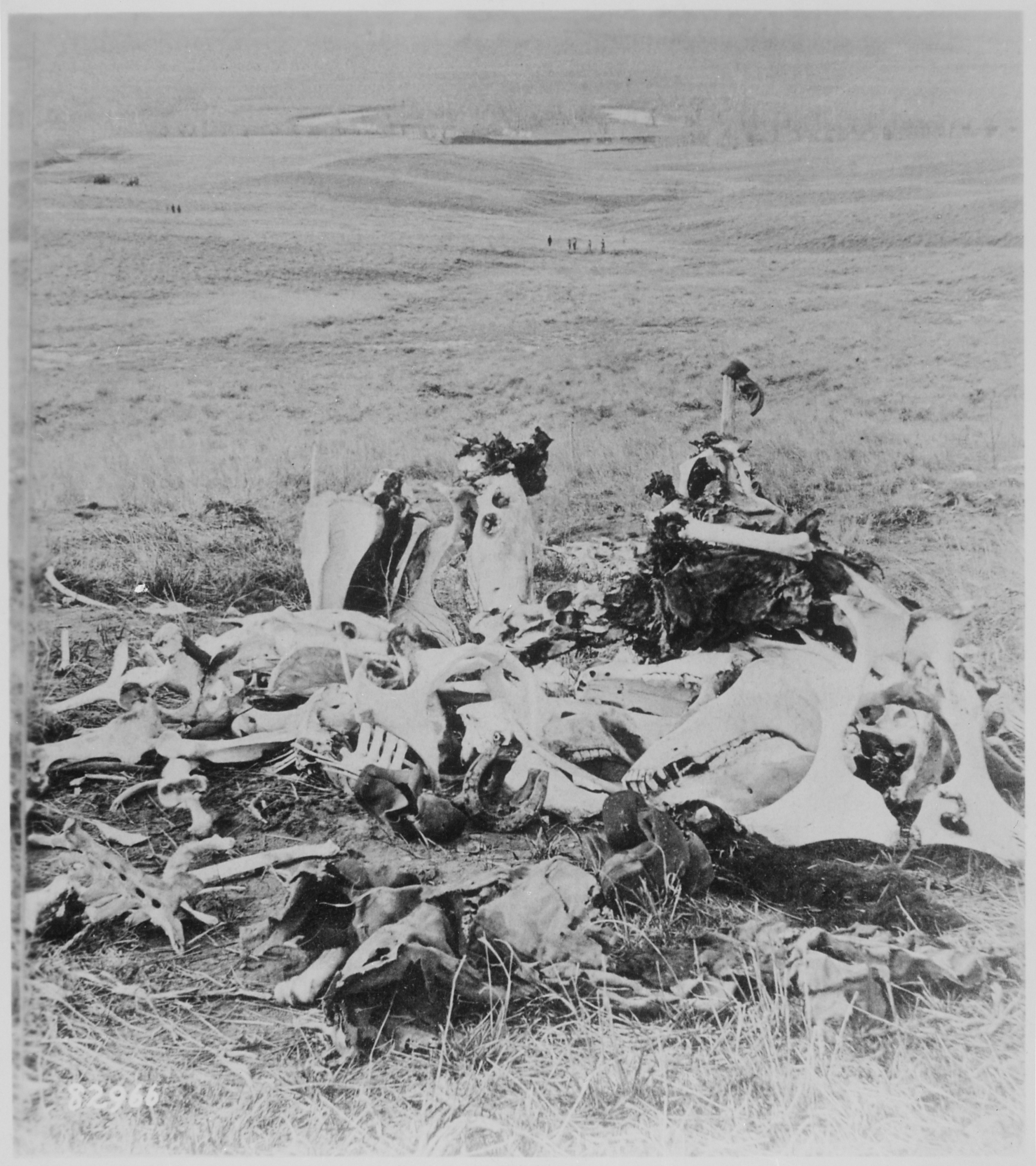
Pferdeknochen am Custer Hill, aufgenommen um 1877

Die meisten Toten wurden von Renos Soldaten offensichtlich nur notdürftig verscharrt und deren Gräber mit Holzpflöcken markiert. Soweit sie noch vor Ort identifiziert werden konnten, wurden ihre persönlichen Daten auf kleine Zettel notiert, die man in leere Patronenhülsen steckte und neben sie ins Grab legte. Das Grab Custers soll nach Angaben der Beteiligten 46 cm tief (etwas tiefer als die der übrigen Soldaten) gewesen sein und breit genug um neben ihn auch seinen Bruder Thomas zu bestatten. Bevor das Grab wieder zugeschaufelt wurde, bedeckte man die beiden prominenten Toten noch mit einer Decke und einigen Zeltplanen. Abschließend wurde noch ein indianischer Travois darübergelegt und mit Steinen beschwert, um das Grab besser vor Aasfressern zu schützen.
1877 bargen Angehörige des 7. Kavallerieregiments Custers Überreste und die seiner Offiziere. Custer sollte anschließend in West Point mit großem Pomp erneut bestattet werden. Viele der Gebeine waren aber inzwischen schon von Aasfressern ausgescharrt und in alle Winde zerstreut worden, da die hastig ausgehobenen Gräber viel zu flach angelegt waren. In den folgenden Jahren berichteten Besucher, dass einige der Gedenktafeln umgeworfen und dort wohl auch Grabräuber ihr Unwesen getrieben hatten. 1881 wurde im Auftrag der Regierung erneut ein Bergungskommando in Marsch gesetzt, um die mittlerweile überallhin verstreuten Knochen einzusammeln und etwas würdevoller in einem Gemeinschaftsgrab zu bestatten. Heute steht darüber ein etwas klobiger geratener Gedenkstein aus Granit, in dem die Namen der Gefallenen eingemeißelt sind. Einzelne nummerierte Gedenktafeln kennzeichnen zudem die Positionen, an denen die Soldaten gefunden wurden, bzw. getötet worden waren, es ist bislang das einzige Schlachtfeld mit dieser Art von Markierungen. In den nächsten 100 Jahren wurden aber dennoch immer wieder Gebeine in den umliegenden Hügeln aufgefunden, sofern sie nicht als Schlachtfeld-Souvenir verschleppt wurden, brachte man sie in das Depot des örtlichen Museums, heute eine nationale Gedenkstätte der USA.
Im August 1983 legte ein Steppenfeuer auf dem ehemaligen Schlachtfeld weitere Knochen von Custers Soldaten frei, die dort seit 107 Jahren unentdeckt gelegen hatten. In der Nähe der Gedenktafeln 33 und 34 stießen Archäologen auf einen aus den Boden ragenden menschlichen Knochen, genau an jener Stelle (Deep Ravine Trail), wo vermutlich 28 von Custers Männern getötet und bestattet worden waren. 1984 wurden die Stelle von einem Archäologenteam des National Park Service genauer untersucht und die dort aufgefundenen Knochenfragmente anthropologisch analysiert. Bei über 40 Prozent von Custers Soldaten handelte es sich um Einwanderer aus Deutschland, England und Irland, 28 Iren, 27 Deutsche und 16 Briten. Drei seiner Männer waren indigener Herkunft (vom Stamm der Crow-Indianer) und dienten ihm als Scouts. Unter den Toten war auch ein Afroamerikaner, Isaiah Dorman, der als Übersetzer arbeitete. Anhand der im Museum lagernden Knochen konnte einer von Custers Soldaten vom renommierten Anthropologen Clyde Snow noch nachträglich identifiziert werden. Es handelte sich dabei um Mitch Bouyer, ein Indo-Franzose der ebenfalls als Scout im 7. Kavallerieregiment gedient hatte. Er war zum Zeitpunkt seines Todes 21 Jahre alt, durch zwei Schüsse in die Brust und Unterleib getötet und danach mit einem Beil zerhackt worden. Da noch ein zeitgenössisches Foto von ihm existiert, konnte seine Identität mittels Überblendung seines Schädelfragments durch das Nebraska Educational Television Team auch auf diesem Weg bestätigt werden. Einige Berichte über den Auffindungsort der Toten wurden nun in Zweifel gezogen, nachdem soll Bouyer nämlich am Custer Hill getötet worden sein.
Clyde Snow studierte daraufhin auch die Aufzeichnungen über Exhumierung und Überführung von Custers Überresten nach West Point noch etwas genauer. Nach Aussage von Sergeant John Ryan, der die Bergungsaktion leitete, wurden diese angeblich mit besonderer Sorgfalt durchgeführt. Das Grab, das man 1877 zuerst öffnete, enthielt aber nur einen Leichnam. Zudem stand auf der darin befindlichen Uniformbluse der Name eines Unteroffiziers. Also öffnete man ein weiteres Grab, das aber nur einen Schädel, mehrere Rippen und einen Oberschenkelknochen enthielt. Außerdem wurden keinerlei Reste der Zeltplanen, der Decke oder des Transportgestells vorgefunden. Obwohl einige Mitglieder der Bergungsmannschaft ihre berechtigten Zweifel hatten, wurden die Knochen trotzdem als die Custers deklariert und nach West Point geschafft. Es ist daher, laut Clyde Snow, gut möglich, dass Custers Überreste in Wahrheit im 1881 angelegten Massengrab beigesetzt wurden und daher nicht in seinem offiziellen Ehrengrab in West Point liegen können.

## Trivia

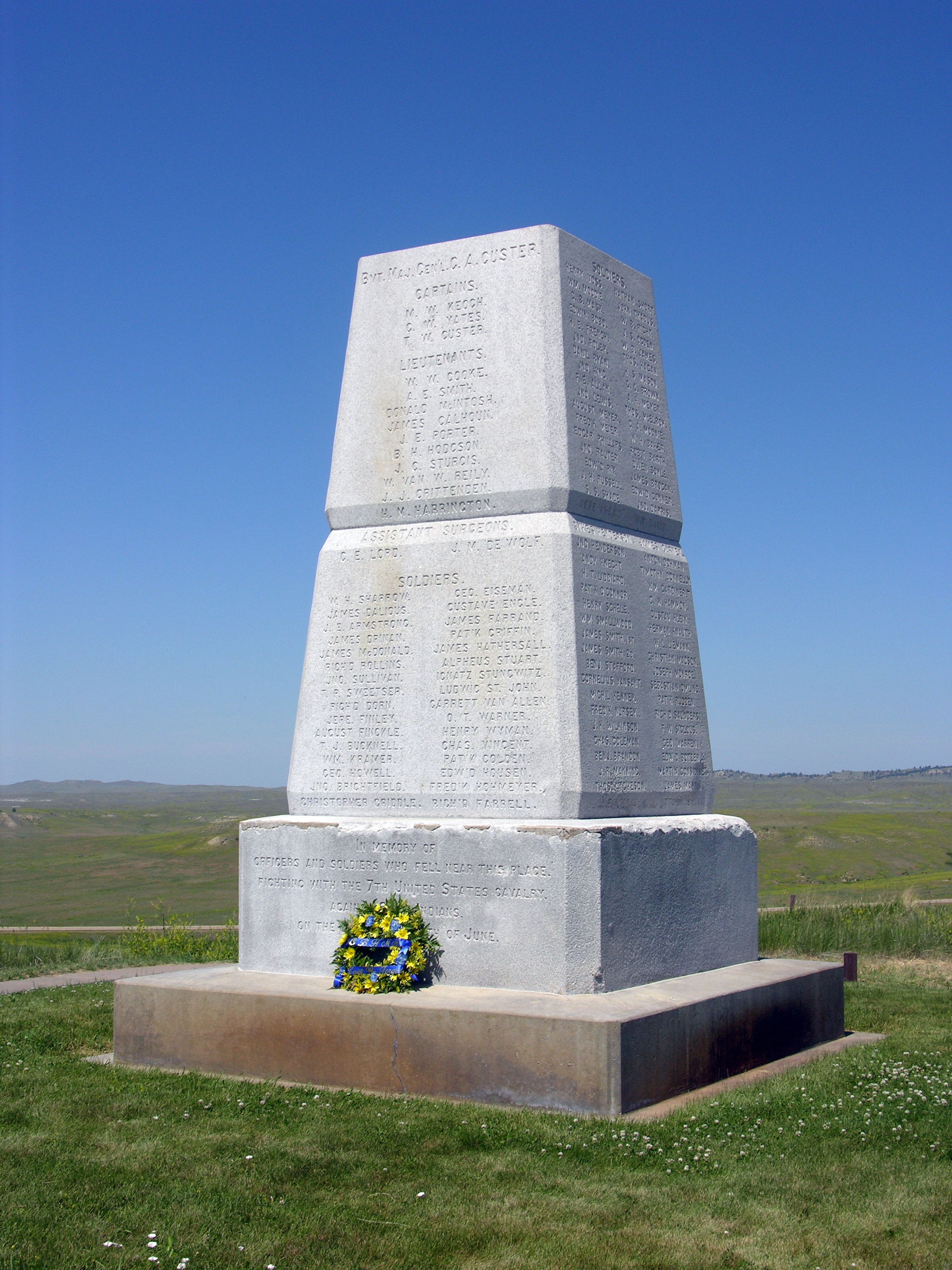
Das 1890 errichtete Custer-Monument

Auf beharrliches Betreiben von Custers Witwe ging die selbstverschuldete Niederlage schließlich als der Kampf eines heldenhaften und aufrechten Offiziers gegen die „Wilden“ in die jüngere US-Geschichte ein. Eine Brauerei nutzte ebenfalls den Hype um Custer und ließ in den Saloons das Bild des fotogenen Offiziers aushängen. Wie ihr Gatte die Ikone einer sich rasch veränderten Welt war, war Elizabeth die der ewig trauernden Witwe, sie spielte diese Rolle bis zu ihrem Tod im Jahr 1933. Witwen sind in der nordamerikanischen Gesellschaft sehr angesehen, solange sie lebte, war Kritik an ihrem Mann tabu. Sie schrieb drei Bestseller, in denen sie ihr Leben mit George Armstrong als charmant, strahlend und ehrenhaft verklärt. Diese Bücher sollten für fast 50 Jahre das Bild von Custer bestimmen. Aber es gab auch Zeitzeugen, die ihn als rücksichtslosen Karrieristen bezichtigten, dem – damit allerdings dem damaligen Zeitgeist entsprechend – jedwedes Unrechtsbewusstsein beim ungleichen Kampf gegen die nordamerikanischen Ureinwohner gefehlt habe.
Custer und seinen Soldaten wurde zehn Jahre später auf dem Schlachtfeld ein Denkmal errichtet, das „Custer Battlefield Memorial“. Im Sommer 1926, zum 50. Jahrestag der Schlacht, wurde ein „Versöhnungsfest“ organisiert, zu dem Historiker und auch die in den Reservaten lebenden Häuptlinge als Gäste eingeladen wurden. Zuschauer aus allen Teilen des Landes wurden mit ermäßigten „General-Custer-Bahn-Tickets“ angelockt. Einer der Ehrengäste war der frei in Kanada lebende Enkel von Sitting Bull (im Gegensatz zu den meisten anderen Lakota). In der breiten Öffentlichkeit war zu dieser Zeit nur noch wenig über die Ereignisse am Little Bighorn bekannt, und auch die Lakota hüllten sich darüber in Schweigen. Vom Nachfahren des großen Häuptlings erhoffte man sich daher auch einige pikante Einzelheiten zum Ablauf der Schlacht zu erfahren. Der aber legte bei seinem Auftritt stattdessen ein Bündel Dollarscheine auf das Rednerpult und sorgte dann für das perfekte PR-Desaster:
„Die weißen Männer, die mich hierher eingeladen haben, haben mich um einige versöhnliche Worte gebeten. Ich kann den weißen Männern, die von mir – für Dollars – solche Worte zu hören wünschen, aber diese nicht sagen. Damit würde ich das Andenken meines Großvaters schänden. Ich gebe nun das Geld wieder zurück. Es liegt hier, wer es haben will, kann es sich nehmen. Das sind die Worte eines freien Lakota, der in Kanada lebt und seinen Unterhalt mit seiner Hände Arbeit verdient.“
George Armstrong Custer, der Offizier mit dem langen blonden Haar, Symbol einer bestimmten Gedankenwelt, galt für eine lange Zeit als unbestrittener Nationalheld, Märtyrer der Zivilisation und des amerikanischen Fortschritts. Mit seinem Tod wollte man die Eroberung des Westens rechtfertigen, da ja auch Weiße dafür ihr Leben gelassen hatten und Custer war ihre wertvollste Opfergabe. Je strahlender, überhöhter und ruhmreicher Custer postum dargestellt wurde, desto größer war die Bedeutung ihres Opfers, während sie die Indianer scheibchenweise um ihr Land brachten. In den letzten Jahrzehnten hat sich die Einstellung zu den Ureinwohnern Amerikas aber fundamental gewandelt und die in diesem Zusammenhang unrühmliche Vergangenheit wurde neu bewertet. Custer wandelte sich vom unbestrittenen Helden zum Schurken, vom brillanten Anführer zum sorglosen Narren. Er ist nicht länger eine makellose Persönlichkeit, aber trotzdem erinnern sich viele noch an ihn. Custer ist heute wegen derselben Dinge umstritten, die ihn so damals erfolgreich machten. Er war zweifellos ein herausragender Mann, der es verstand, sich mit den Medien seiner Zeit immer wieder neu zu einer Person des öffentlichen Interesses zu stilisieren, verkörpert aber auch vieles, was uns heute an der amerikanischen Historie großes Unbehagen bereitet.

## Erinnerungskultur

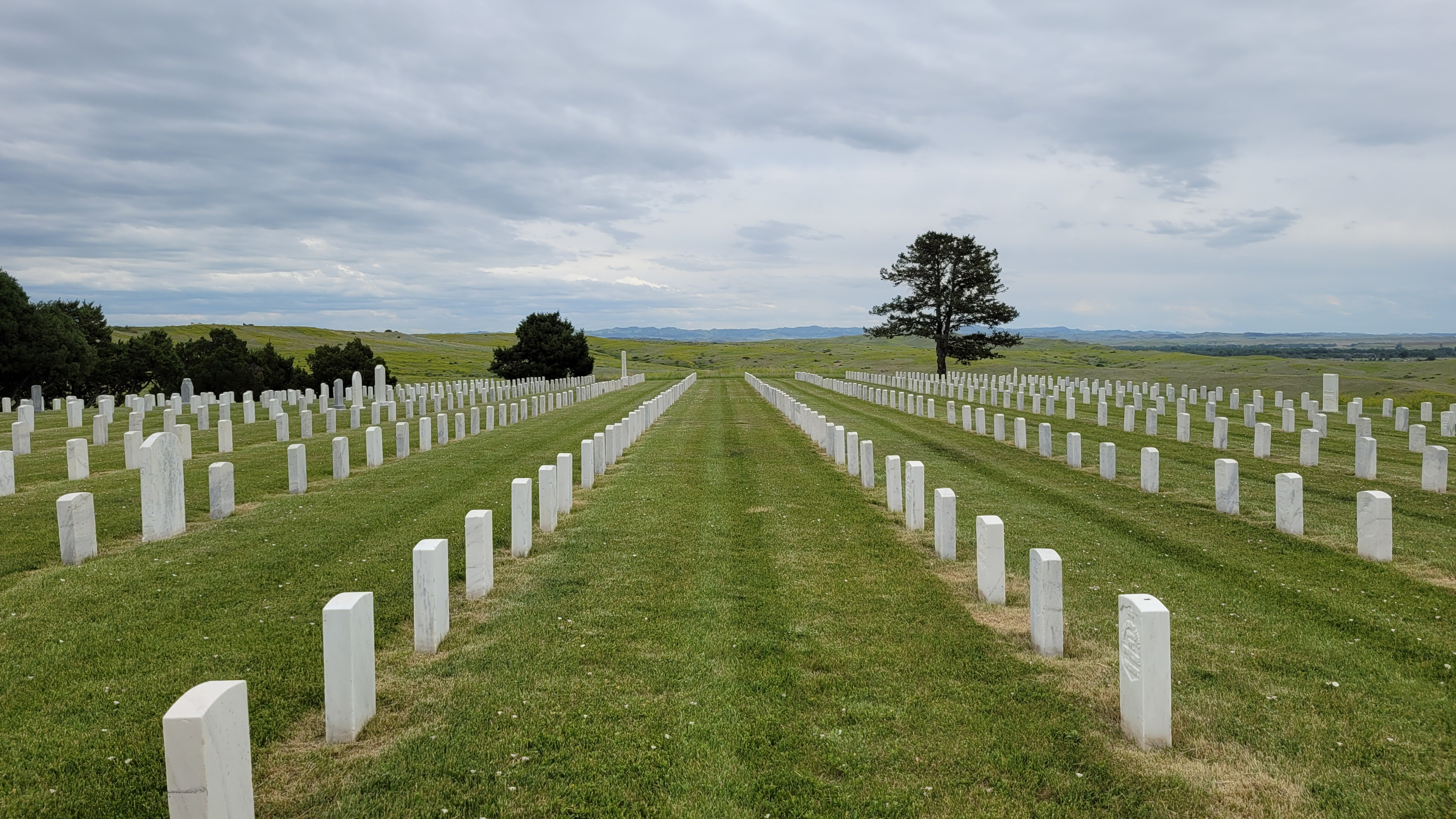
Custer National Cemetery

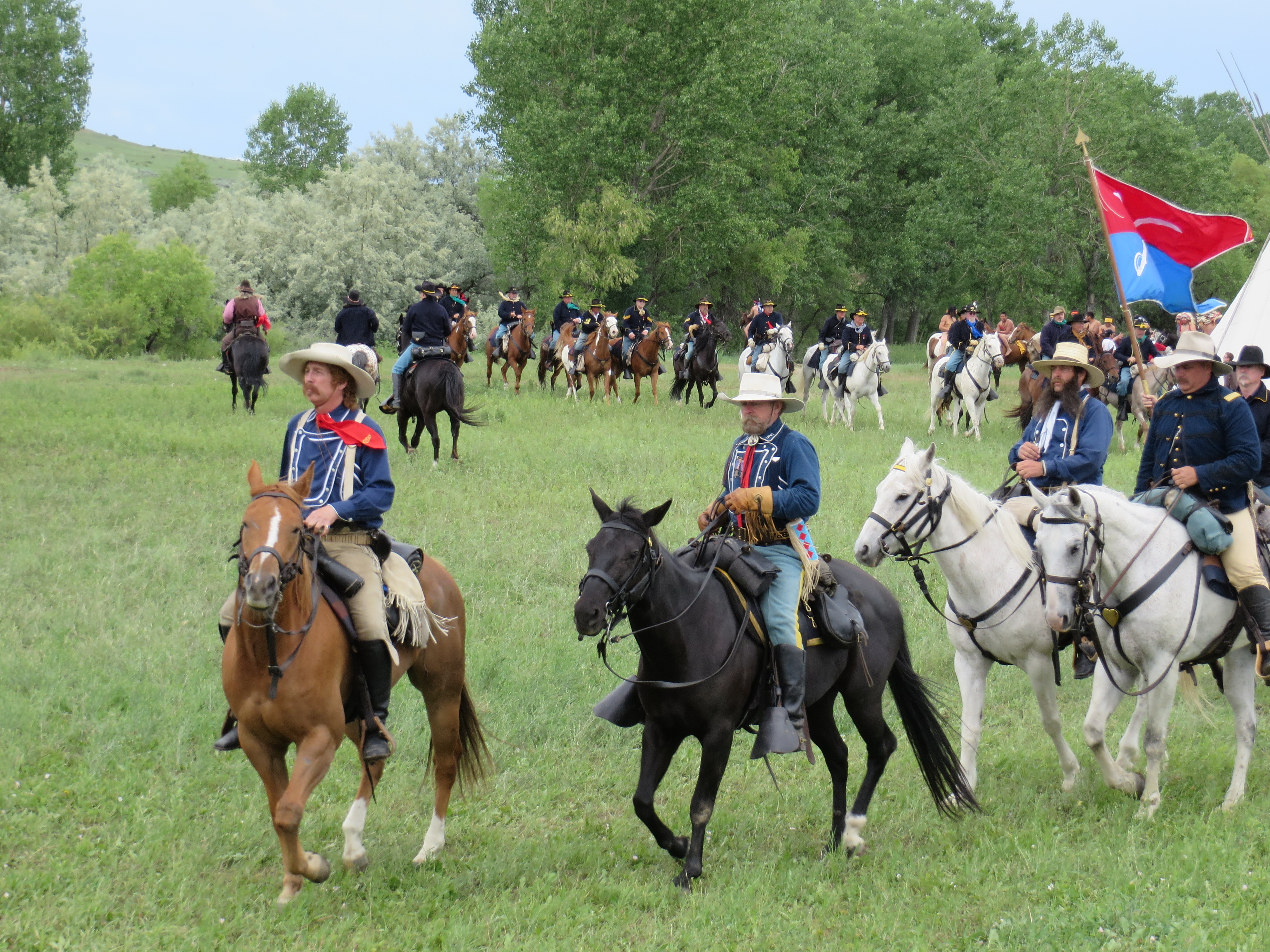
Battle of the Little Bighorn Reenactment 2013

Seit 1879 ist der Schauplatz der Schlacht als „National Cemetery“ (Nationalfriedhof) ausgewiesen, seit 1940 untersteht er dem National Park Service, seit 1946 steht die Gedenkstätte im Rang eines National Monuments. Zwischen 1999 und 2003 wurden im „Little Bighorn Battlefield National Monument“ auch Denkmäler für gefallene Indianerkrieger enthüllt. Gegenüber dem Denkmal für die gefallenen Soldaten, unter dem nach offiziellen Angaben ca. 220 Soldaten bestattet sind, steht seit 2003 das sog. Indian Monument, das an die in der Schlacht umgekommenen Indianer und an die indigenen Scouts, die im 7. Kavallerieregiment gedient hatten, erinnern soll. Seit einigen Jahren stehen auch rote Marmorsteine zum Gedenken an einzelne getötete Krieger auf dem Schlachtfeld – damals sind demnach etwa 60 Indianer ums Leben gekommen. Neben dem Schlachtfeld, das in den 1990er Jahren auf Initiative des damaligen indigenen Senators Nighthorse Campbell von „Custer Battlefield“ in „Little Big Horn Battlefield“ umgetauft wurde, liegt der „Custer National Cemetery“, auf dem u. a. Marcus Reno, einige der Crow-Scouts des 7. Kavallerieregiments, und Soldaten aus Ford Fetterman, die unter General Crook im Kampf gegen Red Clouds Krieger am Bozeman Trail starben. Ferner wurde sogar ein Gedenkstein für die getöteten Kavalleriepferde aufgestellt.
Alle Jahre wieder findet zudem auf dem Schlachtfeld am 25. Juni eine Gedenkfeier statt, die Tausende von Besuchern nach Montana lockt. Der Höhepunkt ist jedes Mal eine Nachstellung des Gefechtes durch Protagonisten aus der Reenactment Szene. Wenngleich der Ort 1991 offiziell umbenannt wurde, um damit auch den indianischen Gefühlen Respekt zu erweisen, sind es doch größtenteils weiße Kavallerie-Enthusiasten, die »Custer Buffs«, die diese Veranstaltung besuchen. Eine weitere Bastion der Custer Verehrung ist die U.S. Army, das 7. Kavallerie-Regiment besteht bis heute, wenngleich in anderer Form. Nach Auflösung der berittenen Truppe wurde es im Zweiten Weltkrieg als schnelle motorisierte Einheit eingesetzt, in Vietnam mit Hubschraubern als »Luft Kavallerie« usw.

## Aufarbeitung der Schlacht durch die Filmindustrie
Maßgebende Bedeutung für die weltweite Verbreitung der Custer-Legende kam im frühen 20. Jahrhundert dem damals neuen Massenmedium Film zu. Die Ereignisse der Schlacht wurde dort immer wieder nachinszeniert und Custers Rolle in diesem Drama nur stereotyp bewertet. Meist wird dabei sein selbstloser Kampf gegen eine Übermacht von blutrünstigen Wilden in den Vordergrund gestellt. Sein forsches und eigenmächtiges Vorrücken, das diese Niederlage erst ermöglichte, wird einmal als mutig, dann wieder als fatale Selbstüberschätzung gewertet. In keinem dieser Filme durfte zudem der letzte Akt am „Last Stand Hill“ fehlen, in der Custer meistens als Letzter fällt, mal heldenhaft, mal zerknirscht. 1941 kam Raoul Walshs Film Sein letztes Kommando (They Died with Their Boots On) mit Errol Flynn in der Hauptrolle als Custer in die Kinos. Besonders seine Schlussszene war damals für die US-Amerikaner als Motivation für den Krieg gegen das Kaiserreich Japan und Nazideutschland enorm symbolträchtig. Die Botschaft dahinter: Die Zivilisation musste unbedingt über das Böse triumphieren und dafür brauchte man Männer, die niemals aufgaben, selbst gegenüber einer überwältigenden Übermacht.
Ausgerechnet Hollywoods größter Mythenerzähler, der Regisseur John Ford, begann 1947 in »Fort Apache« mit der Demontage des Vorzeigehelden. Ford verlegte die Schlacht hierzu nach Colorado, genauer in das Monument Valley, aus den Sioux wurden die Apachen, aus Custer, Ltn. Colonel Owen Thursday (gespielt von Henry Fonda). In dem besagten Film hetzt Thursday, ein maßlos ehrgeiziger wie arroganter Offizier, seine Soldaten grob fahrlässig und unnötig in eine vernichtende Niederlage gegen die Indianer. Die von Ford eingeleitete Entzauberung Custers setzte sich in den folgenden Jahrzehnten fort. Besonders in der Ära nach dem Vietnamkrieg werden die Ereignisse am Little Bighorn aus einer völlig anderen Perspektive und äußerst kritisch gesehen.
In diesem Zusammenhang sind zwei Werke besonders hervorzuheben:
- Arthur Penns Little Big Man: In diesem Film wird Custer als mitleidloser Zyniker und größenwahnsinniger Irrer dargestellt, vor allem seine negativen Charaktereigenschaften, seine Brutalität und Ignoranz werden hervorgehoben. Der Vorstoß mit viel zu wenig Männern sei zudem eine bewusst gesetzte Handlung gewesen, da Custer auf einen leichten und raschen Sieg über die Indianer hoffte. Ziel war es, damit im Volk populär genug zu werden, um bei den kommenden Wahlen für das Amt des Präsidenten der Vereinigten Staaten kandidieren zu können. Sein letztes Gefecht wird als Gleichnis für den Wahn der imperialen Bestrebungen der USA dargestellt.

- Mike Robes zweiteiliger Fernsehfilm General Custers letzte Schlacht (Son of the Morning Star). Der Regisseur bemüht sich hierbei um eine historisch authentische Darstellung der Geschehnisse am Little Bighorn und berücksichtigt auch die Beweggründe der Indianer für ihren Kampf gegen die weißen Landräuber, die (aus Profitgier) nach und nach ihre Lebensgrundlagen und einzigartige Kultur zerstörten.

## Zeittafel
- 6. November 1868: Abschluss des Vertrags von Fort Laramie.
- September 1873: Ein Börsencrash lässt die USA in eine tiefe wirtschaftliche Depression fallen.
- Sommer 1874: Die 7. Kavallerie unter Gen. Custer erkundet die Black Hills, wobei man auf Goldvorkommen stößt.
- Herbst 1875: Verkaufsverhandlungen zwischen den Sioux und Emissären der Regierung in Washington scheitern, man beschließt, sich die Black Hills gewaltsam zu nehmen.
- 31. Januar 1876: Ablauf des Ultimatums an die Indianer, sich freiwillig in Reservate in Dakota zu begeben.
- April–Mai 1876: Truppenverbände unter Gen. Terry, Gen. Crook und Col. Gibbon marschieren von drei Seiten aus in das Indianerterritorium ein.
- Anfang Juni 1876: Abhaltung der „Sieben Ratsfeuer“ der Anführer der Indigenen-Konföderation in den Chalk Buttes (Montana), Sonnentanz-Vision von Sitting Bull, die den Indianern einen großen Sieg über die Weißen prophezeit.
- Mitte Juni 1876: Sioux, Cheyenne und ihre Verbündeten schlagen ihr Sommerlager im Tal des Little Big Horn River (Montana) auf.
- 17. Juni 1876: Crook’s Verband wird am Rosebud Creek von den Indianern angegriffen und zurückgeschlagen.
- 21. Juni 1876: Operationsplanung der US-Befehlshaber an Bord des Dampfers Far West.
- 22. Juni 1876: Die 7. Kavallerie unter Custer nimmt die Verfolgung der Indigenen auf.
- 25. Juni 1876: Einkesselung und Tod von Gen. Custer und seines Bataillons in den Hügeln oberhalb des Little Big Horn.
- 25.–26. Juni 1876: Die beiden Bataillone unter Capt. Benteen und Maj. Reno werden nach schweren Verlusten auf einem Hügel zusammengedrängt und von den Indianern belagert.
- 27. Juni 1876: General Terrys Truppen erreichen das Custer Battlefield und finden dort 212 Tote vor.
- 4. Juli 1876: Die USA begehen ihr hundertjähriges Jubiläum der Unabhängigkeit von Großbritannien.
- 29. Dezember 1890: Massaker von Wounded Knee (South Dakota), Ende der Indianerkriege in Nordamerika.

## Medien
- General Custer, eine amerikanische Legende – Doku24HD auf YouTube